# Максим Горький
Макси́м Го́рький (настоящее имя — Алексе́й Макси́мович Пешко́в, также Алексе́й Макси́мович Го́рький; 16 [28] марта 1868, Нижний Новгород, Российская империя — 18 июня 1936, Горки, Московская область, СССР) — русский советский писатель, классик русской литературы, поэт, прозаик, драматург, журналист, общественный деятель и публицист.
Начав с романтически одухотворённых новелл, песен в прозе и рассказов, в 1901 году Горький обратился к драматургии. На рубеже XIX и XX веков прославился как автор произведений в революционном духе, лично близкий к социал-демократам и находившийся в оппозиции к царскому правительству. В РСДРП был членом группы «Вперёд» и одним из идеологов богостроительства, в 1909 году помогал участникам этого течения содержать школу на острове Капри для рабочих, которую Владимир Ильич Ленин, резко отзывавшийся об идеологии Горького, называл «литераторским центром богостроительства». Горький до революции поддерживал дружеские отношения с Лениным, но был его идейным оппонентом из-за близости к «богдановцам» и «общедемократической» позиции, будучи связан не только с социал-демократами, но и с оппозиционерами разных партий; уделял внимание культурам и движениям нацменьшинств Российской империи, выступал против её национальной политики. В годы Первой мировой войны Горький, находясь в России, занимался антивоенной пропагандой на принципах интернационализма. Будучи некоторое время крупнейшим спонсором большевистской фракции, к Октябрьской революции отнёсся скептически. Ходатайствовал перед большевиками за арестованных и приговорённых к казни, публично выступал с осуждением красного террора и лидеров большевиков, занимался деятельностью по борьбе с голодом в период Гражданской войны. После нескольких лет культурной и правозащитной работы в Советской России жил за рубежом в 1920-е годы (Берлин, Мариенбад, Сорренто). В 1932 году окончательно вернулся в СССР после поездок в конце 1920-х годов. Был близок к Иосифу Сталину, пропагандировал политику сталинизма, в том числе коллективизацию и систему трудовых лагерей, при этом поддерживал некоторых политзаключённых, опальных писателей и некоторых лидеров оппозиции, главным образом Николая Бухарина и Льва Каменева, находясь с ними в дружеских отношениях. Конец жизни провёл под надзором и опекой НКВД в негласной опале. Фигурантам Третьего московского процесса, помимо прочих обвинений, инкриминировалась организация убийства Горького, после чего эта версия оставалась официальной до конца периода сталинизма. В то же время появился неподтвердившийся слух, что к смерти Горького мог быть причастен и сам Сталин.
В эмиграции провёл в общей сложности более 18 лет, включая 15 лет — в Италии, при этом не овладел ни одним иностранным языком.
В 1902—1921 годах Горький стоял во главе трёх крупных издательств — «Знание», «Парус» и «Всемирная литература», привнёс в книгоиздательскую деятельность новаторские подходы.
Хотя уже при жизни Горький приобрёл мировую известность, его творчество вызвало множество неоднозначных и противоречивых оценок, особенно после Октябрьской революции. Противоречивая репутация его творчества сохраняется и сейчас, главным образом из-за его политической биографии и официальной идеализации и отношения к нему как к «официальному писателю» начиная со сталинской эпохи. В последнее время, однако, такая репутация постепенно исправляется. Уже при жизни Горького в критике отмечалось, что произведения Горького по своей ценности неравнозначны, и что его творчество можно разделить на периоды.
Основным пафосом раннего творчества Горького (1890-е годы) является связанная с ницшеанством мечта о «новых людях» в духе неоромантизма, бесстрашных и свободных, обладающих высочайшими интеллектуальными и физическими способностями, добивающихся целей за гранью возможного, в том числе и бессмертия; ближе к концу 1890-х годов Горький сочетает романтизм с реализмом, в 1900-е годы становится одним из авторов «новой драмы» вместе с Чеховым («На дне»). Изначально Горький связывал «новых людей» с босячеством («Очерки и рассказы»), в 1900-е годы от неё отошёл и связывал уже несколько иное преображение человечества с революционными идеями, рабочим классом и богостроительством («Мать»). Хотя мечту о «новых людях» Горький не оставлял до самой смерти, с 1910 года эта тема перестала быть явной в его творчестве, писали о переходе к реализму и отходе от прежнего дидактизма: для произведений 1910-х годов характерны социальный протест и подробное описание «свинцовых мерзостей русской жизни» вместе с жизнеутверждающим настроением и верой в простого человека («Детство. В людях. Мои университеты», «По Руси»). В послереволюционном творчестве выделяют повышенное внимание к психологии («Дело Артамоновых») и сближение с модернизмом («Рассказы 1922—1924 годов», «Жизнь Клима Самгина»).
После возвращения в СССР Горький стал инициатором создания Союза писателей СССР и первым председателем правления этого союза. Был объявлен «основоположником литературы социалистического реализма и родоначальником советской литературы». Несмотря на официальное признание, современные исследователи творчества Горького ставят под сомнение или вовсе отрицают его принадлежность к соцреализму: наиболее близкие к соцреализму произведения Горького отличаются богостроительской идеологией, а после революции Горький не написал ни одного крупного соцреалистического произведения.
Кавалер ордена Ленина (1932). Пятикратный номинант на Нобелевскую премию по литературе (1918, 1923, 1928 — дважды, 1933).
Горький был самым издаваемым в СССР советским писателем: за 1918—1986 годы общий тираж 3556 изданий составил 242,621 млн экземпляров. Если же принимать в расчёт всех русских писателей, то Горький уступает лишь Льву Толстому и Александру Пушкину. Полное собрание сочинений Горького составляет 60 томов: художественные произведения изданы в 1968—1973 годах, публицистика — после 1985 года, письма полностью не изданы до сих пор. С 1932 по 1990 год имя Горького носил его родной город — Нижний Новгород.
Псевдоним-френоним М. Горький впервые появился 12 сентября 1892 года в тифлисской газете «Кавказ» в подписи к рассказу «Макар Чудра».

## Биография

### Детство
Алексей Максимович Пешков родился 16 (28) марта 1868 года в Нижнем Новгороде, в большом деревянном доме на каменном фундаменте на Ковалихинской улице, принадлежавшем его деду, владельцу красильной мастерской, Василию Васильевичу Каширину (1807—1887). Мальчик появился в семье столяра Максима Савватьевича Пешкова (1840—1871), который был сыном разжалованного офицера. По другой версии, которую ряд литературоведов игнорирует, биологическим отцом писателя был управляющий астраханской конторой пароходства И. С. Колчин. Был крещён в православии. В три года Алёша Пешков заболел холерой, но смог выжить. Заразившись от сына холерой, М. С. Пешков умер 29 июля 1871 года в Астрахани, где в последние годы жизни работал управляющим пароходной конторой. Алёша почти не помнил родителя, но рассказы близких о нём оставили глубокий след — даже псевдоним «Максим Горький», по утверждению старых нижегородцев, был взят им в 1892 году в память о Максиме Савватьевиче. Мать Алексея звали Варвара Васильевна, урождённая Каширина (1842—1879) — из мещанской семьи; рано овдовев, вторично вышла замуж, умерла 5 августа 1879 года от чахотки. Бабушка Алексея — Акулина Ивановна (1813—1887) заменила мальчику родителей. Дед Горького Савватий Пешков дослужился до офицера, но был разжалован и сослан в Сибирь «за жестокое обращение с нижними чинами», после чего записался в мещане. Его сын Максим пять раз убегал от отца и в 17 лет ушёл из дома навсегда.
Рано осиротев, Алексей провёл детские годы в семье деда по матери Василия Каширина в Нижнем Новгороде, в частности в доме на Почтовом съезде, где c 1933 года располагается музей (официально открыт в 1938 году). С 11 лет вынужден был зарабатывать — идти «в люди»: работал «мальчиком» при магазине, буфетным посудником на пароходе, пекарем, учился в иконописной мастерской.
Читать Алексея научила мать, дед Каширин обучил азам церковной грамоты. Недолго учился в приходской школе, потом, заболев оспой, вынужден был прекратить обучение в школе. Затем два класса отучился в слободском начальном училище в Канавине, где жил с матерью и отчимом. Отношения с учителем и со школьным священником складывались у Алексея тяжело. Светлые воспоминания Горького о школе связаны с посещением её епископом Астраханским и Нижегородским Хрисанфом. Владыка выделил Пешкова из всего класса, долго и назидательно беседовал с мальчиком, похвалил его за знания житий святых и Псалтири, попросил вести себя благонравно, «не озорничать». Однако после отъезда епископа Алексей назло деду Каширину искромсал его любимые святцы и отстриг в книгах ножницами лики святых. В автобиографии Пешков отмечал, что в детстве не любил ходить в церковь, но дед заставлял его идти в храм силой, при этом ни про исповедь, ни про причащение не упоминается вовсе. В школе Пешков считался трудным подростком. Атеистическое мировоззрение сохранилось у Горького на всю жизнь, уже став маститым писателем, он сказал: «Бог выдуман — и плохо выдуман! — для того, чтобы укрепить власть человека над людьми, и нужен он только человеку-хозяину, а рабочему народу он — явный враг».
После домашней ссоры с отчимом, которого Алексей едва не зарезал за жестокое обращение с матерью, Пешков вернулся к деду Каширину, который к тому времени совсем разорился. На некоторое время «школой» мальчика стала улица, где он проводил время в компании подростков, лишённых родительского присмотра; получил там кличку Башлык. Недолго учился в начальном приходском училище для детей из неимущих слоёв. После уроков для пропитания собирал тряпьё, вместе с компанией сверстников подворовывал дрова со складов; на уроках Пешкова высмеивали как «ветошника» и «нищеброда». После очередной жалобы одноклассников учителю, что от Пешкова будто бы пахнет помойной ямой и неприятно сидеть рядом с ним, несправедливо обиженный Алексей вскоре бросил училище. Среднего образования не получил, документов для поступления в университет не имел. При этом Пешков обладал сильной волей к обучению и, по свидетельству деда Каширина, «лошадиной» памятью. Пешков много и жадно читал, через несколько лет уверенно изучал и цитировал философов-идеалистов — Ницше, Гартмана, Шопенгауэра, Каро, Селли; вчерашний бродяга поражал дипломированных приятелей своим знакомством с произведениями классиков. Однако и к 30 годам Пешков писал полуграмотно, с массой орфографических и пунктуационных ошибок, которые ещё долго выправляла его жена Екатерина, профессиональный корректор.
Начиная с юности и в течение всей жизни Горький постоянно повторял, что не «пишет», а только «учится писать». Себя писатель с молодых лет называл человеком, который «в мир пришёл, чтобы не соглашаться».
С детства Алексей был пироманом, чрезвычайно любил смотреть, как завораживающе горит огонь.
По общему мнению литературоведов, автобиографическую трилогию Горького, включающую повести «Детство», «В людях» и «Мои университеты», нельзя воспринимать как документальное, а тем более научное описание его ранней биографии. События, изложенные в этих художественных произведениях, творчески преображены фантазией и воображением автора, контекстом революционной эпохи, когда были написаны эти книги Горького. Семейные линии Кашириных и Пешковых выстроены мифологично, далеко не всегда писатель отождествлял личность своего героя Алексея Пешкова с собой, в трилогии фигурируют как подлинные, так и вымышленные события и персонажи, характерные для времени, на которое пришлись молодые годы Горького.
Сам Горький вплоть до преклонного возраста считал, что он родился в 1869 году; в 1919 году в Петрограде широко отмечался его 50-летний «юбилей». Документы, подтверждающие факт рождения писателя в 1868 году, происхождение и обстоятельства детства (метрические записи, ревизские сказки и бумаги казённых палат), были обнаружены в 1920-х годах биографом Горького, критиком и историком литературы Ильёй Груздевым и энтузиастами-краеведами; впервые опубликованы в книге «Горький и его время».
По социальному происхождению Горький ещё в 1907 году подписывался как «города Нижнего Новгорода цеховой малярного цеха Алексей Максимович Пешков». В словаре Брокгауза и Ефрона Горький указан как мещанин.

### Юность и первые шаги в литературе
В 1884 году Алексей Пешков приехал в Казань и попытался поступить в Казанский университет, но потерпел неудачу. В тот год уставом университета было резко сокращено число мест для выходцев из беднейших слоёв, к тому же у Пешкова не было аттестата о среднем образовании. Работал на пристанях, где начал посещать сходки революционно настроенной молодёжи. Познакомился с марксистской литературой и пропагандистской работой. В 1885—1886 годах работал в крендельном заведении и булочной В. Семёнова. В 1887 году работал в булочной народника Андрея Степановича Деренкова (1858—1953), доходы которой направлялись на нелегальные кружки самообразования и прочую финансовую подпитку движения народников в Казани. В этом же году потерял бабушку и дедушку: А. И. Каширина скончалась 16 февраля, В. В. Каширин — 1 мая.
12 декабря 1887 года в Казани, на высоком берегу над рекой Казанкой, за оградой Троице-Феодоровского монастыря, 19-летний Пешков в приступе юношеской депрессии предпринял попытку самоубийства, прострелив себе из ружья лёгкое. Пуля застряла в теле, подоспевший сторож срочно вызвал полицию, и Пешков был отправлен в земскую больницу, где перенёс успешную операцию. Рана оказалась не смертельной, однако она послужила толчком к началу длительной болезни дыхательных органов. Попытку суицида спустя несколько дней Пешков повторил в больнице, где повздорил с профессором медицины Казанского университета Н. И. Студенским, внезапно схватил в ординаторской крупную склянку хлоральгидрата и сделал несколько глотков, после чего был вторично спасён от смерти промыванием желудка. В повести «Мои университеты» Горький со стыдом и самоосуждением назвал случившееся самым тяжёлым эпизодом из своего прошлого, описать историю он пытался в рассказе «Случай из жизни Макара». За попытку самоубийства и отказ от покаяния Казанской духовной консисторией был отлучён от церкви на четыре года.
По мнению психиатра, профессора И. Б. Галанта, который в середине 1920-х годов изучал личность писателя и психопатологическую подоплёку его произведений и его жизни, в юности Алексей Пешков был психически неуравновешенным человеком и сильно страдал по этой причине; о выявленном им постфактум «целом букете» психических заболеваний профессор Галант сообщил в письме самому Горькому. У молодого Пешкова усматривался, в частности, суицидальный комплекс, склонность к самоубийству как к средству кардинального решения житейских проблем. К сходным выводам в 1904 году пришёл также психиатр, доктор медицины М. О. Шайкевич, написавший «Психопатологические черты героев Максима Горького», вошедшие в книгу «Психопатология и медицина», изданную в Санкт-Петербурге в 1910 году. Сам Горький в преклонном возрасте отвергал эти диагнозы, не желая признавать себя излечившимся от психопатологии, однако воспретить медицинские исследования своей личности и творчества был не в состоянии.
В марте 1888 года вместе с революционером-народником М. А. Ромасем приехал в село Красновидово Свияжского уезда Казанской губернии, где у М. А. Ромася имелась мелочная лавка, открытая на средства подпольного казанского народнического кружка И. П. Чарушникова (брата будущего первоиздателя Горького) и Е. Ф. Печоркина для прикрытия пропагандистской работы среди крестьян. Был впервые арестован за связь с кружком Н. Е. Федосеева. Находился под постоянным надзором полиции. После того, как зажиточные крестьяне спалили мелочную лавку Ромася, Пешков некоторое время батрачил. В октябре 1888 года поступил сторожем на станцию Добринка Грязе-Царицынской железной дороги. Впечатления от пребывания в Добринке послужили основой для автобиографического рассказа «Сторож» и рассказа «Скуки ради». Потом уехал на Каспийское море, где работал в артели рыболовов.
В январе 1889 года, по личному прошению (жалобе в стихах), переведён на станцию Борисоглебск, затем весовщиком на станцию Крутая. Там влюбился в дочь начальника станции Марию Басаргину; Пешков просил руки Марии у её отца, но получил отказ. Спустя 10 лет уже женатый писатель в письме к женщине с нежностью вспоминал: «Я всё помню, Мария Захаровна. Хорошее не забывается, не так уж много его в жизни, чтобы можно было забывать…». Пытался организовать среди крестьян земледельческую колонию толстовского типа. Составил коллективное письмо с этой просьбой «от лица всех» и хотел встретиться с Л. Н. Толстым в Ясной Поляне и Москве. Однако Толстой (к которому тогда шли за советом тысячи людей, многих из них его жена Софья Андреевна называла «тёмными бездельниками»), не принял ходока, и Пешков вернулся ни с чем в Нижний Новгород в вагоне с надписью «для скота».
В 1889—1893 годах (с перерывами) он был письмоводителем у присяжного поверенного А. И. Ланина. В 1898 году Горький посвятил ему первый том своих «Очерков и рассказов»: «Моему дорогому учителю А. И. Ланину от М. Горького, глубоко благодарного ему и любящего его»; он писал: «Влияние его на моё образование было неизмеримо огромно. Это высокообразованный и благороднейший человек, коему я обязан больше всех».
В конце 1889 — начале 1890 года познакомился в Нижнем Новгороде с писателем В. Г. Короленко, которому принёс для отзыва своё первое произведение, поэму «Песнь старого дуба». Прочитав поэму, Короленко разнёс её в пух и прах. С октября 1889 года Пешков работал письмоводителем у адвоката А. И. Ланина. В этом же месяце впервые был арестован и заключён в нижегородскую тюрьму — это было «эхо» разгрома студенческого движения в Казани; историю первого ареста описал в очерке «Время Короленко». Завязал дружбу со студентом-химиком Н. З. Васильевым, который познакомил Алексея с философией.
29 апреля 1891 года Пешков отправился из Нижнего Новгорода странствовать «по Руси». Побывал в Поволжье, на Дону, на Украине (в Николаеве попал в больницу), в Крыму и на Кавказе, большую часть пути прошёл пешком, иногда ехал на подводах, на тормозных площадках железнодорожных грузовых вагонов. В ноябре пришёл в Тифлис. Устроился рабочим в железнодорожную мастерскую. Летом 1892 года в Кутаисской губернии в Абхазии работал на строительстве шоссе Сухум — Новороссийск, после чего ненадолго завербовался на бакинские нефтепромыслы — этот труд писатель потом называл самым тяжёлым из всех, что выпали на его долю. Тем же летом вернулся в Тифлис, жил в подвале на Ново-Арсенальной улице вместе с механиком, землемером, семинаристом, студентом и железнодорожным рабочим. Предлагал рабочим записывать в тетради и блокноты факты произвола и угнетения со стороны администрации на предприятиях, поскольку верил, что зафиксированное в письменном источнике обладает силой свидетельства и подтачивает социальную несправедливость. Тифлисские знакомые отмечали могучую фигуру Пешкова, его нарочито грубоватые манеры, движения и жесты. В тифлисский период Пешков написал целые тетради высокопарных стихов в подражание Байрону, наизусть читал соседям по подвалу «Каина» и «Манфреда». Впоследствии на основе своих стихотворных набросков создал поэму «Девушка и смерть», впервые опубликованную в 1918 году. Напротив, устные рассказы Пешкова, по воспоминаниям слушателей, отличались житейской достоверностью, ироничным стилем и яркостью деталей.
К 1892 году Пешков уже имел опыт работы грузчиком, столяром, красильщиком, хлебопёком, бурлаком, строителем, сторожем, репортёром и др. В Тифлисе Пешков познакомился и сдружился с участником революционного движения Александром Калюжным. Слушая рассказы юноши о странствиях по стране, Калюжный настойчиво предлагал Пешкову записывать случившиеся с ним истории. Когда рукопись «Макара Чудры» (драма из цыганской жизни) была готова, Калюжный с помощью знакомого журналиста Владимира Цветницкого сумел напечатать рассказ в газете «Кавказ». Публикация вышла 12 сентября 1892 года, подписан рассказ был — М. Горький. Псевдоним «М. Горький» Пешков придумал сам. Впоследствии он говорил Калюжному: «Не писать же мне в литературе — Пешков…». В октябре этого же года Пешков вернулся в Нижний Новгород.
В 1893 году начинающий писатель опубликовал несколько рассказов в нижегородских газетах «Волгарь» и «Волжский вестник». Его литературным наставником становится Короленко. В этом же году 25-летний Алексей Пешков вступил в первый, невенчанный брак с акушеркой Ольгой Юльевной Каменской, героиней его позднего рассказа «О первой любви» (1922). С Ольгой он был знаком с 1889 года, она была старше на 9 лет, к тому времени уже ушла от первого мужа и имела дочь. Писателю показался забавным также факт, что мать Каменской, тоже акушерка, когда-то принимала новорождённого Пешкова. Каменской обращена первая из известных автобиографий Горького, написанная в виде письма под влиянием поэта Гейне и имевшая вычурное название «Изложение фактов и дум, от взаимодействия которых отсохли лучшие куски моего сердца» (1893). Расстался Алексей с Каменской уже в 1894 году: перелом в отношениях наступил после того, как Ольга, которой «всю мудрость жизни заменил учебник акушерства», заснула при авторском чтении только что написанной новеллы «Старуха Изергиль».
В августе 1894 года по рекомендации Короленко Пешков написал рассказ «Челкаш» о приключениях босяка-контрабандиста. Рассказ отнёс в журнал «Русское богатство», вещь некоторое время пролежала в редакционном портфеле. В 1895 году Короленко посоветовал Пешкову переехать в Самару, где тот стал профессиональным журналистом и начал зарабатывать себе на хлеб статьями, фельетонами и очерками — под псевдонимом Иегудиил Хламида. Псевдоним пародировал язвительного семинариста, авторский слог был стилизован «под духовную литературу, велеречивую и архаичную». Популярной стала регулярная афористическая рубрика «Мысли и максимы». Всего за два неполных года в самарской газете Пешков опубликовал около 500 статей, очерков и фельетонов (не считая беллетристики, которую составили рассказы), что было немыслимой производительностью для тогдашних публицистов в России. В июньском номере журнала «Русское богатство», наконец, был опубликован «Челкаш», который приносит первую литературную известность своему автору — Максиму Горькому.
В 1895 году в «Самарской газете» был опубликован очерк «Бабушка Акулина» — первый набросок к будущей повести «Детство».

Единственная законная жена Горького Екатерина Пешкова

30 августа 1896 года в самарском Вознесенском соборе Горький обвенчался с дочерью разорившегося помещика (ставшего управляющим), вчерашней гимназисткой, корректором «Самарской газеты» Екатериной Волжиной, младше себя на 8 лет. Немало повидавший и уже достаточно известный писатель показался работнице корректуры «полубогом», сам же Горький воспринимал невесту снисходительно, долгими ухаживаниями не удостоил. В октябре 1896 года болезнь стала проявлять себя всё более тревожно: Горький месяц лежал с бронхитом, перешедшим в воспаление лёгких, а в январе ему был впервые поставлен диагноз — туберкулёз. Лечился в Крыму, долечивался в сопровождении жены на Украине, в деревне Мануйловке под Полтавой, где осваивал украинский язык. 21 июля 1897 года там же родился его первенец — сын Максим.
В 1896 году Горький пишет отклик на первый киносеанс аппарата «Синематограф» в кафешантане Шарля Омона на Нижегородской ярмарке.
В 1897 году Горький — автор произведений в журналах «Русская мысль», «Новое слово» и «Северный вестник». Опубликованы его рассказы «Коновалов», «Зазубрина», «Ярмарка в Голтве», «Супруги Орловы», «Мальва», «Бывшие люди» и другие. В октябре начал работу над первым крупным произведением — романом «Фома Гордеев».

### Сексуальность Горького
Повышенную сексуальность Горького, отразившуюся в его творчестве, отмеченную многими его современниками и находившуюся в загадочном противоречии с многолетней тяжёлой хронической болезнью, выделяют писатели и литературоведы Дмитрий Быков и Павел Басинский. Подчёркивались уникальные особенности мужской природы организма Горького: он не испытывал физической боли, обладал сверхчеловеческой интеллектуальной работоспособностью и весьма часто манипулировал своей внешностью, что подтверждает множество его фотографий. В связи с этим ставится под сомнение корректность диагноза чахотки, которая, согласно общепризнанному эпикризу, развивалась у Горького в течение 40 лет, в отсутствие антибиотиков, — и тем не менее писатель сохранял трудоспособность, выносливость, темперамент и незаурядную потенцию на протяжении всей жизни, почти вплоть до кончины. Свидетельством этого являются многочисленные браки, увлечения и связи Горького (порой мимолётные, протекавшие одновременно), сопровождавшие весь его писательский путь и засвидетельствованные множеством не зависимых друг от друга источников. Ещё в письме 1906 года Леониду Андрееву из Нью-Йорка только что прибывший в Америку Горький отмечает: «Интересна здесь проституция и религия». Распространённым среди современников Горького было утверждение о том, что на Капри «Горький в отелях не пропускал ни одной горничной». Это качество личности писателя проявило себя и в его прозе. Ранние произведения Горького осторожны и целомудренны, однако в поздних, отмечает Дм. Быков, «он перестаёт стесняться чего бы то ни было — даже Бунину далеко до горьковского эротизма, хотя у Горького он никак не эстетизирован, секс описывается цинично, грубо, часто с отвращением». Помимо известных возлюбленных Горького, мемуаристки Нина Берберова и Екатерина Желябужская указывали также на связь Горького с женой писателя Александра Тихонова (Сереброва) Варварой Шайкевич, чья дочь Нина (род. 23 февраля 1910) ошеломляла современников своим сходством с Горьким. Крайне нелестная для пролетарского классика прижизненная версия, циркулировавшая среди его знакомых, указывает на страсть Горького к собственной невестке Надежде, которой он дал прозвище Тимоша. По воспоминаниям Корнея Чуковского, последняя пассия Горького Мария Будберг привлекла писателя не столько красотой, сколько «невероятной сексуальной притягательностью». О прощальных крепких, здоровых объятиях и страстном, далеко не братском поцелуе уже умирающего Горького вспоминала его домашняя медсестра Липа — О. Д. Черткова.
Гиперсексуальность Горького связывают с событиями его юности. Согласно распространённой среди литературоведов трактовке, история потери невинности 17-летним Алёшей Пешковым описана в рассказе «Однажды осенью», где герой проводит ночь с проституткой на берегу под лодкой. Из текстов позднего Горького следует, что в юные годы он с неприязнью воспринимал телесные отношения, не основанные на духовной близости. В рассказе «О первой любви» Горький пишет: «Я верил, что отношения к женщине не ограничиваются тем актом физического слияния, который я знал в его нищенски грубой, животно простой форме, — этот акт внушал мне почти отвращение, несмотря на то, что я был сильный, довольно чувственный юноша и обладал легко возбудимым воображением».

### Литературная и общественная деятельность

#### От первой известности — к признанию (1897—1902)
С октября 1897 года до середины января 1898 года Горький жил в посёлке Каменка (ныне город Кувшиново Тверской области) на квартире у своего друга Николая Захаровича Васильева, работавшего на Каменской бумагоделательной фабрике и руководившего нелегальным рабочим марксистским кружком. Впоследствии жизненные впечатления этого периода послужили писателю материалом для романа «Жизнь Клима Самгина».
В 1898 году издательством С. Дороватовского и А. Чарушникова выпущены первые два тома сочинений Горького. В те годы тираж первой книги молодого автора редко превышал 1000 экз. А. Богданович советовал выпустить первые два тома «Очерков и рассказов» М. Горького по 1200 экз. Издатели «рискнули» и выпустили больше. Первый том 1-го издания «Очерков и рассказов» вышел тиражом 3000 экз., второй том — 3500. Оба тома были быстро распроданы. Через два месяца после выхода книги писатель, чьё имя было уже на слуху, был снова арестован в Нижнем, этапирован и заключён в Метехский замок Тифлиса за прежние революционные дела. В рецензии на «Очерки и рассказы» критика и публициста, главного редактора журнала «Русское богатство» Н. К. Михайловского отмечалось проникновение в творчество Горького «особой морали» и мессианских идей Ницше.

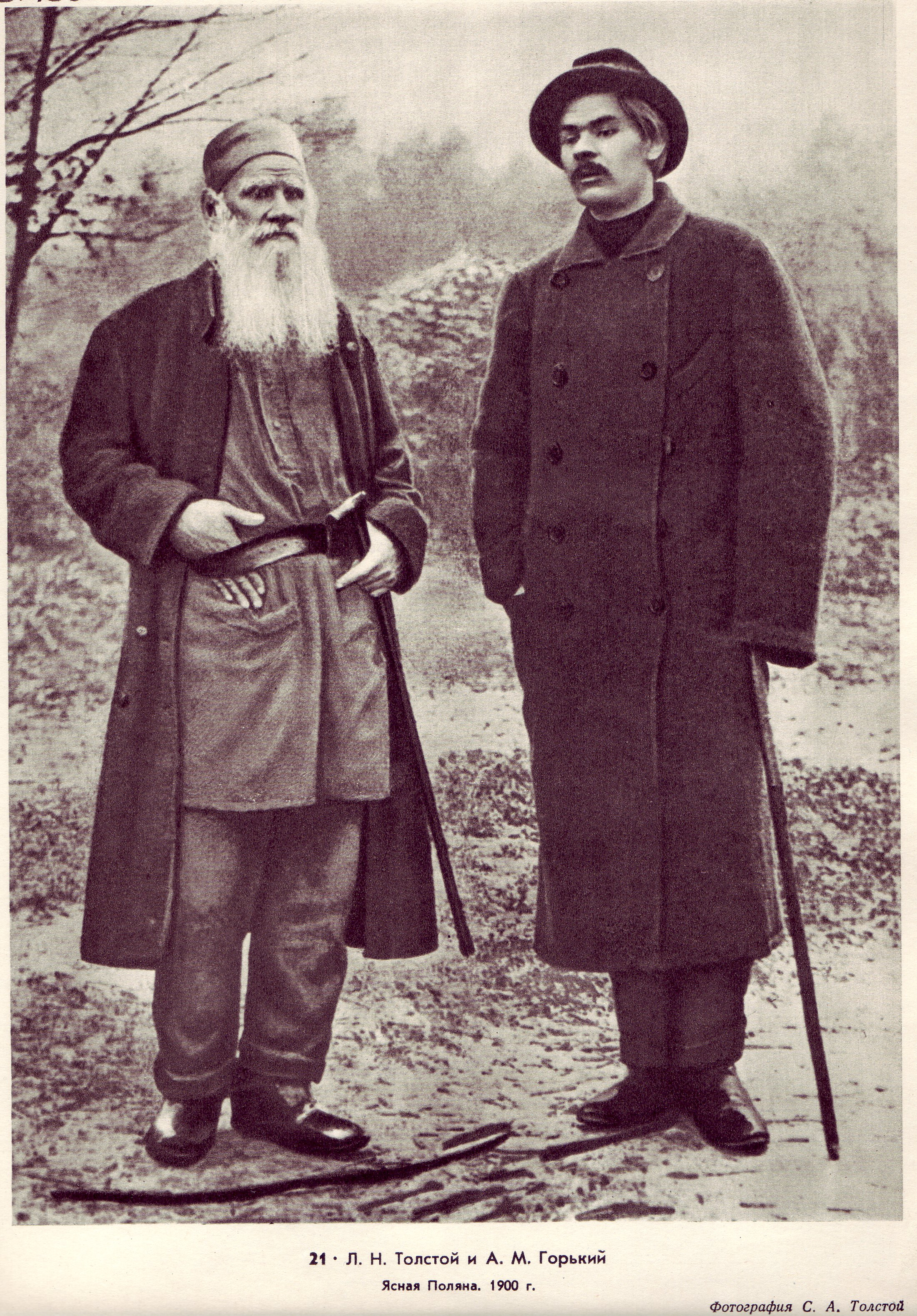
1900 год, Ясная Поляна. Лев Толстой и Максим Горький

В 1899 году Горький впервые появляется в Санкт-Петербурге. В этом же году издательством С. Дороватовского и А. Чарушникова первым изданием выпущен третий том «Очерков и рассказов» тиражом 4100 экз. и вторым изданием — 1-й и 2-й тома тиражом по 4100 экз. В этом же году публикуются роман «Фома Гордеев», поэма в прозе «Песня о Соколе». Появляются первые переводы Горького на иностранных языках.
В 1900—1901 году Горький написал роман «Трое», оставшийся малоизвестным. Происходит личное знакомство Горького с Чеховым, Толстым.

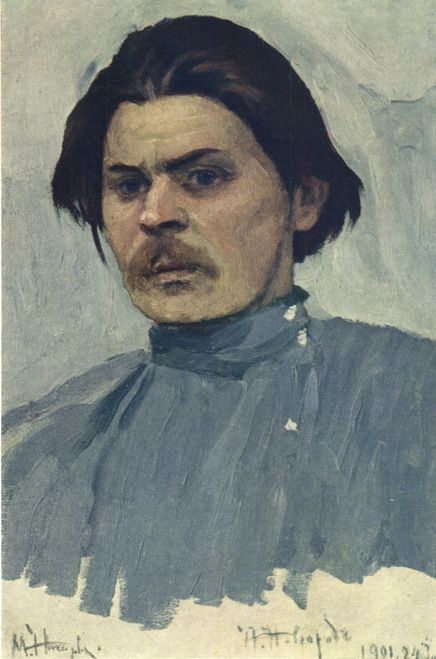
Михаил Нестеров. Портрет А. М. Горького. (1901 г.) Музей А. М. Горького, Москва

В марте 1901 года в Нижнем Новгороде создал произведение небольшого формата, но редкого, оригинального жанра, песню в прозе, — широко известную как «Песня о Буревестнике». Участвует в марксистских рабочих кружках Нижнего Новгорода, Сормова, Санкт-Петербурга; написал прокламацию, призывающую к борьбе с самодержавием. За это арестован и выслан из Нижнего Новгорода.
В 1901 году Горький впервые обратился к драматургии. Создаёт пьесы «Мещане» (1901), «На дне» (1902). В 1902 году он стал крёстным и приёмным отцом еврея Зиновия Свердлова, который взял фамилию Пешков и принял православие. Это было необходимо для того, чтобы Зиновий получил право жить в Москве.
После всего шести лет регулярной литературной деятельности 25 февраля 1902 года происходит избрание Горького в почётные академики Императорской Академии наук по разряду изящной словесности. Возмущённый Николай II наложил язвительную резолюцию: «Более чем оригинально». И прежде чем Горький смог воспользоваться своими новыми правами, его избрание было аннулировано правительством, поскольку новоизбранный академик «находился под надзором полиции». В связи с этим Чехов и Короленко отказались от членства в Академии. Дружить с Горьким и проявлять солидарность с ним в литературной среде стало престижно. Горький становится основоположником течения «социальный реализм» и законодателем литературных мод: появляется целая плеяда молодых писателей (Елеонов, Юшкевич, Скиталец, Гусев-Оренбургский, Куприн и десятки других), коих обобщённо называли «подмаксимками» и кои старались подражать Горькому во всём, начиная от манеры носить усы и широкие шляпы, акцентированной резкости и грубоватости манер, свойственных, как считалось, простолюдинам, умения вставить по месту в литературную речь солёное словцо, и заканчивая волжским оканьем, которое и у Горького звучало несколько наигранно, искусственно. 20 марта 1917 года после свержения монархии Горький был восстановлен в правах почётного академика.
В 1902 году Горький впервые опубликовал стихотворение «Валашская легенда», ставшее потом известным под названием «Легенда о Марко»

А вы на земле проживёте,

Как черви слепые живут:

Ни сказок про вас не расскажут,

Ни песен про вас не споют.

Первоначально «Легенда о Марко» входила в рассказ «О маленькой фее и молодом чабане (Валашская сказка)». Позже Горький существенно переработал вещь, заново написал заключительную строфу, сделал стихотворение отдельным произведением и дал согласие композитору Александру Спендиарову положить его на музыку. В 1903 году вышло первое издание нового текста, сопровождавшегося нотами. В дальнейшем стихотворение много раз переиздавалось под названиями: «Валашская сказка», «Фея», «Рыбак и фея». В 1906 году стихотворение включено в книгу «М. Горький. Песня о Соколе. Песня о Буревестнике. Легенда о Марко». Это первая книга из объёмной «Дешёвой библиотеки товарищества „Знание“», изданной в Санкт-Петербурге в 1906 году, где насчитывалось более 30 произведений Горького.

#### Квартира в Нижнем Новгороде
В сентябре 1902 года уже получивший мировую известность и солидные гонорары Горький, с женой Екатериной Павловной и детьми Максимом (род. 21 июля 1897) и Катей (род. 26 мая 1901), поселился в арендованных 11 комнатах нижегородского дома барона Н. Ф. Киршбаума (ныне — Музей-квартира А. М. Горького в Нижнем Новгороде). К этому времени Горький был автором шести томов литературных сочинений, около 50 его произведений были изданы на 16 языках. В 1902 году о Горьком было опубликовано 260 газетных и 50 журнальных статей, издано более 100 монографий. В 1903 и 1904 годах Общество русских драматических писателей и композиторов дважды присуждало Горькому Грибоедовскую премию за пьесы «Мещане» и «На дне». Писатель приобрёл престиж в столичном обществе: в Санкт-Петербурге Горький был известен по деятельности книжного издательства «Знание», а в Москве являлся ведущим драматургом в Художественном театре (МХТ).
В Нижнем Новгороде, при щедрой финансовой и организационной поддержке Горького завершалось строительство Народного дома, создавался народный театр, открылась школа им. Ф. И. Шаляпина.
Квартиру писателя в Нижнем Новгороде современники называли «Горьковской академией», и в ней, по оценке В. Десницкого, царила «атмосфера высокого духовного настроя». Почти ежедневно писателя посещали в этой квартире представители творческой интеллигенции, в просторной гостиной зачастую собирались по 30—40 деятелей культуры. Среди гостей были Лев Толстой, Леонид Андреев, Иван Бунин, Антон Чехов, Евгений Чириков, Илья Репин, Константин Станиславский. Самый близкий друг — Фёдор Шаляпин, который также снимал квартиру в доме барона Киршбаума, активно участвовал в жизни семьи Горького и города.
В нижегородской квартире Горький закончил пьесу «На дне», ощутил вдохновляющий успех после её постановок в России и Европе, сделал наброски к роману «Мать», написал поэму «Человек», осмыслил канву пьесы «Дачники».

#### Отношения с Марией Андреевой, уход из семьи, «двоежёнство»

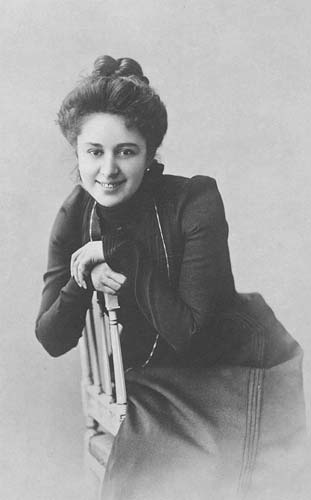
Фактическая жена Горького, актриса МХТ Мария Андреева

На рубеже 1900-х годов в жизни Горького появилась статусная, красивая и успешная женщина. 18 апреля 1900 года в Севастополе, куда Московский Художественный театр (МХТ) выезжал показать А. П. Чехову его «Чайку», во время спектакля, после третьего акта А. Чехов познакомил Горького с известной московской актрисой Марией Андреевой.

В мою уборную он так и вошёл в шляпе.
— Вот познакомьтесь, Алексей Максимович Горький. Хочет наговорить вам кучу комплиментов, — сказал Антон Павлович.
— А я пройду в сад, у вас тут дышать нечем.
— Чёрт знает! Чёрт знает, как вы великолепно играете, — басит Алексей Максимович и трясёт меня изо всей силы за руку.

«Меня захватила красота и мощь его дарования», — вспоминала Андреева. Обоим в год их первой встречи исполнилось по 32 года. Начиная с крымских гастролей писатель и актриса стали видеться часто, Горький в числе других званых гостей стал посещать вечера-приёмы в богато обставленной 9-комнатной квартире Андреевой и её мужа, важного железнодорожного чиновника Желябужского, в Театральном проезде. Особенное впечатление Андреева произвела на Горького в образе Наташи в его первой пьесе «На дне»: «Пришёл весь в слезах, жал руки, благодарил. В первый раз тогда я крепко обняла и поцеловала его, тут же на сцене, при всех». В кругу своих друзей Горький называл Марию Фёдоровну «Чудесной Человечинкой». Чувство к Андреевой стало существенным фактором эволюции Горького, отмечали Павел Басинский и Дмитрий Быков, в 1904—1905 году писатель под влиянием Андреевой сблизился с ленинской партией РСДРП и вступил в неё. 27 ноября 1905 года происходит первая встреча Горького с Лениным, месяцем ранее вернувшимся из политэмиграции.
В 1903 году Андреева окончательно уходит из своей семьи (где она долгое время жила лишь как хозяйка и мать двоих детей), снимает себе квартиру, становится гражданской женой и литературным секретарём Горького, о чём свидетельствует Большая советская энциклопедия. Писатель, захваченный новой страстной любовью, навсегда покинул Нижний Новгород, стал жить в Москве и Санкт-Петербурге, где состоявшееся литературное признание и начавшаяся общественная деятельность открыли перед ним новые перспективы. Когда Горький с Андреевой летом 1906 года находились в США, в Нижнем Новгороде от внезапного менингита 16 августа умирает 5-летняя дочь Горького Катя. Горький написал из Америки покинутой жене утешительное письмо, где требовал беречь оставшегося сына. Супруги по взаимному согласию приняли решение расстаться, незарегистрированные отношения Горького с Андреевой продолжались до 1919 года, при этом развод с первой женой писателем не оформлялся. Официально Е. П. Пешкова оставалась его женой до конца жизни, и это не было просто формальностью. 28 мая 1928 года, после семилетней эмиграции приехав в СССР из Италии на празднование своего 60-летия, Горький остановился в Москве на Тверской улице в квартире Екатерины Пешковой, возглавлявшей тогда Комитет помощи политзаключённым — единственную легальную правозащитную организацию в СССР. В июне 1936 года, на похоронах Горького Екатерина Павловна присутствовала в качестве его законной, всеми признаваемой вдовы, которой лично выразил соболезнование Сталин.
В 1958 году была впервые выпущена в серии «Жизнь замечательных людей» массовым 75-тысячным тиражом биография «Горький», автором которой выступил исследователь его жизни и творчества, советский писатель и сценарист Илья Груздев, который был знаком и состоял в переписке с самим Горьким. В этой книге ни словом не сказано о том, что Андреева была фактической женой Горького, а сама она упомянута единственный раз как актриса МХТ, заболевшая в Риге в 1905 году перитонитом, о чём Горький в письме Е. П. Пешковой выразил беспокойство. Впервые об истинной роли Андреевой в жизни Горького массовому читателю стало известно только в 1961 году, когда были изданы воспоминания Марии Андреевой, сопровождавшего их в поездке по США Николая Буренина и других коллег по сцене, революционной борьбе. В 2005 году в серии ЖЗЛ вышла новая биография «Горький», авторства Павла Басинского, где, хотя и скупо, но освещена роль Марии Андреевой в жизни писателя, упоминается также и о том, что отношения между двумя жёнами не были конфликтными: так, Е. П. Пешкова с сыном Максимом приезжала на Капри в гости к Горькому и непринуждённо общалась с М. Ф. Андреевой. В день похорон Горького, 20 июля 1936 года, согласно исторической фотографии у Колонного зала Дома Союзов, Е. П. Пешкова и М. Ф. Андреева шли за катафалком в одном ряду, плечом к плечу. Тема «Горький и Андреева» исследуется также в монографии Дмитрия Быкова «Был ли Горький?» (2012).

#### «Пролетарский писатель»

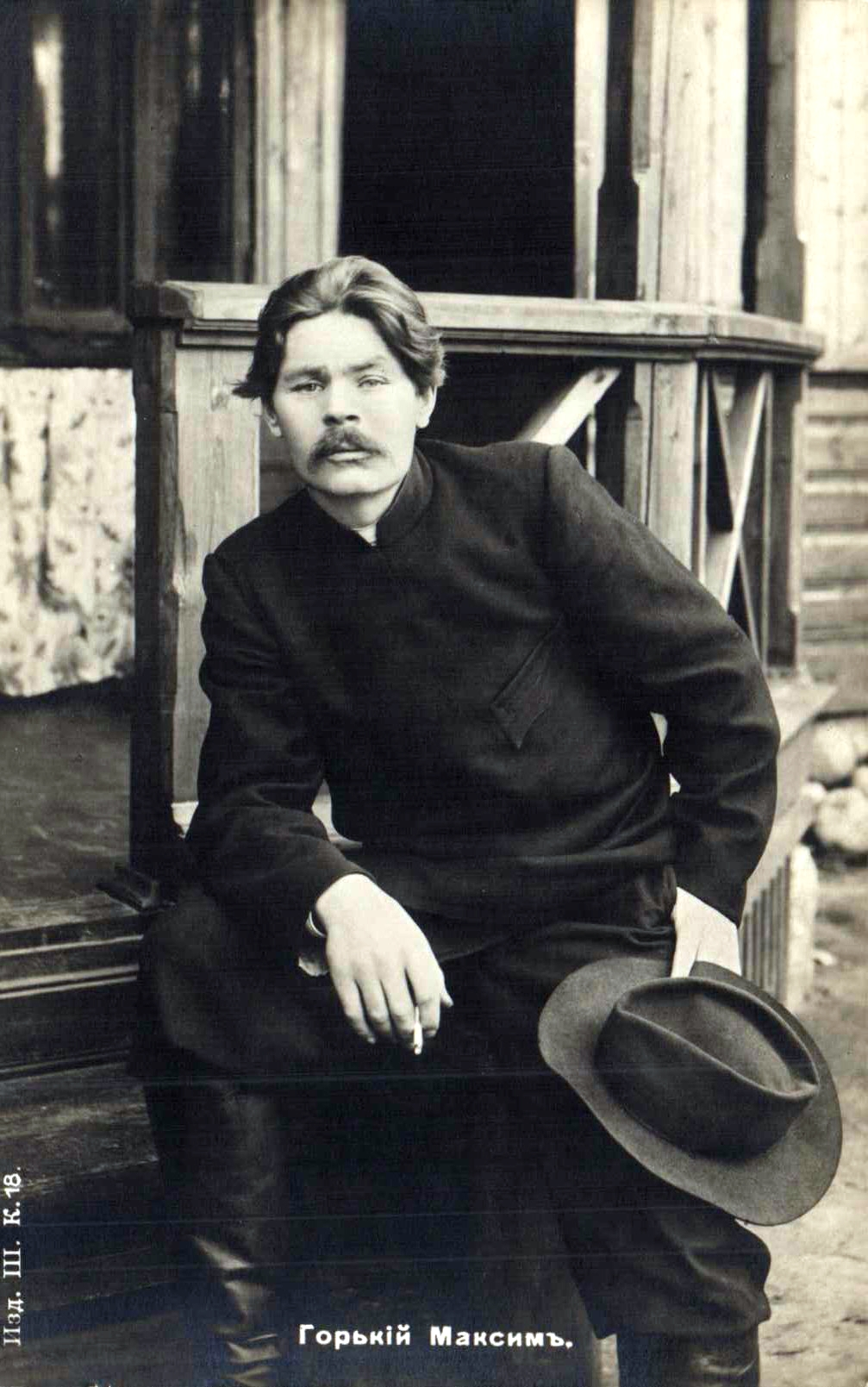
Максим Горький, 1905

В 1904—1905 годах Максим Горький пишет пьесы «Дачники», «Дети солнца», «Ва́рвары». За революционную прокламацию, и в связи с расстрелом 9 января, арестован и заключён в одиночную камеру Петропавловской крепости. В защиту Горького выступили известные деятели искусства Герхарт Гауптман, Анатоль Франс, Огюст Роден, Томас Харди, Джордж Мередит, итальянские писатели Грация Деледда, Марио Раписарди, Эдмондо де Амичис, сербский писатель Радое Доманович, композитор Джакомо Пуччини, философ Бенедетто Кроче и другие представители творческого и научного мира из Германии, Франции, Англии. В Риме прошли студенческие демонстрации. Под давлением общественности 14 февраля 1905 года освобождён под залог. В ноябре 1905 года Горький вступил в Российскую социал-демократическую рабочую партию.
В 1904 году у Горького произошёл разрыв с Московским Художественным театром. У Алексея Максимовича возникли планы создания в Санкт-Петербурге нового масштабного театрального проекта. Главными организаторами товарищества должны были стать, помимо Горького, Савва Морозов, Вера Комиссаржевская, Константин Незлобин. Театр предполагалось открыть в арендованном на средства Саввы Морозова здании на Литейном проспекте, а в составе труппы планировалось объединить актёров театров Незлобина и Комиссаржевской, из Москвы приглашён был и Василий Качалов. Однако по ряду причин, как творческих, так и организационных, новый театр в Санкт-Петербурге так и не удалось создать. Осенью 1905 года в МХТ состоялась премьера новой пьесы Горького «Дети солнца», где Андреева исполнила роль Лизы.
Личная жизнь Горького в этот политически бурный период, напротив, характеризуется умиротворением, стабильностью и благополучием. Вторую половину 1904 года Горький и Андреева вместе провели в дачном посёлке Куоккала под Петербургом. Там, на мызе Линтуля, Андреевой арендовалась большая дача, построенная в русском стиле, окружённая садом в духе старинных имений русских помещиков, где Горький обрёл с Марией Фёдоровной счастье и покой, вдохновляюще отразившиеся на его творчестве. Они наведывались в соседнюю усадьбу «Пенаты», к художнику Илье Репину, в его необычном доме авторской архитектуры сделано несколько известных фотографий пары. Потом Горький и Андреева отправились в Ригу, где гастролировал МХТ. Отдыхали на целебных источниках курорта Старая Русса. Часть времени Горький и Андреева проводили в квартире актрисы в Москве во Вспольном переулке, 16. С 29 марта по 7 мая 1905 года Горький с Андреевой отдыхали в Ялте, потом снова на даче актрисы в местечке Куоккала, где 13 мая пару и застала весть о загадочном самоубийстве в Ницце их общего друга и мецената Саввы Морозова.

#### Горький — издатель

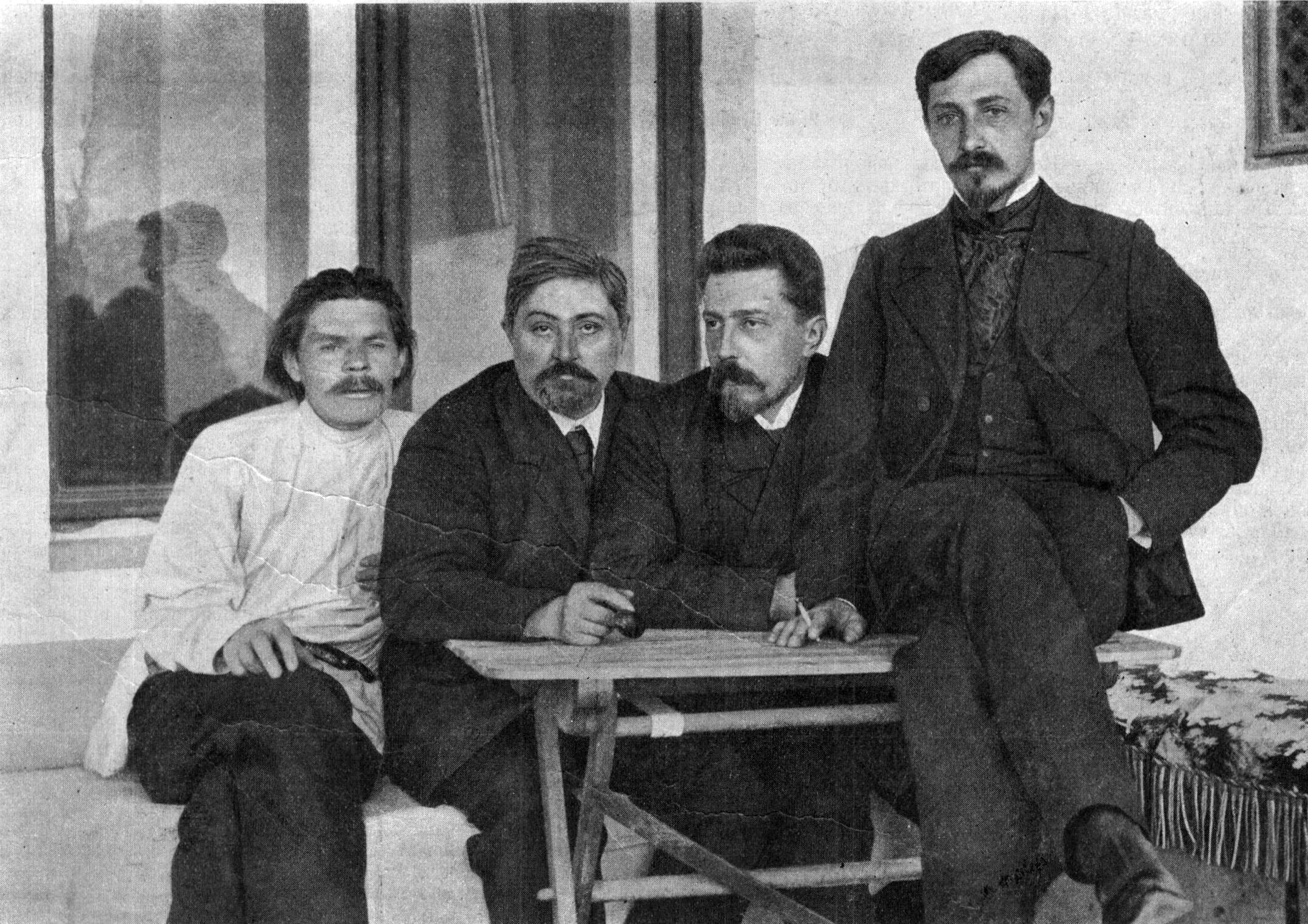
М. Горький, Д. Н. Мамин-Сибиряк, Н. Д. Телешов и И. А. Бунин. Ялта, 1902 год

Максим Горький талантливо проявил себя и как издатель. С 1902 по 1921 год он возглавлял три крупных издательства — «Знание», «Парус» и «Всемирная литература». Равноправным участником-партнёром издательства «Знание», организованного в 1898 году в Санкт-Петербурге и специализировавшегося первоначально на научно-популярной литературе, Горький стал 4 сентября 1900 года. Первой его идеей было расширение профиля издательства книгами по философии, экономике и социологии, а также выпуск «Дешёвой серии» для народа по образу и подобию «книг-копеек» Ивана Сытина. Всё это вызвало возражение других партнёров и не было принято. Ещё более конфликт Горького с остальными членами товарищества обострился, когда он предложил издавать книги новых писателей-реалистов, что встретило опасения коммерческого провала. В январе 1901 года Горький вознамерился покинуть издательство, однако в результате развязки конфликтной ситуации, напротив, из товарищества ушли прочие его члены, а остались только Горький и К. П. Пятницкий. После разлома Горький возглавил издательство и стал его идеологом, а Пятницкий ведал технической стороной дела. Под началом Горького издательство «Знание» полностью сменило своё направление, сделало главный упор на беллетристику и развило большую активность, выдвинувшись на лидирующие позиции в России. Ежемесячно выпускалось около 20 книг совокупным тиражом более 200 тысяч экземпляров. Позади остались крупнейшие петербургские издатели А. С. Суворин, А. Ф. Маркс, М. О. Вольф. К 1903 году «Знание» выпустило отдельными изданиями с необычно крупными по тем временам тиражами сочинения самого Горького, а также Леонида Андреева, Ивана Бунина, Александра Куприна, Серафимовича, Скитальца, Телешова, Чирикова, Гусева-Оренбургского и других писателей. Благодаря стараниям Горького и книге, вышедшей в издательстве «Знание», стал знаменит журналист московской газеты «Курьер» Леонид Андреев. В издательстве Горького получили всероссийскую известность и другие писатели-реалисты. В 1904 году вышел в свет первый коллективный сборник писателей-реалистов, что укладывалось в тенденцию начала XX века, когда повышенным спросом у читателей пользовались альманахи и коллективные сборники. В 1905 году выпущена серия «Дешёвая библиотека», в беллетристический цикл которой вошло 156 произведений 13 писателей, включая Горького. Цена книжек колебалась от 2 до 12 копеек. В «Библиотеке» Горький впервые обозначил близкие ему идеологические ориентиры, в ней был организован отдел марксистской литературы и образована специальная редакционная комиссия по отбору книг для народа. В состав комиссии вошли марксисты-большевики В. И. Ленин, Л. Б. Красин, В. В. Воровский, А. В. Луначарский и другие.
Горький произвёл переворот в гонорарной политике — «Знание» выплачивало за авторский лист в 40 тысяч знаков гонорар 300 рублей (в начале XX века стопка водки стоила 3 копейки, буханка хлеба — 2 копейки). За первую книгу Леонид Андреев получил от горьковского «Знания» 5642 рубля (вместо 300 рублей, которые обещал заплатить конкурирующий издатель Сытин), что сразу сделало нуждающегося Андреева состоятельным человеком. Кроме высоких гонораров Горький внедрил новую практику ежемесячных авансов, благодаря которой писатели словно оказались «в штате» и начали получать в издательстве «заработную плату», что было тогда в России беспрецедентно. «Знание» ежемесячно авансировало Бунина, Серафимовича, Скитальца, всего около 10 писателей. Новацией для российского книгоиздания стали гонорары от иностранных издательств и театров, которых добилось «Знание» в отсутствие официальной конвенции об авторских правах — достигалось это путём пересылки зарубежным переводчикам и издателям литературных произведений ещё до первой публикации их в России. С декабря 1905 года по инициативе Горького за рубежом было образовано специальное книгоиздательство для русских авторов, где Горький стал одним из учредителей. Материальное обеспечение писателей в горьковском издательстве «Знание» явилось прообразом будущего Союза писателей СССР, включая как финансовую сторону, так и определённую идеологическую ориентацию, — что годы спустя стало основой советской литературной политики.

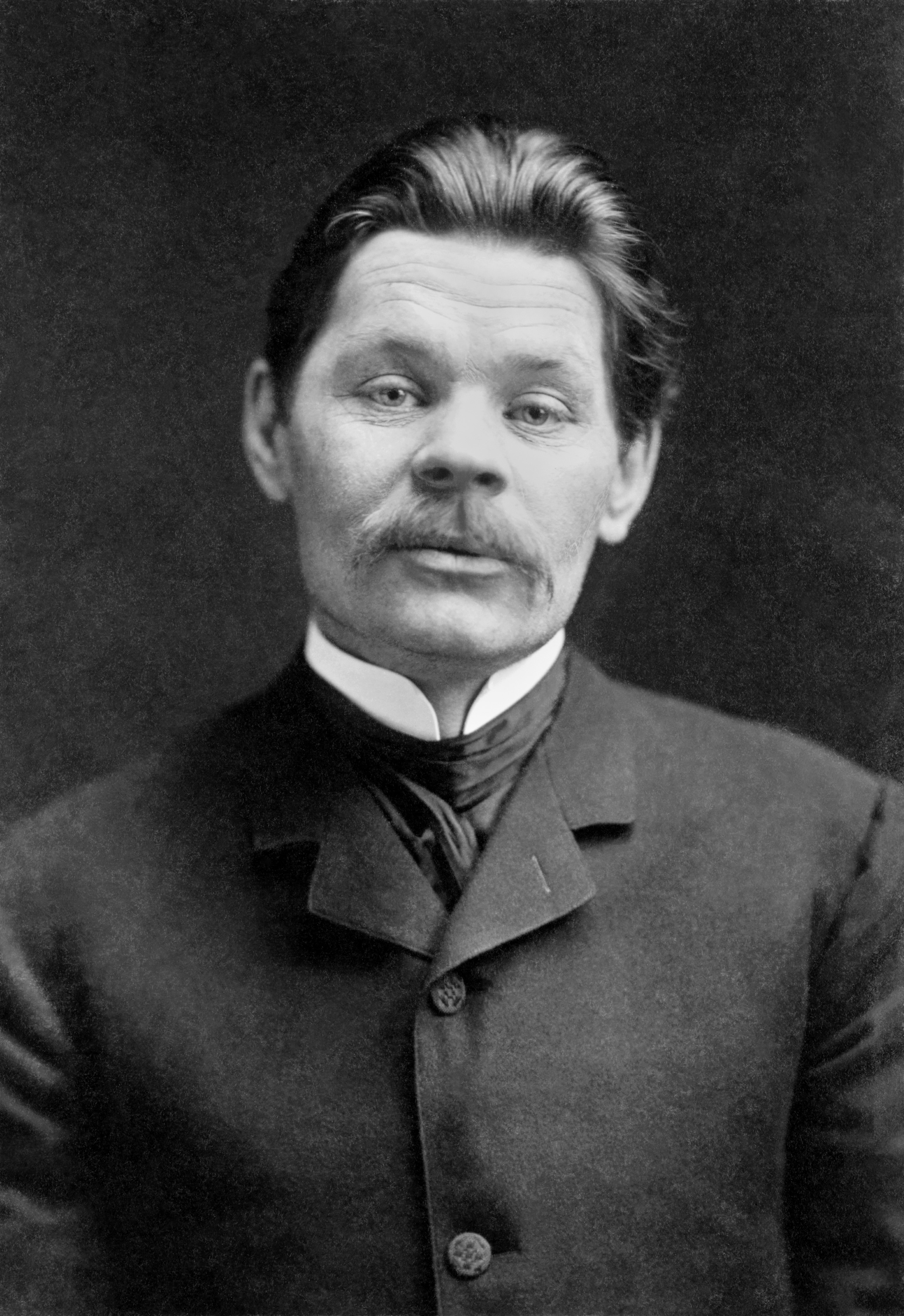
Максим Горький, 1906 год

#### В США
В феврале 1906 года по поручению Ленина и Красина Горький с гражданской женой, актрисой Марией Андреевой отправились через Финляндию, Швецию, Германию, Швейцарию и Францию пароходом в Америку. Началось путешествие 19 января 1906 года с благотворительного литературно-музыкального вечера в Финском национальном театре в Гельсингфорсе, где Горький выступал вместе со Скитальцем (Петровым) и Андреевой, которая, согласно отчётам царской охранки, прочитала воззвание «противоправительственного содержания». 4 апреля в Шербуре Горький, Андреева и их связной и телохранитель, агент «боевой технической группы» большевиков Николай Буренин поднялись на борт океанского лайнера «Кайзер Вильгельм Великий». Андреева выхлопотала у капитана парохода для Горького самую комфортабельную каюту на борту, которая наилучшим образом подходила для писательского труда в течение 6 дней перехода через Атлантику. В каюте Горького был кабинет с большим письменным столом, гостиная, спальня с ванной и душем.
В Америке Горький с Андреевой пробыли до сентября. Цель — сбор средств в кассу большевиков для подготовки революции в России. По прибытии в США Горького ждала восторженная встреча журналистов и сочувствующих большевикам, он участвовал в нескольких митингах в Нью-Йорке (собрано в партийную кассу 1200 долларов), Бостоне, Филадельфии. К гостю из России ежедневно толпились репортёры, желавшие взять интервью. Вскоре Горький познакомился и произвёл приятное впечатление на Марка Твена. Однако затем в Америку просочилась информация (по мнению писателя и Буренина — с подачи посольства и эсеров) о том, что Горький с первой женой не развёлся, а с Андреевой не венчался, из-за чего пуритански настроенные владельцы отелей, посчитавшие, что пара оскорбляет моральные устои американцев, стали выселять гостей из номеров. Приютили Горького и Андрееву состоятельные супруги Мартин — в своём имении на острове Статен-Айленд в устье Гудзона.
«Где бы ни был Алексей Максимович, он обычно становился центром внимания. Он горячо говорил, широко размахивал руками… Двигался он необычайно легко и ловко. Кисти рук, очень красивые, с длинными выразительными пальцами, чертили в воздухе какие-то фигуры и линии, и это придавало его речи особые красочность и убедительность… Не будучи занятой в спектакле «Дядя Ваня», я наблюдала, как воспринимал Горький происходящее на сцене. Глаза его то вспыхивали, то гасли, иногда он крепко встряхивал длинными волосами, видно было, как он старается сдержаться, пересилить себя. Но слёзы неудержимо заливали глаза, лились по щекам, он досадливо смахивал их, громко сморкался, смущённо оглядывался и снова неотрывно смотрел на сцену.
В Америке Горький создал сатирические памфлеты о «буржуазной» культуре Франции и США («Мои интервью», «В Америке»). В поместье супругов Мартин в горах Адирондак Горький начал пролетарский роман «Мать»; по оценке Дм. Быкова — «самая навязываемая при советской власти и самая забытая сегодня книга Горького». Вернувшись в сентябре на краткое время в Россию, пишет пьесу «Враги», завершает роман «Мать».

#### На Капри. Распорядок рабочего дня Горького
В октябре 1906 года из-за туберкулёза Горький с сожительницей поселился в Италии. Сначала остановились в Неаполе, куда приехали 13 (26) октября 1906 года. В Неаполе спустя два дня был устроен митинг перед гостиницей «Везувий», где перед воодушевлённой толпой сочувствующих русской революции зачитано воззвание Горького к «товарищам итальянцам». Вскоре по просьбе обеспокоенных властей Горький обосновался на острове Капри, где вместе с Андреевой прожил 7 лет (с 1906 по 1913). Пара поселилась в известной гостинице Quisisana. С марта 1909 года по февраль 1911 года Горький с Андреевой проживали на вилле «Спинола» (ныне «Беринг»), останавливались на виллах (имеют памятные доски о пребывании писателя) «Блезиус» (с 1906 по 1909) и «Серфина» (ныне «Пьерина»). На острове Капри, с которого раз в сутки до Неаполя ходил маленький пароход, была немалая русская колония. Здесь жили поэт и журналист Леонид Старк и его жена, впоследствии — библиотекарь Ленина Шушаник Манучарьянц, писатель Иван Вольнов (Вольный), наездами бывали Феликс Дзержинский, писатели Новиков-Прибой, Михаил Коцюбинский, Ян Струян, другие литераторы и революционеры. Раз в неделю на вилле, где жили Андреева и Горький, устраивался литературный семинар для молодых писателей.

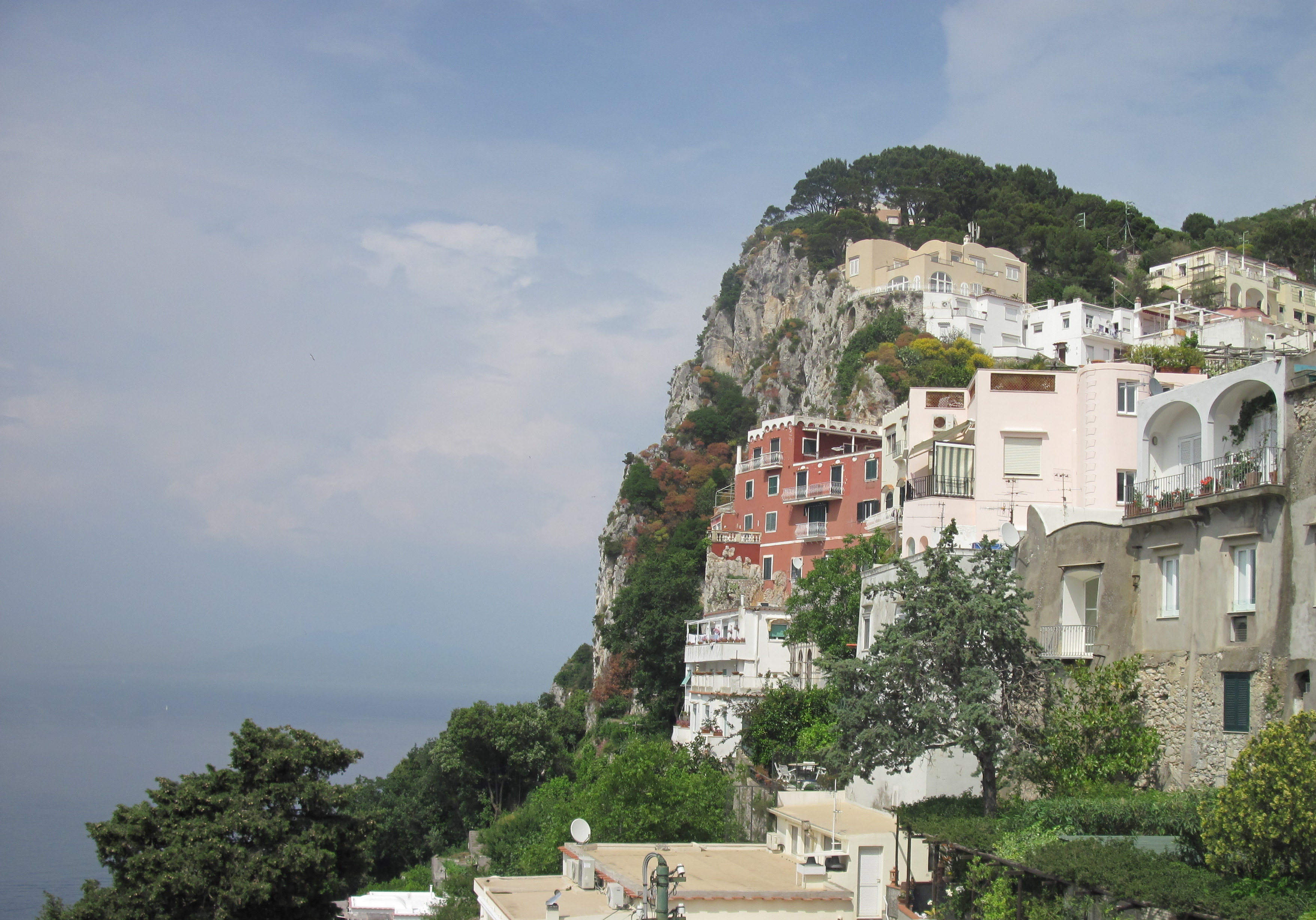
Вилла на Капри (бордовая), которую арендовал Горький в 1909—1911 гг.

Мария Андреева подробно описала виллу «Спинола» на виа Лонгано, где они с Горьким жили длительное время, и распорядок писателя на Капри. Дом находился на полугоре, высоко над берегом. Вилла состояла из трёх комнат: на нижнем этаже супружеская спальня и комната Андреевой, весь второй этаж занимал большой зал с панорамными окнами из цельного стекла длиной три метра и высотой полтора метра, одно из окон с видом на море. Там находился кабинет Горького. Мария Фёдоровна, занимавшаяся (помимо домашнего хозяйства) переводами сицилийских народных сказок, находилась в нижней комнате, откуда вела наверх лестница, чтобы не мешать Горькому, но при первом же зове помочь ему в чём-либо. Для Алексея Максимовича был специально построен камин, хотя обычно дома на Капри отапливались жаровнями. Возле окна, выходящего на море, стоял покрытый зелёным сукном большой письменный стол на весьма длинных ножках — чтобы Горькому с его высоким ростом было удобно и не приходилось слишком нагибаться. С правой стороны от стола находилась конторка — на случай, когда Горький уставал сидеть, он писал стоя. Повсеместно в кабинете, на столах и всех полках располагались книги. Писатель выписывал газеты из России — как большие столичные, так и губернские, а также иностранные издания. Ему приходила на Капри обширная корреспонденция — как из России, так и из других стран. Просыпался Горький не позднее 8 часов утра, спустя час подавался утренний кофе, к которому поспевали выполненные Андреевой переводы статей, которые интересовали Горького. Ежедневно в 10 часов писатель садился за письменный стол и за редкими исключениями работал до половины второго. В те годы Горький работал над дилогией из провинциальной жизни «Городок Окуров». В два часа — обед, в ходе приёма пищи Горький знакомился с прессой, несмотря на возражения врачей. За обедом из иностранных газет, преимущественно итальянских, французских и английских, Горький получал представление, что происходит в мире, и как рабочий класс отстаивает свои права. После обеда до 4 часов пополудни Горький отдыхал, сидя в кресле, глядя на море и покуривая — с вредной привычкой, несмотря на больные лёгкие, постоянный сильный кашель и кровохарканье, он не расставался. В 4 часа Горький и Андреева выходили на часовую прогулку к морю. В 5 часов подавался чай, с половины шестого Горький снова поднимался к себе в кабинет, где работал над рукописями или читал. В семь часов — ужин, за которым Горький принимал товарищей, прибывших из России или живших на Капри в эмиграции — тогда случались оживлённые беседы и затевались весёлые интеллектуальные игры. В 11 часов вечера Горький опять поднимался в кабинет, чтобы что-то ещё написать или почитать. Ложился в постель Алексей Максимович около часа ночи, однако засыпал не сразу, а ещё полчаса-час читал, лёжа в кровати. Летом на виллу повидаться с Горьким приезжало много россиян и иностранцев, наслышанных о его славе. Среди них были как родные (например, Е. П. Пешкова и сын Максим, приёмный сын Зиновий, дети Андреевой Юрий и Екатерина), друзья — Леонид Андреев со старшим сыном Вадимом, Иван Бунин, Фёдор Шаляпин, Александр Тихонов (Серебров), Герман Лопатин (переводчик «Капитала» Маркса), знакомые. Приезжали и совершенно незнакомые люди, пытающиеся найти правду, узнать, как жить, много было и просто любопытствующих. Из каждой встречи оторванный от России Горький пытался извлечь хотя бы крупицу новых житейских знаний или опыта с родины для своих произведений. Регулярную переписку Горький поддерживал с Лениным, находившимся в эмиграции во Франции. Осенью все обычно разъезжались, и Горький снова погружался в работу на целые дни. Изредка, в солнечную погоду, писатель совершал более дальние прогулки или посещал миниатюрный кинематограф, играл с местной детворой. Иностранными языками, в частности, итальянским, Горький нисколько не овладел, единственная фраза, которую он за 15 лет в Италии запомнил и повторял: «Buona sera!» («Добрый вечер»).
На Капри Горький написал также «Исповедь» (1908), где обозначились его философские расхождения с Лениным (который посещал Капри для встреч с Горьким в апреле 1908 и июне 1910 годов) и сближение с богостроителями Луначарским и Богдановым. Между 1908 и 1910 годом Горький переживал душевный кризис, отразившийся и на его творчестве: в примиренческой, антибунтарской повести «Исповедь», вызвавшей своим конформизмом раздражение и досаду Ленина, сам Горький после переосмысления уловил избыточную дидактичность. Горький искренне не понимал, почему Ленин более склонен к альянсу с меньшевиками-плехановцами, чем с большевиками-богдановцами. Вскоре и у Горького обозначился разрыв с группой Богданова (его школа «богостроителей» была отселена на виллу «Паскуале»), под влиянием Ленина у писателя начался отход от махистской и богоискательской философии в пользу марксизма. Идеализация приближающейся революции у Горького продолжалась вплоть до того, как он воочию убедился в беспощадной жестокости послеоктябрьских реалий в России. Другие важные события жизни Горького периода пребывания на Капри:
- 1907 год — делегат с правом совещательного голоса V съезда РСДРП в Лондоне, встреча с Лениным[124].
- 1908 год — пьеса «Последние», повесть «Жизнь ненужного человека».
- 1909 год — повести «Городок Окуров», «Жизнь Матвея Кожемякина».
- 1912 год — поездка с М. Ф. Андреевой в Париж, встреча с Лениным.
- 1913 год — завершил «Сказки об Италии».

В 1906—1913 годах на Капри Горький сочинил 27 небольших рассказов, составивших цикл «Сказки об Италии». Эпиграфом ко всему циклу писатель поставил слова Андерсена: «Нет сказок лучше тех, которые создаёт сама жизнь». Первые семь сказок были опубликованы в большевистской газете «Звезда», часть — в «Правде», оставшиеся напечатаны в других большевистских газетах и журналах. По оценке Степана Шаумяна, сказки ещё более сблизили Горького с рабочими. «И рабочие с гордостью могут заявить: да — Горький наш! Он наш художник, наш друг и соратник в великой борьбе за освобождение труда!» «Великолепными и духоподъёмными» назвал «Сказки об Италии» и Ленин, который тепло вспоминал 13 дней на Капри, проведённых в 1910 году вместе с Горьким в совместной рыбной ловле, прогулках и спорах, которые после ряда идейных расхождений снова укрепили их дружеские отношения и избавили Горького, как полагал Ленин, от его «философских и богоискательских заблуждений». В обратный путь в Париж Горький в целях безопасности сопровождал Ленина в поезде до французской границы.

#### Возвращение в Россию, Первая мировая война
31 декабря 1913 года, закончив в Италии повесть «Детство», после объявления всеобщей амнистии по случаю 300-летия дома Романовых (коснувшейся прежде всего политических литераторов), Горький поездом через станцию Вержболово вернулся в Россию. На границе охранка его проглядела, был взят под наблюдение филёрами уже в Санкт-Петербурге. В донесении департамента полиции указан как «эмигрант, нижегородский цеховой Алексей Максимов Пешков». Поселился с Марией Андреевой в Мустамяках, Финляндия, в деревне Неувола, на даче Александры Карловны Горбик-Ланге, а затем в Санкт-Петербурге на Кронверкском проспекте, дом 23, квартира 5/16 (ныне 10). Здесь они прожили с 1914 по 1919 (по другим данным — по 1921 год). (В 2023 году выставлена на продажу за 75 миллионов рублей)
Ленин продолжал идейные споры с Горьким в письмах, стремился привить ему большевистское мировоззрение и втянуть его в круг политэмигрантов, стремился не допустить его возвращения в Россию. Личные отношения оставались дружественными, однако Ленин выступал против горьковского понимания «богоискательства» и «богостроительства», политическую позицию называл попыткой «согнуться до точки зрения общедемократической вместо точки зрения пролетарской»; Горький от своих взглядов не отказывался.
В 1914 году Горький редактировал большевистские газеты «Звезда» и «Правда», художественный отдел большевистского журнала «Просвещение», издавал первый сборник пролетарских писателей.

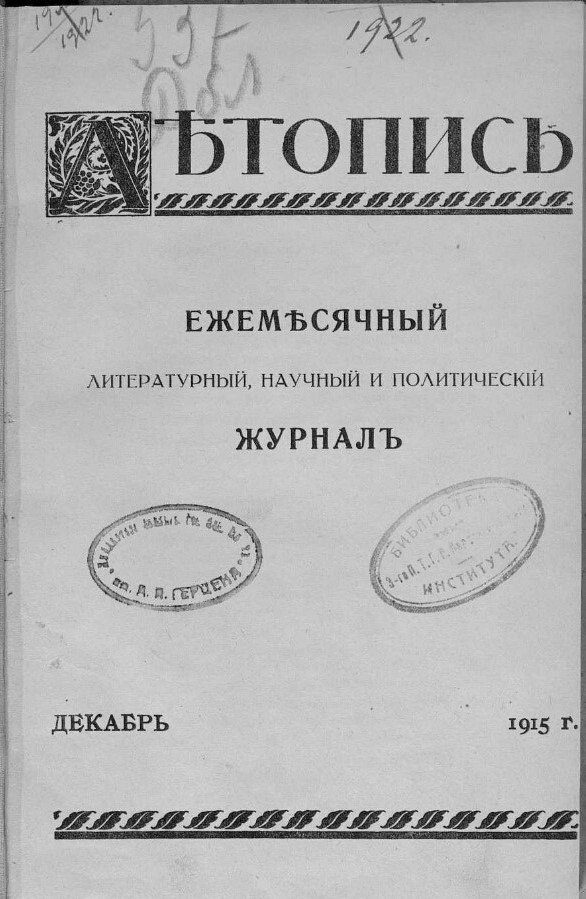
В 1915—1917 годы Горький издавал журнал «Летопись»

С началом Первой мировой войны в 1914 году русскую интеллигенцию и политику резко охватил шовинизм и «патриотический угар»: как крайне правые, так и либеральные партии резко пропагандировали идеи особой «освободительной миссии России», национализм и резкую германофобию: так, кадетская партия, одна из ведущих партий Февральской революции, стала выступать с панславистским лозунгами и требованиями передать Российской империи Константинополь и Дарданеллы, её представители обвиняли в войне весь немецкий народ и немецкую культуру, называя немцев варварами и «пьяными илотами». Что касается революционных левых, то и среди них была распространена поддержка войны: брошюра марксиста и члена РСДРП Г. Плеханова «О войне» понравилась самому царю, а его единомышленниками выступили руководитель Боевой организации эсеров Б. Савинков, известный антицаристскими терактами, и лидер анархизма П. Кропоткин. Антивоенные лозунги раздавались тогда лишь со стороны эсеров-интернационалистов (В. Чернов) и левой части РСДРП: меньшевиков-интернационалистов (Ю. Мартов), Троцкого и большевиков (Ленин). Что касается художественной литературы, то с позиций шовинизма выступили Л. Андреев, Ф. Сологуб, Н. Гумилёв; из зарубежных писателей, несмотря на их репутацию как левых, войну поддержали А. Франс и Г. Гауптман. Всё это, вместе с реакцией деятелей II Интернационала, голосовавших за военные кредиты и заявлявших о формировании «целых дивизий товарищей», деморализовало Горького, и публичных заявлений он не делал; в письме Андреевой от 22 сентября писал: «Всё это так огромно, так жутко… мировая катастрофа, крах европейской культуры…» После сообщений об обстреле Реймсского собора со стороны Германской империи Бунин составил обращение «По поводу войны. От писателей, художников и артистов» с осуждением «германцев», называвшихся единственными виновниками войны, уничтожавших ценности «ради несбыточной надежды владычествовать в мире насилием»; жестокости «германцев» противопоставлялись «мир и освобождение» со стороны Антанты, руководимой «лишь священными чувствами». Помимо самого Бунина, среди подписавших были Шаляпин, К. Станиславский, Е. Вахтангов, И. Шмелёв, П. Струве, М. Ермолова и уже через несколько дней жалевший об этом Горький, писавший, что подписал «второпях»; в печати появлялись сообщения о якобы уходе сына Горького добровольцем на фронт и об уходе самого Горького на службу военным санитаром. 27 сентября от имени Горького «Биржевые ведомости» напечатали подложное патриотическое «Письмо Ф. И. Шаляпину», что Горького возмутило, и он решил в публицистике изложить своё реальное мнение, однако напечатать смог лишь опровержение «Письма» и «Воззвание к населению», напоминавшее об «идеях братства народов» и «духовных ценностях», в то время как статьи «Несвоевременное» с явно изложенной позицией, сходной с позицией Циммервальдской конференции, были запрещены цензурой. Также Горький отправлял письма группам политических ссыльных для коллективного чтения; политические диссиденты различных направлений встречались у Горького, он их снабжал средствами, укрывал и играл роль связного. После последовавшего за множеством доносов закрытия журнала «Русское богатство» Горький счёл невозможным внятно изложить своё мнение в ближайшее время; в ответ на анкету Svenska Dagbladet написал, что война отрицательно скажется на культурном развитии человечества.
Солидаризуясь с участниками Циммервальдской конференции, Горький не стал на позиции радикального пораженчества подобно Ленину: как впоследствии писал Борис Николаевский, Горький выступал за «скорейшее окончание войны и мир без аннексий и контрибуций» — позицию, сформулированную на конференции Троцким и принятую большинством делегатов. Он также не призывал к превращению войны во всемирную социалистическую революцию и в своих публикациях призывал буржуазию принять участие в строительстве демократического государства.
На второй год войны Горький организовывает журнал «Летопись» и издательство «Парус». В журнале Горький хотел объединить «прогрессивные умы России»; среди основных задач журнала были антивоенная пропаганда, просвещение демократических масс и приобщение массового читателя к европейской культуре, борьба с национализмом и шовинизмом; по вопросам, не касающимся войны, в журнале могли печататься и провоенные авторы. Первый номер вышел 18 декабря; в первых номерах журнала Горький напечатал статьи «Две души» и «Письма к читателю», определившие направление журнала, в которых противопоставил Азию Европе в духе «неозападничества» против распространившегося во время войны неославянофильства; в статьях со ссылками на Достоевского, немецких романтиков, Лао-цзы и Т. Масарика связал «азиатчину» с «обломовщиной», фатализмом, пессимизмом, иррационализмом, деспотией и «анархизмом отчаяния» и призвал идти Россию за Европой; по Горькому, «азиатские черты русского народа» привели к «маниловскому патриотизму» и пассивности, а они — к деградации под влиянием войны; в конце статьи Горький завуалированно призвал к ещё одной попытке свергнуть самодержавие. Статьи Горького имели большой резонанс. Среди авторов журнала были К. Тимирязев, Бунин, Есенин, Маяковский, А. Блок, Е. Замятин, И. Бабель, Э. Верхарн, Д. Лондон, Г. Уэллс, Мартов, Богданов, Л. Каменев, М. Покровский, А. Коллонтай. Как писал сам Горький, цензура сняла из первого номера шесть статей. Впоследствии М. Осоргин оценил деятельность Горького как подготовку Февральской революции. 30 января 1917 года цензура приняла решение о закрытии журнала и высылке его важнейших сотрудников «в различные отдалённые места», но из-за революции оно не было осуществлено.
Издательство «Парус» было организовано для подобных целей: предполагалось печатать молодых писателей, экономическую и марксистскую литературу, литературу национальных меньшинств Российской империи. Многие планы не были осуществлены; помимо «Летописи» были напечатаны книги Маяковского, серия «Европа до и после войны», «Сборник пролетарских писателей», три сборника «национальных литератур»: армянской, латвийской и финляндской; планировались грузинский, литовский, еврейский и украинский сборники. В рамках пропаганды левой антивоенной позиции Горький намеревался выпустить серию популярных брошюр «Государства Западной Европы до и во время войны», что он обсуждал с историком-марксистом и большевиком М. Покровским. Тот решил, что вводную брошюру некому писать, «кроме Ленина», и с ведома Горького отправил предложение ему; переговоры велись через Г. Зиновьева; Ленин принял идею и из-за возможных цензурных ограничений согласился на возможные цензурные изъятия, издание под псевдонимом и изменение названия — так Ленин под псевдонимом В. Ильин написал одну из своих наиболее известных работ, «Империализм, как высшая стадия капитализма». Рукопись Ленин отправил Покровскому в июле 1916 года, но она была задержана французской военной цензурой; в августе она была получена после другой отправки, но другие руководители издательства потребовали опустить выпады против Каутского и Мартова. Горький написал Покровскому, что «превосходную» работу надо издать «вне серии», и 20 октября 1916 года А. Тихонов сообщил Покровскому: «Брошюру В. Ильина сдали в набор немедленно, сократив те главы, которые Вы отметили (полемика с Каутским)». Работа была анонсирована в октябре в «Летописи» под названием «Новейший капитализм» и в итоге вышла только летом 1917 года; остальные брошюры серии также вышли уже в 1917 году. Для серии рукопись своей брошюры об Австро-Венгрии через Покровского прислал Зиновьев, однако его работа, негативно оценённая Покровским, редактором серии, не вышла; одним из авторов серии был сам Покровский (брошюра о Франции), должна была выйти брошюра Троцкого о Германии; вся серия печаталась от имени газеты «Новая жизнь», закрытой большевиками после революции. Писавшаяся для издательства Горького книга Покровского «Русская история в самом сжатом очерке» вышла только в 1920 году.
В 1912—1916 годах Горький создаёт серию рассказов и очерков, составивших сборник «По Руси», автобиографические повести «Детство», «В людях». В 1916 году в издательстве «Парус» была опубликована автобиографическая повесть «В людях» и цикл очерков «По Руси». Последняя часть трилогии «Мои университеты» была написана в 1923 году.

#### Февральская и Октябрьская революции, деятельность 1917—1921 годов
В 1917—1919 годах Горький, прохладно воспринявший Февральскую, а впоследствии и Октябрьскую революцию, вёл большую общественную и правозащитную работу, критиковал методы большевиков, осуждал их отношение к старой интеллигенции, спасал ряд её представителей от репрессий большевиков и голода. Вступался за низложенных Романовых, над которыми повсеместно глумились стихийно собирающиеся толпы. 13 (26) марта 1917 года стал председателем Особого совещания по делам искусств, созданного по инициативе Ф. А. Головина. Его деятельность была подвергнута жёсткой критике со стороны Союза деятелей искусств, возглавляемого А. О. Таманяном. В декларации от 11 (24) апреля 1917 года Союз деятелей искусства потребовал от Головина увольнения Горького и его сотрудников. После этого Особое совещание было самоликвидировано.
Не найдя подходящей трибуны для выражения самостоятельной позиции, Горький 1 мая 1917 года начал издавать газету «Новая жизнь» на гонорары, полученные за издание книг в издательстве «Нива», и на займы банкира, владельца банка «Груббе и Небо» Э. К. Груббе. Реагируя на обвинения в продажности и на то, что играет на руку врагам рабочего класса, Горький пояснил, что такие методы финансирования пролетарской печати в России не новы: «За время с 1901 по 1917 год через мои руки прошли сотни тысяч рублей на дело российской социал-демократической партии, из них мой личный заработок исчисляется десятками тысяч, а всё остальное черпалось из карманов „буржуазии“. „Искра“ издавалась на деньги Саввы Морозова, который, конечно, не в долг давал, а — жертвовал. Я мог бы назвать добрый десяток почтенных людей — „буржуев“, — которые материально помогали росту с.-д. партии. Это прекрасно знает В. И. Ленин и другие старые работники партии».
В газете «Новая жизнь» Горький выступил в качестве колумниста; из своих публицистических колонок, которые Дм. Быков оценил как «уникальную хронику перерождения революции», позже Горький сформировал две книги — «Несвоевременные мысли» и «Революция и культура». В ноябре 1917 года Горький писал, что «Ленин…считает себя вправе проделать с русским народом жестокий опыт, заранее обречённый на неудачу». Красной нитью публицистики Горького этого периода были размышления о свободе русского народа («Готовы ли мы к ней?»), призыв к овладению знаниями и преодолению невежества, к занятиям творчеством и наукой, к сбережению памятников культуры, которые в то время нещадно разграблялись или уничтожались. Горький активно осуждал разгром «звероватыми» сельскими мужиками имений Худекова и Оболенского, сожжение барских библиотек, уничтожение картин и музыкальных инструментов как классово чуждых крестьянству предметов. Неприятно удивило Горького, что из всех ремёсел в стране процветала спекуляция. Не понравилась Горькому начавшаяся в России люстрация и публикация списков тайных сотрудников охранного отделения, которых, к удивлению писателя и общества, в России необъяснимо оказались многие тысячи. «Это позорный обвинительный акт против нас, это один из признаков распада и гниения страны, признак грозный», — счёл Горький. Эти и подобные заявления вызвали напряжённость во взаимоотношениях писателя и новой рабоче-крестьянской власти.
Был[когда?]

 членом Комитета по борьбе с антисемитизмом в Советском правительстве.
После победы Октября 29 июля 1918 года газета «Новая жизнь» была закрыта. «Несвоевременные мысли» с их честными, критическими оценками событий первых послереволюционных лет в следующий раз изданы в СССР только 70 лет спустя, в 1988 году.
В 11-комнатной квартире Горького в Петрограде с разрешения гостеприимных хозяев поселилось более 30 их родственников, знакомых и даже профессиональных приживал. Большинство из них ни в чём не помогали по хозяйству и не получали никаких пайков. В соседней с Горьким комнате обосновалась Мария Будберг, которая однажды принесла на подпись Горькому какие-то бумаги, тут же при хозяевах «упала в обморок от голода», была накормлена и приглашена пожить, а вскоре стала предметом страсти писателя. По воспоминаниям дочери Андреевой Екатерины Андреевны Желябужской об атмосфере дома в эти пять лет, перенаселённая частная квартира фактически превратилась в приёмную учреждения, жаловаться на жизнь и невзгоды Горькому «сюда приходили все: академики, профессора, всякие обиженные интеллигенты и псевдоинтеллигенты, всякие князья, дамы из „общества“, ущемлённые российские капиталисты, ещё не успевшие сбежать к Деникину или за границу, вообще те, чью хорошую жизнь дерзко нарушила Революция». Среди гостей были и широко известные люди — Фёдор Шаляпин, Борис Пильняк, Корней Чуковский, Евгений Замятин, Лариса Рейснер, издатель Зиновий Гржебин, академик С. Ольденбург, режиссёр С. Радлов, М. Добужинский, литераторы А. Пинкевич, В. Десницкий, революционеры Л. Красин, А. Луначарский, А. Коллонтай, председатель Петросовета Г. Зиновьев и уполномоченный Совета рабоче-крестьянской обороны Л. Каменев, приезжал из Москвы и Ленин. Основное времяпрепровождение бесчисленных обитателей и гостей квартиры Горького состояло в том, что они беспрерывно ели, пили, танцевали, азартно играли в лото и в карты, непременно на деньги, пели «какие-то странные песни», происходило соборное чтение распространённых в то время изданий «для старичков» и порнографических романов XVIII века, популярен у собравшихся был маркиз де Сад. Беседы велись такие, что у дочери Андреевой, молодой женщины, по её признанию, «горели уши».
В этот период у Горького складывались крайне враждебные отношения с Зиновьевым, ставшим одной из главных причин отъезда Горького за границу позднее: Зиновьев организовывал травлю Горького, по свидетельству Ходасевича, Зиновьева раздражали попытки Горького заступаться за неблагонадёжных и жалобы на Зиновьева со стороны Горького, из-за чего он читал переписку Горького, проводил обыски и угрожал арестовать «близких к Горькому»; Виктор Серж писал: Однажды он принял меня, рыча от бешенства, когда я пришёл по поручению Зиновьева. «Не желаю больше слышать об этой сволочи, — воскликнул Горький, — и передайте ему, что его палачи позорят род людской!» Их ссора продолжалась вплоть до того момента, когда Петроград избежал смертельной опасности".
19 ноября 1919 года в доме Елисеева на Мойке, 29 по инициативе Горького был открыт «Дом искусств» (ДИСК), прообраз писательского профсоюза, где проводились лекции, чтения, доклады и диспуты, писатели общались и получали материальное вспомоществование по профессиональному признаку. В Доме искусств спорили между собой реалисты, символисты и акмеисты, работала поэтическая студия Гумилёва «Звучащая раковина», выступал Блок, дни и ночи проводили в доме Чуковский, Ходасевич, Грин, Мандельштам, Шкловский. В 1920 году благодаря Горькому возникла Центральная комиссия по улучшению быта учёных (ЦЕКУБУ), она занималась распределением продовольственных пайков, что помогли петроградским научным работникам пережить эпоху «военного коммунизма». Поддерживал Горький и группу молодых литераторов «Серапионовы братья».
Рисуя психологический портрет убеждённого революционера, Горький излагает своё кредо так: «Вечный революционер — это дрожжа, непрерывно раздражающая мозги и нервы человечества, это — или гений, который, разрушая истины, созданные до него, творит новые, или — скромный человек, спокойно уверенный в своей силе, сгорающей тихим, иногда почти невидимым огнём, освещая пути к будущему».
Охлаждение супружеских отношений между Горьким и Андреевой произошло в 1919 году не только по причине всё более резко проявлявшихся политических разногласий. Горький, одухотворённо мечтавший о «новых идеальных людях» и пытавшийся создать их романтический образ в своих произведениях, не принял революцию, был поражён её жестокостью и беспощадностью, — когда, несмотря на его личное заступничество перед Лениным, были расстреляны великий князь Павел Александрович и поэт Николай Гумилёв. К личному разрыву с Андреевой, по утверждению её дочери Екатерины, привёл не легкомысленный флирт с Будберг, а длительное увлечение Горького Варварой Васильевной Шайкевич — женой их общего друга, издателя и писателя Александра Тихонова (Сереброва).
В феврале 1919 года Горький и Андреева были назначены руководителями Оценочно-антикварной комиссии Народного комиссариата торговли и промышленности. К работе были привлечены 80 лучших петроградских специалистов в области антиквариата. Цель состояла в том, чтобы отобрать из имущества, конфискованного в церквях, во дворцах и особняках имущего класса, в банках, антикварных лавках, ломбардах, предметы, представляющие художественную или историческую ценность. Затем эти предметы предполагалось передать в музеи, а часть конфискованного реализовать на аукционах за границей. Через некоторое время, по словам Зинаиды Гиппиус, квартира Горького на Кронверкском приобрела вид «музея или лавки старьёвщика». Однако при расследовании, проведённым следователем ВЧК Назарьевым, доказать личной корысти возглавляющих Оценочно-антикварную комиссию не удалось, а в начале 1920 года комиссии для пополнения экспортного фонда разрешили и скупать частные коллекции.
В эти годы Горький стал известен и как собиратель предметов искусства, коллекционировал гигантские китайские вазы, стал в Петрограде знатоком в этой области. Писатель ценил (не только за тексты) и редкие дорогие книги, оформленные как изысканные, утончённые и затейливые произведения полиграфического искусства. Будучи в послереволюционные годы на фоне обнищания масс довольно состоятельным человеком, Горький финансировал собственные издательские проекты, много занимался благотворительностью, содержал в своей квартире около 30 домочадцев, высылал материальную помощь бедствующим литераторам, провинциальным учителям, ссыльным, часто совсем незнакомым людям,
обращавшимся к нему с письмами и просьбами.
В 1919 году по инициативе и при решающем участии Горького организовано издательство «Всемирная литература», целью которого на пять лет, вместившие более 200 томов, стал выпуск в стране мировой классики в эталонном переводе, с высококвалифицированными комментариями и интерпретациями крупнейших литературоведов.
После покушения на Ленина в августе 1918 года отношения Горького и Ленина, омрачённые до того рядом ссор, снова укрепились. Горький отправил Ленину сочувственную телеграмму и возобновил переписку с ним, перестал заниматься фрондёрской деятельностью. Искал у Ленина защиты от питерских чекистов, пытавшихся установить у писателя правонарушения и наведывавшихся на квартиру Горького с обысками. Горький несколько раз выезжал в Москву для встреч с Лениным, Дзержинским, Троцким, много обращался к старому другу, которого теперь именовали вождём Октябрьской революции, с разными просьбами, в том числе с ходатайствами об осуждённых. Хлопотал Горький и о разрешении на выезд за границу для Александра Блока, однако оно было получено лишь за день до смерти поэта. После расстрела Николая Гумилёва у Горького появилось ощущение безысходности собственных усилий, писатель стал задумываться об отъезде за границу. Ленин, ценивший Горького за прежние заслуги и социальный реализм в творчестве, подал идею отправиться в Европу для лечения и сбора средств для борьбы с голодом, поразившем Россию после засухи 1921 года. В июле 1920 года Горький увиделся с Лениным, когда тот приезжал в Петроград на Второй конгресс Коминтерна. Писатель получил в подарок от Ленина, навестившего Горького в его квартире перед возвращением в Москву, только что изданную ленинскую книгу «Детская болезнь левизны в коммунизме», они вместе сфотографировались у колонн Таврического дворца. Это была последняя встреча Горького и Ленина.

#### Эмиграция после Октябрьской революции

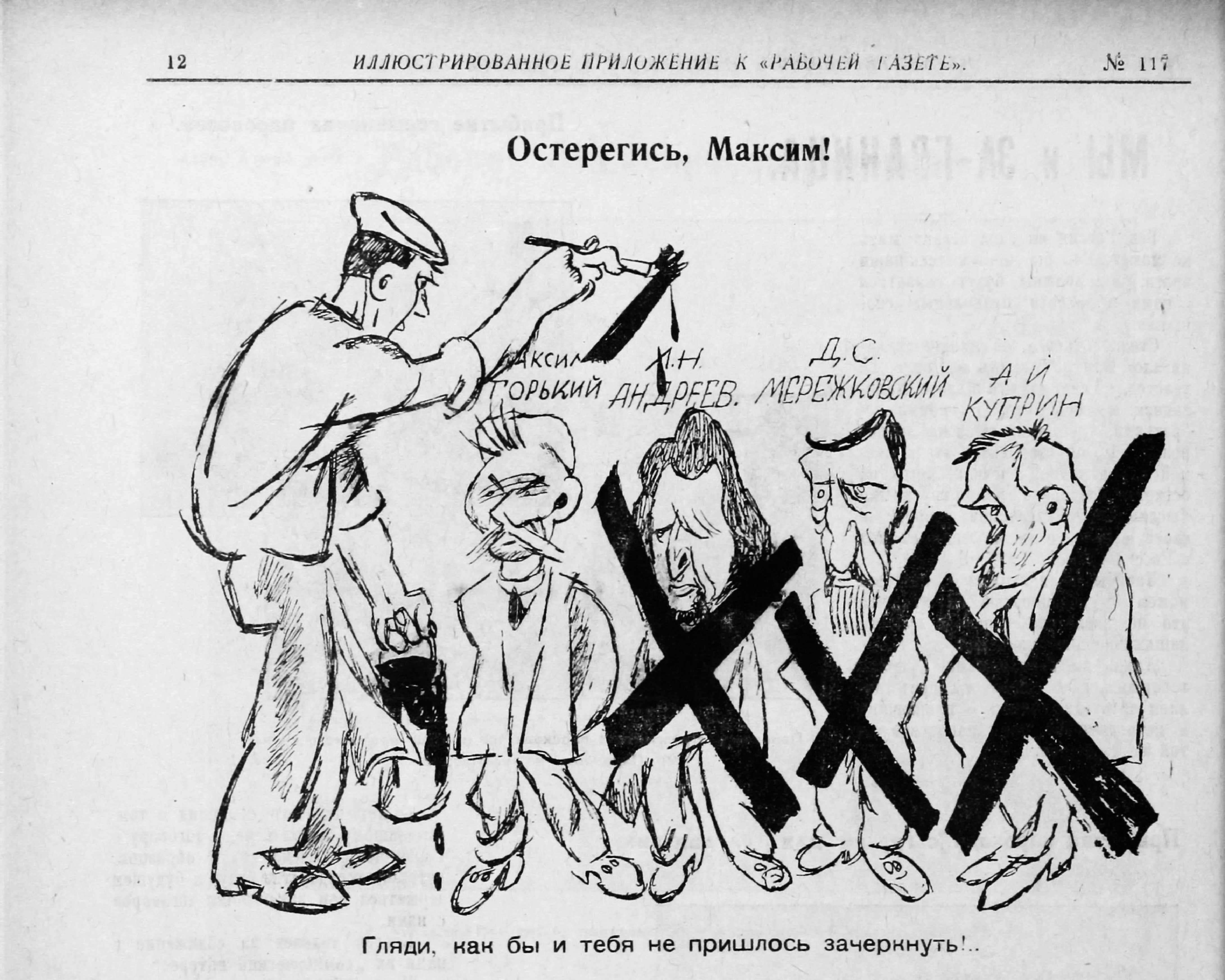
Карикатура на Горького, напечатанная после публикации открытых писем об эсерах. «Зачёркнутые» писатели — А. Куприн, Д. Мережковский и Л. Андреев

16 октября 1921 года — отъезд M. Горького за границу, слово «эмиграция» в контексте его поездки тогда не употреблялось. Официальной причиной отъезда было возобновление его болезни и необходимость, по настоянию Ленина, лечиться за границей. По другой версии, Горький был вынужден уехать из-за обострения идеологических разногласий с советской властью. В 1921—1923 годах жил в Гельсингфорсе (Хельсинки), Берлине, Праге. До 1924 года Горького не впускали в Италию как «политически неблагонадёжного», а после — фашистские власти не дали разрешения поселиться на Капри. С 1924 по 1933 год Горький жил сначала в Неаполе, а затем в Сорренто, сменив несколько гостиниц, санаториев и вилл.
По воспоминаниям Владислава Ходасевича, в 1921 году Горький, как колеблющийся и неблагонадёжный мыслитель, по инициативе Зиновьева и советских спецслужб, с согласия Ленина, отправлен в Германию, а Андреева вскоре последовала за бывшим гражданским мужем «в целях надзора за его политическим поведением и тратою денег». С собой Андреева взяла нового любовника, впоследствии близкого к НКВД Петра Крючкова (будущего бессменного секретаря писателя), с которым вместе поселилась в Берлине, в то время как сам Горький с сыном и невесткой обосновался за городом. В Германии Андреева, воспользовавшись своими связями в советском правительстве, устроила Крючкова главным редактором советского книготоргового и издательского предприятия «Международная книга». Таким образом Крючков при содействии Андреевой стал фактическим издателем произведений Горького за рубежом и посредником во взаимоотношениях писателя с российскими журналами и издательствами. Вследствие этого Андреева и Крючков смогли полностью контролировать расходование Горьким его немалых денежных средств.
С 4 декабря 1921 года по 3 апреля 1922 года Горький жил в санатории в Санкт-Блазиене, Шварцвальд, на юго-западе Германии, близ границы со Швейцарией. Когда после неурожайного лета разразился голод в Поволжье, Горький по просьбе Ленина пытался организовать сбор средств и продовольствия для голодающих, написал личные письма писателям Г. Уэллсу, А. Франсу, Э. Синклеру, Г. Гауптману, Б. Ибаньесу, Р. Роллану. Его переводчиком и секретарём в период второй эмиграции был сын Максим, устройством быта занималась невестка Надежда, которая оставила подробные воспоминания.
17 мая 1922 года в меблированных комнатах, где жил А. Н. Толстой, который возвращался из эмиграции в СССР, Горький встретился с поэтом Сергеем Есениным и обсуждал с ним события на родине после революции.
Весной 1922 года Горький написал открытые письма А. И. Рыкову и Анатолю Франсу, где выступил против суда в Москве над эсерами, который был чреват для них смертными приговорами. Получившее резонанс письмо напечатала немецкая газета «Vorwärts», а также ряд русских эмигрантских изданий. Ленин охарактеризовал письмо Горького как «поганое» и назвал его «предательством» друга. С критикой письма Горького выступили Карл Радек в «Правде» и Демьян Бедный в «Известиях». К русской эмиграции Горький, однако, относился настороженно, но до 1928 года открыто не критиковал её. В Берлине Горький не почтил присутствием чествование себя по случаю 30-летия литературной деятельности, устроенное дружелюбно расположенными к нему А. Белым, А. Толстым, В. Ходасевичем, В. Шкловским и другими русскими литераторами.
Летом 1922 года Горький жил в Херингсдорфе, на берегу Балтийского моря, общался с Алексеем Толстым, Владиславом Ходасевичем, Ниной Берберовой. В 1922 году написал язвительную брошюру «О русском крестьянстве», в которой возложил ответственность за трагические события в России и «жестокость форм революции» на крестьянство с его «зоологическим инстинктом собственника». Эта брошюра, хотя и не публиковалась в СССР, явилась, по мнению П. В. Басинского, одним из первых литературно-идеологических обоснований будущей сталинской политики сплошной коллективизации. В связи с книгой Горького в русской эмигрантской прессе появился неологизм «народозлобие».
С 1922 по 1928 год Горький написал «Заметки из дневника», «Мои университеты», а также «Рассказы 1922—1924 годов». В 1925 году вышел в свет роман «Дело Артамоновых».
С апреля 1924 года Горький жил в Италии, сначала в Неаполе, в отеле «Континенталь», затем в Сорренто — на вилле «Масса», откуда после острого воспаления лёгких из-за большой влажности по совету художника П. П. Кончаловского переехал на виллы Капо ди Сорренто и «Il Sorito», жил и в санаториях. Опубликовал воспоминания о Ленине. В Сорренто художником Павлом Кориным написан один из лучших портретов Горького; особенностью картины является изображение писателя на фоне вулкана Везувий, при этом Горький как бы возвышается над горным исполином. Вместе с тем в сюжете картины явственно звучит тема одиночества, в которое постепенно погружался Горький.
В Европе Горький играл роль своеобразного «моста» между русской эмиграцией и СССР, пытался предпринимать усилия по сближению русских эмигрантов первой волны с исторической родиной.
Вместе с Шкловским и Ходасевичем Горький начал свой единственный издательский проект в Европе — журнал «Беседа». В новом концептуальном издании Горький хотел соединить культурный потенциал литераторов Европы, русской эмиграции и Советского Союза. Планировалось издавать журнал в Германии, а распространять преимущественно в СССР. Идея заключалась в том, чтобы молодые советские писатели получили возможность издаваться в Европе, а у писателей из русской эмиграции появились бы читатели на родине. И таким образом журнал сыграл бы связующую роль — моста между Европой и Советской Россией. Предполагались высокие авторские гонорары, что вызвало писательский энтузиазм по обе стороны границ. В 1923 году в берлинском издательстве «Эпоха» вышел в свет первый номер журнала «Беседа». Сотрудниками редакции под началом Горького были Ходасевич, Белый, Шкловский, Адлер, приглашены европейские авторы Р. Роллан, Дж. Голсуорси, С. Цвейг; эмигрантские А. Ремизов, М. Осоргин, П. Муратов, Н. Берберова; советские Л. Леонов, К. Федин, В. Каверин, Б. Пастернак. Хотя тогда власти в Москве проект на словах поддержали, позднее в секретных архивах Главлита обнаружились документы, характеризовавшие издание как идеологически вредное. Всего вышло 7 номеров, но Политбюро ЦК РКП(б) запретило допускать тираж журнала в СССР, после чего проект был закрыт ввиду бесперспективности. Горький был морально унижен. Как перед писателями эмиграции, так и перед советскими литераторами Горький, не сумев сдержать обещания, оказался со своим неосуществимым социальным идеализмом в неловком положении, что нанесло урон его репутации.
В марте 1928 года в Италии Горький отметил свой 60-летний юбилей. Телеграммы и письма с поздравлениями ему прислали Стефан Цвейг, Лион Фейхтвангер, Томас и Генрих Манны, Джон Голсуорси, Герберт Уэллс, Сельма Лагерлёф, Шервуд Андерсон, Эптон Синклер и другие известные писатели Европы. Празднование юбилея Горького на высоком уровне было организовано и в Советском Союзе. Во множестве городов и сёл СССР состоялись выставки о жизни и творчестве Горького, в театрах широко шли спектакли по его произведениям, в образовательных учреждениях, клубах, на предприятиях прочитаны лекции и доклады о Горьком и значении его трудов для строительства социализма.
Содержание Горького и сопровождавших его лиц в Италии составляло примерно 1000 долларов в месяц. В соответствии с договором, подписанным Горьким в 1922 году с Торгпредством СССР в Германии и рассчитанным на срок до 1927 года, писатель терял право как самостоятельно, так и через других лиц издавать свои сочинения на русском языке — как в России, так и за границей. Единственные оговорённые каналы издания — Госиздат и Торгпредство. Горькому выплачивался ежемесячный гонорар за издание его собрания сочинений и иных книг 100 тысяч германских марок, 320 долларов. Финансирование Горького осуществлялось через П. П. Крючкова, выбить деньги писателя из СССР, по словам Андреевой, было делом тяжёлым.

#### Поездки в СССР
В мае 1928 года по приглашению Советского правительства и лично Сталина первый раз за 7 лет после отъезда в эмиграцию Горький приехал в СССР. 27 мая 1928 года, в 22 часа, поезд из Берлина остановился на первой советской станции Негорелое, Горького на перроне приветствовал митинг. С воодушевлением писателя встречали и на других станциях по пути к Москве, а на площади перед Белорусско-Балтийским вокзалом Горького ждала многотысячная толпа, часть пути до дома (остановился он в квартире жены Е. П. Пешковой) писателя несли на руках. 11 июня 1928 года был принят в почётные пионеры.
Горькому предстояло оценить успехи строительства социализма. Писатель совершил пятинедельную поездку по стране. С середины июля 1928 года Горький посетил Курск, Харьков, Крым, Ростов-на-Дону, Баку, Тбилиси, Ереван, Владикавказ, Царицын, Самару, Казань, Нижний Новгород (на родине провёл три дня), 10 августа вернулся в Москву. Во время поездки Горькому показывали достижения СССР, больше всего его восхитила организация труда и чистота (водили писателя на заранее подготовленные объекты). Константина Федина, писателей и литературоведов поразила отличная физическая форма, полное отсутствие дряхлости и богатырское рукопожатие Горького, перенёсшего после трёх десятилетий тяжёлой болезни такие путевые нагрузки. Впечатления от поездки нашли своё отражение в цикле очерков «По Союзу Советов». Но в СССР Горький не остался, осенью уехал обратно в Италию.
В 1931 году Горькому был предоставлен советским правительством для постоянного проживания в Москве особняк С. П. Рябушинского на Малой Никитской улице, в 1965 году ставший Музеем-квартирой А. М. Горького в Москве.

#### Возвращение в СССР

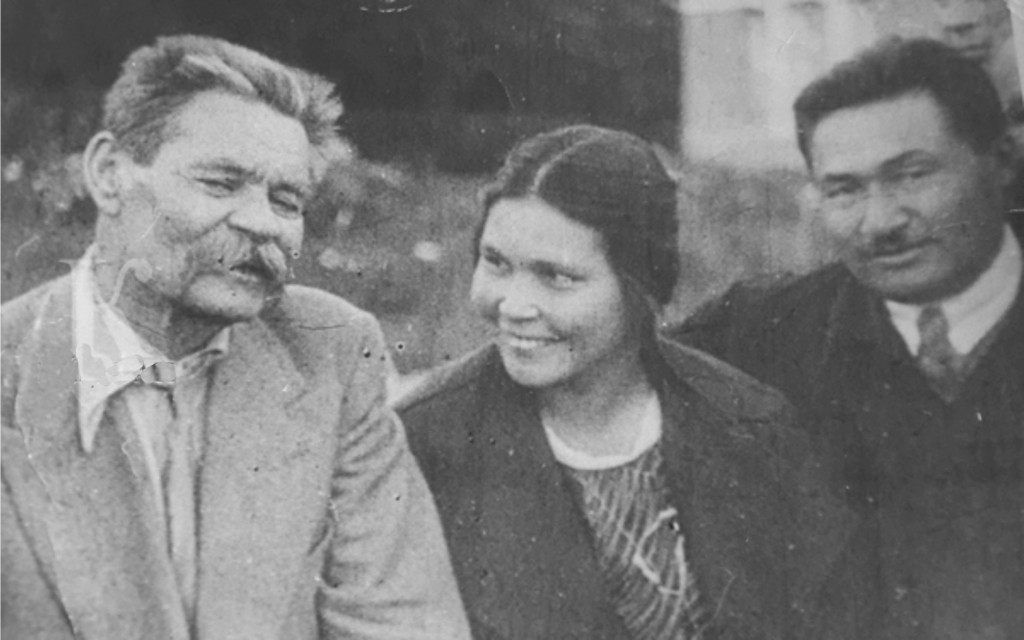
Горький на своей даче с Фатимой Габитовой (по другой версии — Полиной Кусургашевой) и Ильясом Джансугуровым

С 1928 по 1933 годы, как утверждает П. В. Басинский, Горький «жил на два дома, зиму и осень проводя в Сорренто» на вилле Il Sorito, а окончательно вернулся в СССР 9 мая 1933 года. Большинство распространённых источников указывает, что Горький приезжал в СССР в тёплый сезон 1928, 1929 и 1931 годов, в 1930 году не приезжал в СССР из-за проблем со здоровьем, а окончательно вернулся на родину в октябре 1932 года. При этом Сталин обещал Горькому, что он и дальше сможет проводить зиму в Италии, на чём настаивал Алексей Максимович, однако писателю вместо этого с 1933 года предоставили большую дачу Тессели около Фороса в Крыму в связи с сорокалетием творческой деятельности, где он проводил зимние сезоны с 1933 по 1936 год. У Горького на даче гостили Фёдор Шаляпин, Алексей Толстой, Константин Тренев, Самуил Маршак, Н. С. Тихонов, Г. П. Шторм. Максим Горький написал на даче Тессели пьесы «Васса Железнова», «Рябинин» и роман-эпопею «Жизнь Клима Самгина».
В Италию Горького больше не выпускали.
В начале 1930-х годов Горький ждал Нобелевскую премию по литературе и рассчитывал на неё, номинируясь 5 раз, а по многим признакам было известно, что с года на год её впервые присудят русскому писателю. Конкурентами Горького считались Иван Шмелёв, Дмитрий Мережковский и Иван Бунин. В 1933 году премию получил Бунин, надежды Горького на статусное мировое признание рухнули. Возвращение Алексея Максимовича в СССР литературоведы отчасти связывают и с интригой вокруг премии, которую, по распространённой версии, Нобелевский комитет желал присудить писателю из русской эмиграции, а Горький эмигрантом в полном смысле слова не был.
В марте 1932 две центральные советские газеты, «Правда» и «Известия», одновременно напечатали статью-памфлет Горького под названием, которое стало крылатой фразой — «С кем вы, мастера культуры?».

Во второй половине сентября 1932 года с размахом отмечается 40-летие литературной деятельности «пролетарского» писателя, по всей стране проходят посвящённые юбилею различные культурные мероприятия. 17 сентября Президиум ЦИК СССР наградил Максима Горького орденом Ленина, также постановил основать Литературный институт им. Горького и присвоить его имя МХАТу (оба постановления были опубликованы в центральных газетах 26 сентября, на следующий день после официальных торжеств).

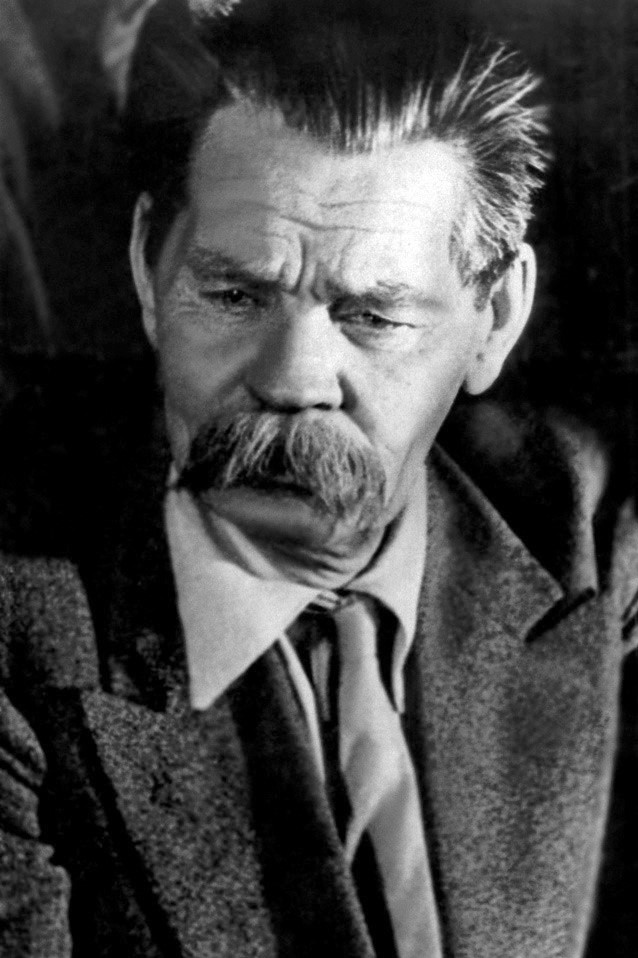
Фотопортрет 1930-х годов

В октябре 1932 года Горький, согласно распространённой версии, окончательно возвращается в Советский Союз (27 октября в Москве Михаил Калинин ему вручил Орден Ленина). Репатриироваться писателя настойчиво уговаривал сын Максим, не без влияния ОГПУ, плотно опекавшего его в качестве кремлёвского курьера. Эмоциональное воздействие на Горького оказали приезжавшие к нему в Италию молодые, жизнерадостные, полные гигантских планов и восторгов от успехов первой пятилетки в СССР писатели Леонид Леонов и Всеволод Иванов.
В Москве правительство устроило Горькому торжественную встречу, за ним и его семьёй был закреплены бывший особняк Рябушинского в центре Москвы, дачи в Горках и в Тессели (Крым), его именем был назван родной город писателя Нижний Новгород. Горький сразу получает заказ Сталина — подготовить почву для 1-го съезда советских писателей, а для этого провести среди них разъяснительную работу. Горьким создаётся множество газет и журналов: возобновляется серия «Жизнь замечательных людей», открываются книжные серии «История фабрик и заводов», «История гражданской войны», «Библиотека поэта», «История молодого человека XIX столетия», журнал «Литературная учёба»; он пишет пьесы «Егор Булычов и другие» (1932), «Достигаев и другие» (1933).
В 1934 году Горький проводит I Всесоюзный съезд советских писателей, выступает на нём с основным докладом.
В этом же году Горький — соредактор книги «Беломорско-Балтийский канал имени Сталина». Это произведение Александр Солженицын охарактеризовал как «первую книгу в русской литературе, воспевающую рабский труд».
В 1935 году Горький имел в Москве интересные встречи и беседы с Роменом Ролланом, в августе совершил ностальгическое путешествие на пароходе по Волге. 10 октября 1935 года во МХАТе состоялась премьера пьесы Горького «Враги».
11 мая 1934 года, простудившись после ночёвки на холодной земле под открытым небом на даче в Горках под Москвой, неожиданно умирает от крупозного воспаления лёгких сын Горького — Максим Пешков. В ночь, когда умирал его сын, Горький на первом этаже дачи в Горках обсуждал с профессором А. Д. Сперанским достижения и перспективы Института экспериментальной медицины и проблему бессмертия, которую он считал актуальной и достижимой для науки. Когда в три часа ночи собеседникам сообщили о смерти Максима, Горький возразил: «Это уже не тема» и продолжал увлечённо теоретизировать о бессмертии. По другим воспоминаниям, Горький тяжело переживал смерть сына. Из-за смерти Максима Пешкова Первый съезд советских писателей (1934) был перенесён на несколько месяцев.

### Смерть

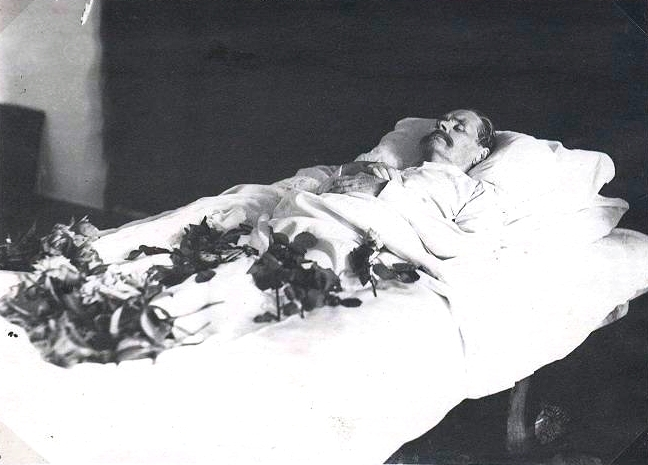
Максим Горький на смертном одре

27 мая 1936 года Горький поездом в неважном состоянии вернулся в Москву с отдыха из Тессели (Крым). С вокзала отправился в свою «резиденцию» в особняке Рябушинского на Малой Никитской улице повидать внучек Марфу и Дарью, которые в это время болели гриппом; вирус передался и дедушке. На следующий день, после посещения могилы сына на Новодевичьем кладбище, Горький простудился на холодной ветреной погоде и заболел; пролежал в Горках три недели. К 8 июня стало ясно, что пациент уже не выздоровеет. Трижды к постели умирающего Горького приезжал Сталин — 8, 10 и 12 июня, Горький нашёл в себе силы поддержать беседу о женщинах-писательницах и их замечательных книгах, о французской литературе и жизни французского крестьянства. В спальне безнадёжно больного, находившегося в сознании, в последние дни жизни с ним попрощались самые близкие люди, среди которых были официальная супруга Е. П. Пешкова, невестка Н. А. Пешкова по прозвищу Тимоша, личный секретарь в Сорренто М. И. Будберг, медсестра и друг семьи О. Д. Черткова (Липа), литературный секретарь, а затем директор Архива Горького П. П. Крючков, художник И. Н. Ракицкий, несколько лет живший в семье Горького.
18 июня около 11 утра Максим Горький скончался в Горках, на 69-м году жизни, пережив сына чуть более чем на два года. Последние слова Горького, оставшиеся в истории, были сказаны медсестре Липе (О. Д. Чертковой) — «А знаешь, я сейчас с Богом спорил. Ух, как спорил!».
При немедленно проведённом тут же, на столе в спальне, вскрытии выяснилось, что лёгкие умершего находились в ужасающем состоянии, плевра приросла к рёбрам, заизвестковалась, оба лёгких закостенели, — так что врачи поражались, каким образом Горький вообще дышал. Из этих фактов следовало, что с докторов снималась ответственность за возможные ошибки в лечении столь далеко зашедшего заболевания, несовместимого с жизнью. В ходе вскрытия мозг Горького был извлечён и доставлен в московский Институт мозга для дальнейшего изучения. 19 июня гроб с телом Горького был доставлен в Москву и установлен для прощания в Колонном зале Дома союзов. По решению Сталина в ночь на 20 июня тело было кремировано в Донском крематории, 20 июня после ещё одного дня прощания в 18:47 прах помещён в урне в Кремлёвскую стену на Красной площади в Москве. При этом вдове Е. П. Пешковой было отказано в захоронении части праха в могиле сына Максима на Новодевичьем кладбище.

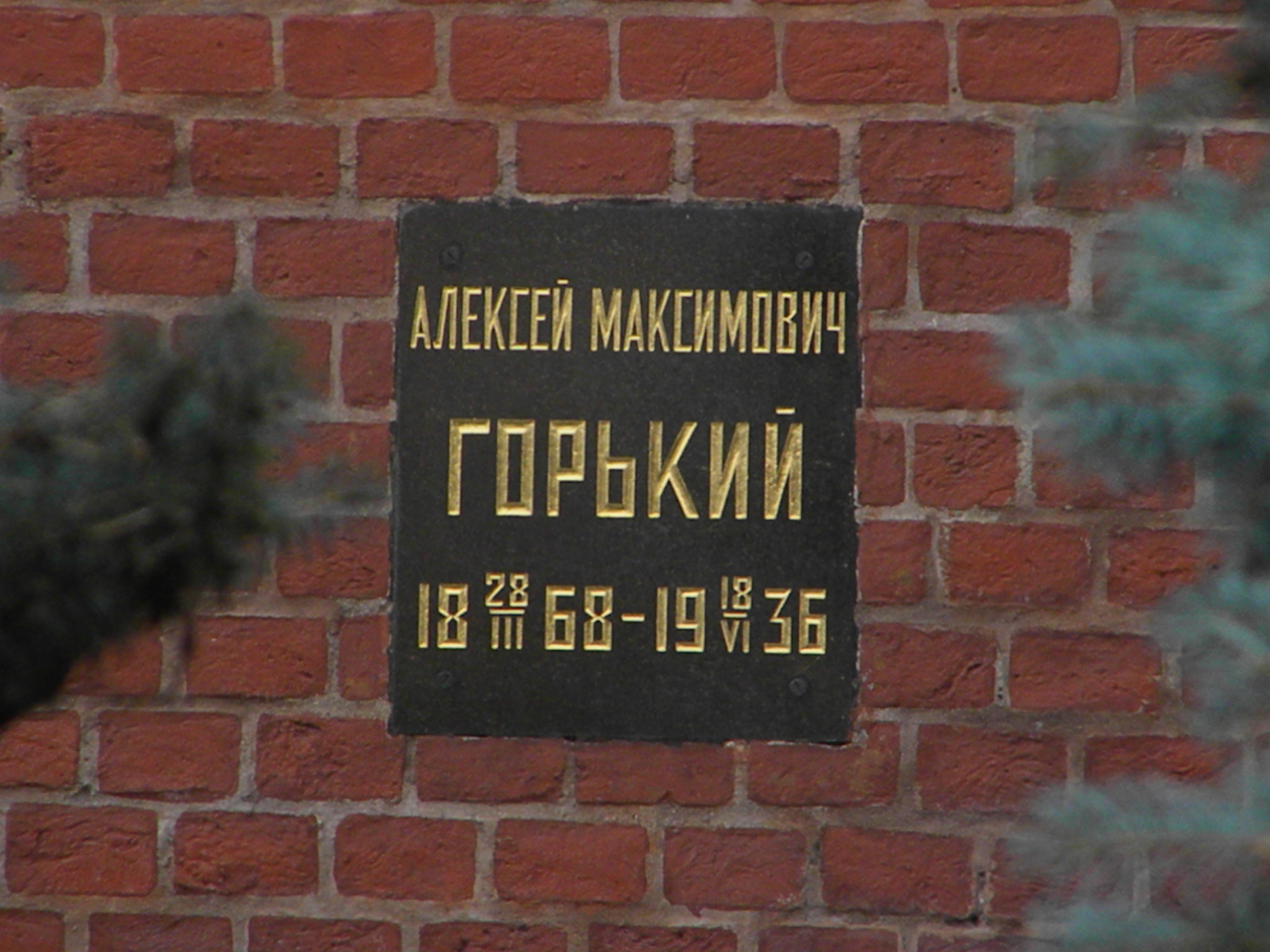
Надгробная плита в Кремлёвской стене

На похоронах, в числе прочих, урну с прахом Горького несли Сталин и Молотов.
Обстоятельства смерти Максима Горького и его сына некоторыми считаются «подозрительными», ходили слухи об отравлении, которые не нашли подтверждения.
Среди других обвинений Генриха Ягоды и Петра Крючкова на Третьем Московском процессе 1938 года было обвинение в отравлении сына Горького. Согласно допросам Ягоды, Максим Горький был убит по приказу Троцкого, а убийство сына Горького, Максима Пешкова, было его личной инициативой. Сходные показания дал Крючков. И Ягода, и Крючков в числе других осуждённых были расстреляны по приговору суда. Объективных подтверждений их «признаниям» не существует, Крючков впоследствии был реабилитирован.
Некоторые публикации в смерти Горького обвиняют Сталина. Важным эпизодом в «Московских процессах» был Третий московский процесс (1938), где среди подсудимых были три врача (Казаков, Левин и Плетнёв), обвинявшиеся в убийствах Горького и других. Плетнёв под пытками свою вину признал, однако, судя по его дальнейшим письмам Берии, это признание было самооговором. На суде Плетнёв заявил, что действовал по принуждению Г. Г. Ягоды, получил 25 лет, через три года был расстрелян без суда.

## Горький и сталинизм
Отношения Горького со сталинизмом были неоднозначными. Сталинская политика в значительной мере повлияла на мировоззрение Горького, а отрицательные её стороны от Горького часто скрывались; известные ему проблемы он обсуждал со Сталиным и его наркомами: например, И. Шкапа пишет, что Горький беседовал со Сталиным и А. Бубновым, узнав о низких зарплатах учителей, после чего зарплаты повысили, до конца Горький её так и не принял, во многом из-за внимания к советской культуре и литературе в особенности, а также из-за опасений насчёт внутрипартийной борьбы и связей с внутрипартийной оппозицией, из-за чего отношения со Сталиным стали охлаждаться с 1934 года. Тем не менее, Горький искренне верил официальным версиям резонансных событий, таких как голод начала 1930-х годов и показательные политические процессы. На изменение мировоззрения повлияли доктрина ВКП(б) и передаваемые Ягодой материалы политических дел; сказывались и жизнь за границей и зарубежные события 1930-х годов. Одобрение сталинизма проявилось в следующем:
- В 1929 году Горький второй раз приехал в СССР и 20-23 июня посетил Соловецкий лагерь особого назначения, прибыв туда на мрачно известном теплоходе «Глеб Бокий», привозившем на Соловки заключённых, в сопровождении самого Г. Бокого. В очерке «Соловки» положительно отозвался о режиме в тюрьме и перевоспитании её узников[177]. 12 октября 1929 года Горький уехал обратно в Италию. Д. Лихачёв в своих воспоминаниях приводит следующий эпизод: Горький по его требованию остался один на один с мальчиком лет четырнадцати, вызвавшимся рассказать Горькому «всю правду» — про все пытки, которым подвергались заключенные на физических работах. С мальчиком Горький оставался не менее сорока минут (у меня уже были тогда карманные серебряные часы, подаренные мне отцом перед самой первой мировой войной и тайно переданные мне на острове при первом свидании). Наконец Горький вышел из барака, стал ждать коляску и плакал на виду у всех, ничуть не скрываясь. Это я видел сам. Толпа заключенных ликовала: «Горький про все узнал. Мальчик ему все рассказал!» <...> Горький поднялся в карцер и, подойдя к одному из «читавших», перевернул газету (тот демонстративно держал ее «вверх ногами»)... А мальчика не стало сразу. Возможно — даже до того, как Горький отъехал. О мальчике было много разговоров. Ох, как много. «А был ли мальчик?» Ведь если он был, то почему Горький не догадался взять его с собой? Ведь отдали бы его... Но мальчик был. Я знал всех «колонистов». Но другие последствия приезда Горького на Соловки были еще ужаснее. И Горький должен был их предвидеть.

История о мальчике приведена в «Архипелаге ГУЛАГе» Солженицына; О. Волков же писал, что «глядел <Горький> только туда, куда ему указывали». Басинский комментирует историю о мальчике следующим образом: «И хотя исследователи соловецкой истории подвергают сомнению факт существования этого мальчика („а был ли мальчик?“), есть легенды, которые куда сильнее правды жизни, потому что они аккумулируют в себе суть реальности, а не её дотошные подробности». Он же добавляет, что так просто увезти мальчика Горький не мог: на освобождение Ю. Н. Данзас, к примеру, Горькому понадобилось 3 года.
- В переписке с Р. Ролланом Горький оправдывал репрессии и спорил о реальности обвинений. Так, арест историка С. Ф. Платонова оправдывал лишь тем, что это был, по мнению Горького, «человек неискренний», «хитрый» и «убежденный монархист». В том же году в письме И. М. Гронскому он пишет: «„Человеки“ всё ещё требуют, чтоб против их боролись. ГПУ существует не как учреждение спортивное, работающее для собственного удовольствия, а по силе политической необходимости. Будучи закоренелым гуманистом, напоминаю об этом факте с кислой слезой в душе». Копию письма Горький отправил Сталину[194]. На возражения Роллана о возможной фабрикации дел Горький возражал (1930): «Я крайне поражён тем, что Вы тоже верите в возможность „выдуманных или вынужденных пытками“ признаний организаторов голода. <…> Почему же нельзя? Эти подлые люди каялись, рассчитывая, что чистосердечное сознание в преступлении сохранит им жизнь. <…> Я имею право утверждать это, ибо я читал подлинные их показания»[191].
- В 1930 году Горький напечатал статью «Если враг не сдается — его уничтожают». По свидетельству Шкапы, трёх писателей обеспокоила её жестокость, и они возражали, что сам Горький считал, что врагами делают обстоятельства, а один из писавших привёл в пример апостола Павла и Гражданскую войну. Горький, прочитав письма, сказал: «В самом деле, скажите, как поступить с врагом, который не сдаётся? Что с ним делать? Увещевать его?.. Разве я призывал истреблять сложивших оружие?! Пишут как будто серьёзные люди и несут ахинею! Вот совсем недавно я опять написал о врагах рабочего класса и социализма…» После этого он стал зачитывать куски своего предисловия к книге о Беломорканале, в котором восхищался преображением бывших «врагов народа», «доказавших полезность государству» и писал о вреде «чванства» по отношению к ним. Затем он стал вспоминать полученные им письма строителей-политзаключённых, предложил Крючкову «подобрать побольше писем о героизме на Беломорканале» и сказал, что об этом надо писать больше[189].
- 23 мая 1934 года по распоряжению Сталина одновременно в газетах «Правда» и «Известия» напечатана статья Горького «Пролетарский гуманизм», где в контексте идеологического противостояния «коммунизм-фашизм» давалась категоричная оценка гомосексуальности как зловредному свойству немецкой буржуазии (в Германии к власти уже пришёл Гитлер): «Не десятки, а сотни фактов говорят о разрушительном, разлагающем влиянии фашизма на молодёжь Европы, — возглашал Горький. — Перечислять факты — противно, да и память отказывается загружаться грязью, которую всё более усердно и обильно фабрикует буржуазия. Укажу однако, что в стране, где мужественно и успешно хозяйствует пролетариат, гомосексуализм, развращающий молодёжь, признан социально преступным и наказуемым, а в „культурной“ стране великих философов, учёных, музыкантов он действует свободно и безнаказанно. Уже сложилась саркастическая поговорка: „Уничтожьте гомосексуалистов — фашизм исчезнет“»[195][196].
- В 1933 году Горький выступил главным редактором книги «Беломорско-Балтийский канал имени Сталина» и написал к ней предисловие, но строительство канала, в отличие от других её авторов, не посетил. Горький также не написал предложенного ему очерка «Страна и её враги»[191].
- В 1931—1932 годах Горький планировал написать биографический очерк о Сталине, который должен был открывать книгу о достижениях СССР, планируемую для издания в США. Основное содержание книги должен был написать сам Сталин. Однако Горький написал лишь одну страницу, после чего продолжать работу не стал. 14 марта 1932 г. Политбюро ЦК приняло решение отказаться от участия в проекте из-за попыток зарубежной стороны «исказить характер договора»[194].
- В сентябре 1933 года Горький писал Катаеву: «Голод — факт, но, ведь, надо бы указать на его истоки, а они — вероятнее всего — в том широком вредительстве, которым, должно быть, и объясняются многочисленные зимние аресты на Украине, а также самоубийство Хвилевого и Скрипника»[197]. Горький знал и о массовых крестьянских восстаниях против коллективизации, и, хотя склонялся больше к пропаганде, чем занимался сам, а не к насилию, несмотря на близость к Бухарину, Горький поддерживал решения Сталина из-за своего мнения о крестьянстве, высказанном в «О русском крестьянстве», считая, что оно может начать новую гражданскую войну, поднять новую волну стихийного насилия и уничтожить «культурную жизнь»[14]; в 1933 году он списывал продовольственные проблемы на «кулаков»[198]. В отношении к коллективизации влияло и восприятие крестьян как мелких собственников, которых Горький видел основными силами анархизма и фашизма. Так, в отношении поэта П. Васильева Горький писал, что «от хулиганства» «Клычкова-Клюева-Есенина» с «неонародничеством» и «русофильской окраской» до фашизма «короче воробьиного носа», что положило начало травле поэта и отчасти могло привести к его гибели в 1937 г.[197]

Помимо этого, также Горький играл роль «буфера» государства и интеллигенции, стремился примирить Сталина с оппозицией и оказывал поддержку некоторым политзаключённым; Горький сохранял дружеские отношения с оппозиционерами Бухариным и Каменевым, начавшиеся ещё в начале 1920-х годов. Отношения со Сталиным, имеющие черты конфликта, неоднозначны и не до конца понятны и для современных исследователей. Как пишет Паола Чони, период последних двух лет Горького как политика «представляется наиболее сложным для понимания»: с одной стороны, есть множество свидетельств ужесточения контроля над Горьким и конфликта со Сталиным, видно неприятие официальной культурной политики, а с другой, «нет никакого документа, подтверждающего реальное противостояние Горького Сталину», из-за чего существует множество интерпретаций этого периода: она пишет, что, видимо, Горький «постепенно осознал подлинную природу сталинской политики», но «необходимо понять», где сопротивление Горького попыткам включить его в официальный миф «носит психологический характер, а где оно поднимается до уровня политики».

В своих записях Гронский приводил следующее сравнение: 
«Забегая несколько вперед, скажу, что в 1936 году критик Петр Рожков задал Калинину вопрос: почему так много врагов? Ведь при Ленине их не арестовывали. Ленин пытался их поправить, направить. Калинин ответил: „Сталин — это не Ленин <…> У Ленина все бы работали — и Троцкий, и Зиновьев, и Бухарин. А Сталин это не то — у него нет знаний Ленина, ни опыта, ни авторитета. Он ведет дело на отсечение этих людей“. Нечто подобное тому, что говорил Калинин в 1936 году, проскальзывало в разговорах Горького». 
Он же писал, что Горького беспокоило, как бы это не привело к отсечению «довольно большой группы очень талантливых и высокообразованных работников». Благодаря своему высокому положению Горький помогал некоторым политическим заключённым (не без влияния Е. Пешковой, которая была главой «политического красного креста». Так, благодаря вмешательству Горького изначальный приговор М. Бахтину (5 лет Соловков) был заменён на 6 лет ссылки. Благодаря вмешательству Горького из страны смогли выехать Виктор Серж и Е. Замятин. Помимо освобождения Данзас и некоторых других из лагерей, по свидетельству Солженицына, вскоре после отъезда Горького на остров явилась комиссия из центра, был снят начальник Соловецкого лагеря Эйхманс; М. Погребинский, сопровождавший Горького на Соловках, добился перевода подростков оттуда в руководимые им детские колонии.
Горький обратил внимание на Михаила Булгакова ещё до поездок в СССР. Уже в 1925 году он восхищается произведением «Роковые яйца» в письмах. Отчасти благодаря вмешательству Горького к постановке были разрешены пьесы «Кабала святош» и «Дни Турбиных». Он же пытался добиться разрешения и для пьесы «Бег», однако она была запрещена по личному распоряжению Сталина. В 1929 году Горький высказывается против травли Евгения Замятина, Бориса Пильняка и Владимира Зазубрина: Пильняка обвинили в работе на врагов формально из-за изданной за границей повести «Красное дерево», на деле же из-за повести «Повесть непогашенной луны»; в рамках кампании против Пильняка поднялась и волна осуждения Замятина из-за романа «Мы». В 1930 году Горький предлагает Сталину идею литературного журнала, главным редактором которого был бы троцкист Александр Воронский, и в котором Андрей Платонов мог бы опубликовать роман «Чевенгур». Горький также защищал «Конармию» Бабеля от выпадов Будённого.
Цензуре подвергался и сам Горький, хотя в значительно меньшей степени, чем другие: была запрещена «идейно ошибочная» публицистика, а очерк «В. И. Ленин» Горькому пришлось перерабатывать до 1935 года, причём даже окончательная редакция публиковалась с правками и купюрами. Сам Горький признавал «ошибочность» своих запрещённых статей, потому, видимо, не был против. Очерк опубликован с купюрами и без других вариантов даже в полном собрании сочинений.
В 1932 году Горький вернулся в СССР навсегда. П. Мороз писал, что когда он спросил, зачем он вернулся, Горький ответил, что, во-первых,
«<он> был поставлен в такие условия, при которых <он> не мог не приехать», а во-вторых, «статьи Сталина „Головокружение от успехов“ и „Ответ товарищам колхозникам“, опубликованные в печати, явились результатом <его> настояний о добровольности коллективизации». Мороз же в своей публикации утверждает, что об очерке «Соловки» Горький сказал уже ближе к концу жизни: «карандаш редактора не коснулся только моей подписи, — всё остальное совершенно противоположно тому, что я написал, и неузнаваемо». В то время как В. Чернухина (ИМЛИ РАН) считает, что эти слова лишь, возможно, выражают перемену во взглядах Горького, но не факты, по мнению Л. А. Спиридоновой, они подтверждаются тем, что «сравнение… редакций этого очерка показывает, что в нём нет ни прославления „доблестных“ чекистов, ни призывов к уничтожению классового врага», и приводит воспоминания Н. Пешковой, согласно которым у Горького во время поездки неизвестные забрали чемоданы с материалом, а после жалобы вернули один из них с пеплом от сожжённых бумаг.
В 1933 году, после «капитуляции» Томского и Бухарина, Горький написал им записку, в которой выразил радость достигнутым в партии «единством» и назвал «беспрецедентными революционерами»; опасаясь возможных последствий, Горький попросил Крючкова передать записку и «никому не показывать». Возможно, что из-за ходатайства Горького в декабре 1933 года Каменев и Зиновьев, несмотря на ранее враждебное отношение к последнему, были восстановлены в партии. В письме Кагановичу Горький советовал смягчить формулировки в их отношении при написании «Истории ВКП(б)», чтоб не закрывать им «двери в партию».
После возвращения Горький продолжил писать пропагандистские статьи в «Правде» и прославлять Сталина, хотя с 1934 года отношения с режимом постепенно стали охлаждаться, а Сталин стал его реже посещать. Горьковская концепция «социалистического реализма» и создание Союза писателей вместо того, чтобы положить конец «литературной диктатуре» РАПП и объединить «пролетарских» писателей с осуждёнными «попутчиками», становится инструментом усиления цензуры. Хотя изначально создание такого органа предполагало свободу дискуссии, в итоге Горький жаловался, что хотя «поговорить, поспорить есть о чём», например, «по вопросу о пределах свободы творчества», никаких дискуссий не происходит.
В 1934 году, в преддверии I Съезда писателей, Горький начал полемику с писателем Ф. Панфёровым, обвинив в «поощрении фабрикации литературного брака», добавив, что «его у нас вполне достаточно „творится“ и без поощрения товарища Панфёрова»; Панфёров на тот момент был одним из ведущих официально продвигаемых писателей-соцреалистов. Однако в полемике с Панфёровым главным вопросом были «слова, каких нет у Даля», в чём Горький увидел «анархизм» и заручился поддержкой Сталина. Как пишет О. В. Быстрова (ИМЛИ РАН), «дискуссия показала, что Горький мыслил будущую писательскую организацию как „творческий союз“, где „разногласия, существующие между литературными группами, вполне естественны“», в то время как оппоненты Горького считали Союз структурой, подчинённой жёсткой дисциплине и партии, и что конфликт стал преддверием борьбы за политическую власть в Союзе писателей. После окончания съезда Горький осудил официально признанных «мастеров социалистического реализма» в письме ЦК: «…Эта малограмотность позволяет им не только не понимать необходимость повышения их продукции, но настраивает их против признания этой необходимости,— как это видно из речей Панферова, Ермилова, Фадеева, Ставского и двух, трех других. Однако т. Жданов сообщил мне, что эти люди будут введены в состав Правления Союза как его члены. Таким образом, люди малограмотные будут руководить людьми значительно более грамотными, чем они. Само собою разумеется, что это не создаст в Правлении атмосферы, необходимой для дружной и единодушной работы». Горький демонстрировал предпочтение опальным писателям вроде Пастернака, Андрея Белого, Платонова и Артёма Весёлого. После выхода повести «Впрок» Горький с согласия Сталина стал цензором Платонова, брал его в свои «писательские бригады» и всё же помог стать членом Союза писателей, хотя резко отзывался о его творческих методах и требовал следования реализму.
В письме Крючкову от 18.03.1933 Горький возмутился, узнав, что Главлит отказался печатать «Охранную грамоту» Пастернака, с которым Горький переписывался, но печатает «мусор». На I Всесоюзном съезде писателей в 1934 году Горький выдвинул в число докладчиков К. Радека и Бухарина; Бухарин в своём докладе назвал первым советским поэтом «декадента» Пастернака; несмотря на «капитуляцию» Бухарина, за ним всё равно сохранилась репутация реставратора капитализма, что придавало особый смысл докладу и съезду; доклад Бухарина одновременно вызвал овации и возмущение; сам Горький выступил с докладом против партийных критиков. Гронский писал, что на вопрос Сталину о том, как доклад Бухарина вообще мог быть допущен, тот ответил, что «Горький изнасиловал, настаивал на этом».
В 1934 году Горький поддерживает отношения с Каменевым, по просьбе Горького назначенного директором издательства Academia, и Бухариным, с которым Горький поддерживал дружеские отношения ещё до возвращения в Россию, взгляды которого на культурную политику Горькому были ближе сталинских. 11 августа 1934 года Горький подал статью для публикации в «Правду», в которой резко раскритиковал высокопоставленного партийного деятеля П. Юдина, в то время как в Политбюро не оценили доклад Горького к съезду писателей: в своих речах Горький повторял статью «Разрушение личности» 1909 года, которую основывал на упрощённом понимании идей Богданова. В письме Сталину Каганович жаловался на противоречия Горького марксизму. Сталин после внесения правок ответил: «Доклад, конечно, не так, но на съезде настроение хорошее, бодрое». Возможно, как пишет П. Чони и некоторые другие зарубежные исследователи, что бывшему семинаристу Сталину импонировал горьковский образ соцреалистической литературы, восходивший к древнерусской литературе, который бы стал воплощением к отвергаемых Лениным богостроительских идей в искусстве, вписывавшихся в квазирелигиозную культуру тоталитаризма, несмотря на явные отступления Горького от марксизма или даже его критику, как, например, в отрицаниях Горького роли буржуазии в культуре, прямо противоречащих «Коммунистическому манифесту».
С другой стороны, в этой же речи Горький критиковал «вождизм», называя его распространённой болезнью своей эпохи, также отстаивая своеобразие культурных традиций нерусских народов СССР.

Каганович Сталину жаловался и на возможное влияние Каменева: 
Ввиду серьезности наших изменений и опасности срыва доклада мы (я, Молотов, Ворошилов и т. Жданов) поехали к нему, и после довольно длительной беседы он согласился внести поправки и изменения. Настроение у него, видимо, неважное. Например: заговорил о детях, что вот-де воспитание плохое, неравенство... Дело, конечно, не в том, что он заговорил о трудностях в этом отношении, а в том, с каким привкусом это говорилось. Мне эти разговоры напомнили т. Крупскую. Мне кажется, что Каменев играет не последнюю роль в формировании этих настроений Горького. О Варейкисе и Юдине он спокойно говорить не может, ругает их вовсю. Статья его, хотя и не напечатана, но гуляет по рукам, и, по словам Крючкова, её уже читали человек 400. Мы сегодня обменивались мнениями и думаем, что лучше, внеся некоторые поправки, напечатать ее, чем допустить ее чтение как нелегальщину.
Горький ввёл Каменева в правление Союза писателей, просил Сталина сделать его «докладчиком по основному вопросу» на съезде писателей, поздравил Каменева с выступлением на XVII съезде ВКП(б): «Сейчас мне сказали, что Вами произнесена блестящая и убедительная речь — страшно рад!»

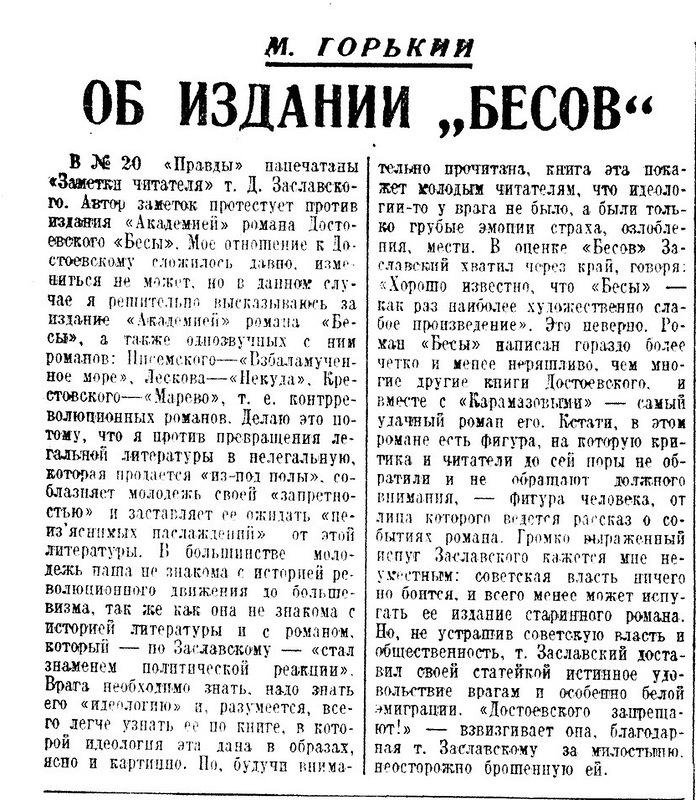
Статья Горького «Об издании „Бесов“» (1935)

Кабинет Крючкова был соединен прямой телефонной линией с кабинетом главы НКВД Генриха Ягоды. Крючков держал Горького в информационной изоляции, отсеивая письма с просьбами о помощи: например, письмо арестованного Каменева Горький не получил.
Будучи приговорён к десяти годам тюрьмы, Каменев написал Горькому письмо, в котором, с одной стороны, подтвердил «признание» на суде и «благословил людей, которые… посадили на скамью подсудимых» и занимаются «перековкой», а с другой, писал: «Но, хочу я Вам сказать, Алексей Максимович, — с Вами я не фальшивил. Мы не говорили с Вами о политике, а когда я говорил Вам о возродившемся во мне чувстве любви и уважения к СТАЛИНУ… — я говорил правду… потому что так сложилась моя история за эти годы, что больше этого сказать мне было некому, потому что я Вас сердечно любил» и попросил оказать своей жене «моральную поддержку»; видимо, Каменев рассчитывал, что Горький будет его не единственным читателем. Крючков не занёс письмо в список полученных писем, но в архиве Горького хранится копия со сделанными Горьким пометками карандашом.
С арестом Каменева положение Горького пошатнулось, а Сталин перестал посещать Горького до приезда Ромена Роллана, что отразилось и в печати: если в начале 1930-х он мягко просил Сталина не переименовывать в честь него Нижний Новгород и не «наказывать ругателей» (критиков Горького), а после 1932 года он стал одной из наиболее авторитетных и недопустимых для критики фигур, то теперь в печати появились статьи с обвинениями. Так, в Academia по инициативе Каменева было подготовлено двухтомное издание романа Достоевского «Бесы», но вышел только первый том и попал под запрет, практически все экземпляры были уничтожены. Тогда же вышла статья Д. Заславского «Литературная гниль», в которой роман назывался «грязнейшим пасквилем, направленным против революции»; запрет романа автором обосновывался высказанными до революции резкими отзывами Ленина и Горького. На возражения Горького Заславский ответил: «…Если быть последовательным, то для знакомства с идеологией классового врага, по Горькому, надо печатать не только старое барахло 60-70 гг., но и современных… Почему ограничиваться старинными романами, а не преподнести нашей публике Арцыбашевых и Сологубов с их гораздо более свежей клеветой против революции?.. Из предложений подобного рода вытекает вывод о пользе издания контрреволюционной литературы Троцкого, Зиновьева, Каменева, известных руководителей правой оппозиции…». Чуковский на это писал в дневнике: «А почему бы и нет? Ведь потребовал же Ленин, чтобы мы печатали Аркадия Аверченко „7 ножей в спину революции“. Ведь печатали же мы Савинкова, Шульгина, генерала Краснова. Я сказал об этом Мирскому. У него и у самого было такое возражение, и он обещал сообщить о нём Горькому». Через три дня печатается «Открытое письмо А. М. Горькому» Панфёрова, в котором он обвиняет Горького не только в предвзятом отношении к нему, Фадееву и другим, но и в защите «клеветника на коммунистов» Зазубрина и «клеветника на советскую литературу» Д. Мирского. Однако вскоре газеты вернулись к славословию.
В 1935 году Горький переслал Ягоде копию письма, которое Ромен Роллан получил от Международного комитета против антипролетарских преследований в России: «Мы пользуемся этим, чтобы напомнить Вам, что волна антипролетарских преследований, начавшаяся после убийства Кирова… продолжает делать жертвы. Не только писатель Виктор Серж, человек, которого Вы всегда защищали, остаётся пригвожденным к месту своей высылки, и сына его заставляют отказаться от отца под угрозой быть выставленным из школы, но только что были вынесены многочисленные приговоры против антифашистских беженцев, которые наивно поверили в гостеприимство русского государства: Гаччи Отелло, Гуернашелли (или Гуернаскелли), Галлигарис». Горький комментирует Ягоде: «Может быть Вы, действительно, найдете возможным выгнать Кибальчича из Союза и возвратить ему рукопись его? Я, разумеется, ничего не советую, но мне кажется, что — так или иначе — следовало бы уничтожить и этот жалкий повод для инсинуаций против Союза со стороны бездельников и негодяев, которым, к сожалению, кто-то верит».
В ряде мемуаров и публикаций, например, в дневнике Роллана, в котором описано его посещение в СССР, говорится, что последний год жизни Горький провёл под наблюдением НКВД или даже под негласным домашним арестом: Роллан описывал постоянное присутствие НКВД при Горьком, а Шкапа писал, что Горький жаловался, что «окружили… обложили… ни взад, ни вперёд». В. В. Иванов писал, что Горький дал отцу книгу об Английской революции, пометками в которой «хотел ему сообщить многое из того, что сказать вслух было бы опасно».
В год смерти Горький пишет письмо Сталину, в котором резко осуждает травлю Дмитрия Шостаковича: «„Сумбур“, а — почему? В чём и как это выражено — „сумбур“? Тут критики должны дать техническую оценку музыки Шостаковича. А то, что дала статья „Правды“, разрешило стае бездарных людей, халтуристов всячески травить Шостаковича. Выраженное „Правдой“ отношение к нему нельзя назвать „бережным“, а он вполне заслуживает именно бережного отношения как наиболее одаренный из всех современных советских музыкантов».
Находясь в эмиграции, Замятин писал: «Горький… большую часть времени проводил на даче, километрах в ста от Москвы. Там же поблизости жил на даче и Сталин, который все чаще стал заезжать к „соседу“ — Горькому. <…> Я думаю, что не ошибусь, если скажу, что исправлением многих „перегибов“ в политике советского правительства и постепенное смягчение режима диктатуры — было результатом этих дружеских бесед. Эта роль Горького будет оценена только когда-нибудь впоследствии».

## Семья и личная жизнь
1. Жена в 1896—1903 гг. — Екатерина Павловна Пешкова (урождённая Волжина) (1876—1965). Развод официально не оформлялся[227]
  1. Сын — Максим Алексеевич Пешков (1897—1934), его жена Надежда Алексеевна Введенская («Тимоша»)
    1. Внучка — Марфа (умерла в 2021 г.)[216], её муж Серго Берия
      1. Правнучки — Нина и Надежда
      2. Правнук — Сергей (носили фамилию «Пешков» из-за судьбы Берии)

    2. Внучка — Дарья (1927—2023), её муж Александр Граве
      1. Правнук — Максим (род. 1950) — советский и российский дипломат
      2. Правнучка — Екатерина
        1. Праправнук — Алексей Пешков, сын Екатерины[228]
        2. Праправнук — Тимофей Пешков, PR-технолог, сын Екатерины[229][230]

  2. Дочь — Екатерина Алексеевна Пешкова (1901—16.08.1906), умерла от менингита[74][96]; была похоронена в Нижнем Новгороде на Казанском кладбище при Нижегородском Крестовоздвиженском монастыре[231].
  3. Приёмный и крёстный сын — Зиновий Алексеевич Пешков (1884—1966), корпусной генерал французской армии, брат Якова Свердлова, крестник Горького, взявший его фамилию, и де-факто приёмный сын, его жена (1) Лидия Бураго
2. Фактическая жена[97][227][232] в 1903—1919 г.г. — Мария Фёдоровна Андреева (1868—1953) — актриса, революционерка, советская государственная и партийная деятельница
  1. Приёмная дочь — Екатерина Андреевна Желябужская (отец — действительный статский советник Андрей Алексеевич Желябужский) + Абрам Гармант
  2. Приёмный сын — Юрий Желябужский (1888—1955, отец — действительный статский советник Андрей Алексеевич Желябужский)
3. Сожительница в 1920—1933 гг. — Мария Будберг (1892—1974) — баронесса, предположительно двойной агент ОГПУ и английской разведки[233]

### Окружение Максима Горького

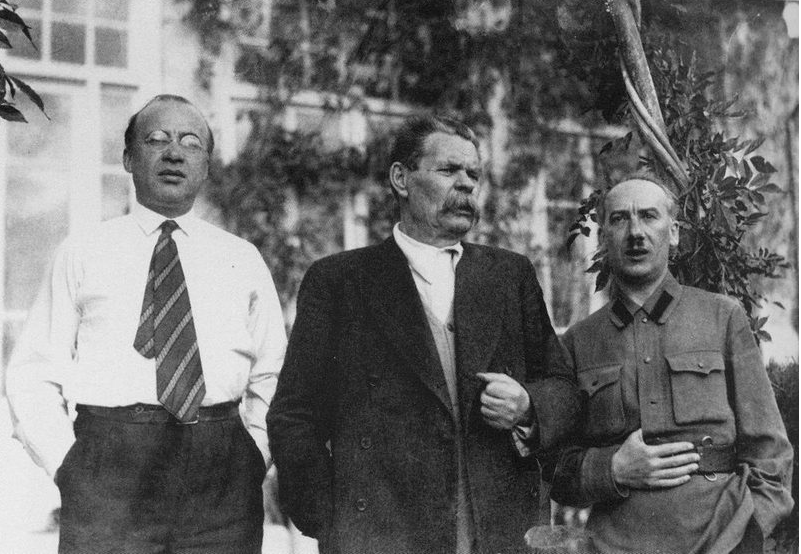
Пётр Крючков, Максим Горький и Генрих Ягода в 1933 году

- Варвара Васильевна Шайкевич — жена А. Н. Тихонова (Сереброва), возлюбленная Горького, предположительно имевшая от него дочь Нину[234]. Факт биологического отцовства Горького считала бесспорным в течение всей жизни и сама балерина Нина Тихонова (1910—1995)[235].
- Александр Николаевич Тихонов (Серебров) — литератор, помощник, друг Горького и Андреевой с начала 1900-х годов[236].
- Иван Ракицкий — художник, проживал в семье Горького на протяжении 20 лет.
- Владислав Ходасевич, его жена Нина Берберова, племянница Валентина Михайловна и её муж Андрей Дидерихс[237].
- Яков Израилевич[238].
- Пётр Крючков — литературный секретарь, затем директор Архива Горького, в 1938 году вместе с Ягодой расстрелян по обвинению в убийстве сына Горького[156].
- Николай Буренин — большевик, член «боевой технической группы» РСДРП, сопровождал в поездке по Америке, музыкант, каждый вечер в США играл для Горького.
- Олимпиада Дмитриевна Черткова («Липа») — медсестра, друг семьи[73].
- Евгений Г. Кякист — племянник Марии Андреевой.
- Алексей Леонидович Желябужский — племянник первого мужа М. Ф. Андреевой, писатель, драматург.

## Концепция бессмертия
«Вообще же смерть, в сравнении с длительностью жизни по времени и с её насыщенностью великолепнейшим трагизмом — момент ничтожный, к тому же лишённый всех признаков смысла. И если это страшно — то страшно глупо. Речи на тему «вечного обновления» и т. д. не могут скрыть идиотизма так называемой природы. Было бы разумнее и экономичней создать людей вечными, как, надо полагать, вечна вселенная, тоже не нуждающаяся в частичном «разрушении и возрождении». О бессмертии или долголетнем бытии необходимо позаботиться воле и разуму людей. Совершенно уверен, что они этого достигнут».
Метафизическая концепция бессмертия — не в религиозном смысле, а именно как физического бессмертия человека, — занимавшая ум Горького на протяжении десятилетий, базировалась на его тезисах о «полном переходе всей материи в психическую», «исчезновении физического труда», «царстве мысли».
Эта тема обсуждалась и была подробно законспектирована писателем в ходе беседы с Александром Блоком, состоявшейся 16 марта 1919 года в Санкт-Петербурге, в издательстве «Всемирная литература», на праздновании мнимого 50-летнего юбилея Горького («юбиляр» убавил себе год). Блок был настроен скептически и заявил, что в бессмертие не верит. Горький в ответ возразил, что число атомов во Вселенной, каким бы невообразимо огромным оно ни было, — всё равно конечно, а следовательно вполне возможно «вечное возвращение». И через многие столетия опять может получиться так, что Горький и Блок снова будут вести диалог в Летнем саду «таким же хмурым вечером петербургской весны». Спустя 15 лет тему бессмертия Горький с прежней убеждённостью обсуждал с врачом, профессором А. Д. Сперанским.
По возвращении в СССР в 1932 году, Горький обратился к Сталину с предложением создать Всесоюзный институт экспериментальной медицины (ВИЭМ), который занимался бы, в частности, и проблемой бессмертия. Сталин поддержал просьбу Горького, институт был в том же году создан в Ленинграде на базе прежде существовавшего Императорского института экспериментальной медицины, основанного принцем Ольденбургским, являвшимся попечителем института до февраля 1917 года. В 1934 году институт ВИЭМ был переведён из Ленинграда в Москву. Одной из приоритетных задач института было максимальное продление человеческой жизни, эта идея вызвала сильнейший энтузиазм Сталина и других членов Политбюро. Сам Горький, будучи тяжело больным человеком, относясь к собственной неотвратимо приближающейся смерти равнодушно, иронически и даже презирая её, верил в принципиальную возможность достижения научными средствами человеческого бессмертия. Друг и врач Горького, заведующий отделом патофизиологии ВИЭМ, профессор А. Д. Сперанский, с которым Горький постоянно вёл доверительные беседы о бессмертии, считал в разговоре с писателем максимальным научно обоснованным пределом продолжительности жизни человека, и то в отдалённой перспективе, 200 лет. Однако профессор Сперанский прямо сказал Горькому, что сделать человека бессмертным медицина не сможет никогда. «Плохая ваша медицина», — вздохнул Горький с большой обидой за возможности идеального человека будущего.

## Горький и другие народы
В дореволюционный период Горький стремился обращать внимание на культуру других национальностей Российской империи:
В России есть украинская литература и наука — с каждым годом она цветет и зреет все ярче; зачинается культурное движение в Белоруссии и среди казанских татар; нам слишком мало известна духовная деятельность финнов, мы ничего почти не знаем о том, как живут армяне, грузины, латыши, эсты и литовцы; что знают широкие массы грамотных людей русских о духовной жизни Польши, культурной деятельности евреев?
Вместе с В. Брюсовым Горький был главным редактором издательства «Парус», выпустившего сборники финской, латвийской и армянской литературы.

### Горький и еврейский вопрос
В жизни и творчестве Максима Горького еврейский вопрос занимал значительное место. Для современного мирового еврейства Горький традиционно — самый почитаемый из советских писателей нееврейского происхождения.
Одним из девизов жизни Горький признавал слова еврейского мудреца и законоучителя Гиллеля: «Если я не за себя, то кто же за меня? А если я только за себя, то что же я?» Именно эти слова, по убеждению Горького, выражают самую суть коллективного идеала социализма.
В 1880-х годах писатель в очерке «Погром» (впервые опубликован в сборнике «Помощь евреям, пострадавшим от неурожая», 1901) с гневом и осуждением описал еврейский погром в Нижнем Новгороде, свидетелем которого он стал. А тех, кто громил еврейские жилища, изобразил выразителями «тёмной и озлобленной силы».
В 1914 году, в ходе Первой мировой войны, когда евреев массово выселяли из прифронтовой зоны русско-германского фронта, по инициативе Горького было создано Русское общество для изучения еврейской жизни и в 1915 году начат выпуск публицистического сборника «Щит» в интересах защиты евреев.
Горький написал несколько статей о евреях, где не только возвысил еврейский народ, но и объявил его основоположником идеи социализма, «движителем истории», «дрожжами, без которых невозможен исторический прогресс». В глазах революционно настроенных масс такая характеристика выглядела тогда весьма престижно, в охранительных консервативных кругах — вызвала насмешку.
Применительно к лейтмотиву своего творчества Горький нашёл в евреях тех самых «идеалистов», которые не признавали утилитарного материализма и во многом соответствовали его романтическим представлениям о «новых людях».
В 1921—1922 годах Горький, пользуясь своим авторитетом у Ленина и Сталина, лично помог 12 еврейским писателям во главе с крупным сионистом, поэтом Хаимом Бяликом эмигрировать из Советской России в Палестину. Вследствие этого события Горького причисляют к деятелям, стоявшим у истоков выезда советских евреев на исторические территории Земли обетованной.
В 1906 году, выступая на еврейском митинге в Нью-Йорке, Горький произнёс речь, которая затем была опубликована статьёй под названием «О евреях» и вместе со статьёй «О „Бунде“» и очерком «Погром» составила вышедшую в том же году отдельным изданием книгу Горького, посвящённую еврейскому вопросу. В нью-йоркской речи Горький, в частности, заявил: «В продолжение всего тяжёлого пути человечества к прогрессу, к свету, на всех этапах утомительного пути еврей стоял живым протестом, исследователем. Он всегда был тем маяком, на котором гордо и высоко разгорался над всем миром неослабный протест против всего грязного, всего низкого в человеческой жизни, против грубых актов насилия человека над человеком, против отвратительной пошлости духовного невежества». Далее в своей речи с трибуны Горький распространялся о том, что «одна из причин ужасной ненависти к евреям — это то, что они дали миру христианство, подавившее в человеке зверя и разбудившее в нём совесть — чувство любви к людям, потребность думать о благе всех людей».
Впоследствии учёные и историки много спорили о странном понимании Горьким христианства как иудейской религии — некоторые списывали это на отсутствие у писателя базового образования по Закону Божьему и знаний в религиоведении, другие считали необходимым делать поправку на исторический контекст. Вместе с тем интерес учёных и литературоведов вызывали также интерес Горького к Ветхому Завету и, в особенности, к Книге Иова.
В дореволюционной России отдельные литературные критики подозревали Горького и в антисемитизме. Поводом к таким предположениям послужили слова некоторых персонажей писателя — например, Григория Орлова в первой редакции рассказа «Супруги Орловы». Под «антисемитским» углом частью критиков воспринимался и рассказ «Каин и Артём». Литературоведы более позднего периода отмечали, что рассказ амбивалентен, то есть даёт возможность множественных интерпретаций, извлечения разных смыслов — даже противоположных, при том что подлинный авторский замысел был известен только Горькому.
В предисловии к сборнику «Горький и еврейский вопрос», изданном в 1986 году на русском языке в Израиле, его авторы-составители Михаил (Мелех) Агурский и Маргарита Шкловская признавали: «Вряд ли найдётся русский культурный или общественный деятель XX века, который бы в такой мере, как Максим Горький, был знаком с еврейскими проблемами, с еврейскими культурными ценностями, еврейской историей, политическими и духовными исканиями еврейского народа».

### Горький и Армения
В 1910-е годы Горький начал проявлять значительный интерес к истории, культуре Армении и армянского народа, посвятив ему свои произведения, например, выпустил в 1916 году «Сборник армянской литературы». Он также не был безразличен к судьбе армян, категорически осуждал массовые убийства и резню мирного армянского населения в Османской империи, происходившие в XIX и начале XX веков.

### Горький и Украина
Горький обращал внимание на национальные меньшинства и национальные движения народов Российской империи, в том числе и на украинскую культуру и украинское национальное движение:

В России есть украинская литература и наука — с каждым годом она цветет и зреет все ярче; зачинается культурное движение в Белоруссии и среди казанских татар; нам слишком мало известна духовная деятельность финнов, мы ничего почти не знаем о том, как живут армяне, грузины, латыши, эсты и литовцы; что знают широкие массы грамотных людей русских о духовной жизни Польши, культурной деятельности евреев?
Горький был знаком с творчеством Котляревского, Гулак-Артемовского, Квитки-Основьяненко, П. Кулиша, Шевченко; в одном из писем писал, что в 1897—1898 годы читал произведения последнего крестьянам вслух. В 1906 году в романе «Мать» он сделал одним из друзей революционера Павла Власова украинца Андрея Находку, провозглашающего идеи интернационализма, хотя его роль как персонажа, как пишет Ричард Фриборн, Горький уменьшил в последующих редакциях. В 1912 году Горький ответил на анкету журнала Петлюры «Украинская жизнь», в ответе осудив высказывания Петра Струве о необходимости борьбы с национальными движениями и «украинством» во имя неделимой «Великой России», говорящей на едином русском языке, позже национальной политике Российской империи посвятил одну из сатирических сказок в цикле «Русские сказки»: в ней русский барин пристаёт к еврею, грузину и украинцу с требованием признать своё превосходство и «не нарушать целостность империи»; те лишь оставляют его в «горизонтальном положении». Горький общался с некоторыми украинскими деятелями, в том числе с писателем Коцюбинским, которому посвятил очерк, и историком и политиком Грушевским, работы которого Горький ценил, с которым он обсуждал выход сборника украинской литературы в издательстве «Парус» в рамках подобных сборников. Горький заказал предисловие Грушевскому и статью про современную украинскую литературу С. Ефремову, предлагал создать украинский отдел в газете, объединившей бы всех «пораженцев»; с Грушевским Горький обсуждал издание научно-популярной книги «Украина и Москва в их духовной жизни». Большая часть их переписки утрачена; известно письмо Грушевского Горькому от 26 января 1926 года, в котором первый предлагает встретиться в Москве.
В 1926 году Горький отказал в разрешении писателю А. Слисаренко выполнить сокращённый перевод романа «Мать», назвав украинский язык «наречием», которое «стремятся сделать „языком“», при этом через год дав разрешение на перевод другому издательству, а в 1928 году дав разрешение А. Варавве напечатать его перевод и похвалил его, сославшись на «отзыв» «друга, художника — украинца». Слисаренко опубликовал письмо Горького с ответом, после чего Горького осудили ряд украинских эмигрантов (в том числе В. Винниченко) и советский писатель М. Хвылевой в журнале «ВАПЛИТЕ». В 1928 году на встрече с писателями УССР Горький назвал произошедшее «результатом того, что мы со Слисаренко поссорились». В письме М. Могилянскому писал, что «не националист, но хотел бы, чтоб все люди говорили одним языком, безразлично каким, хотя бы — латинским».

## Оценки

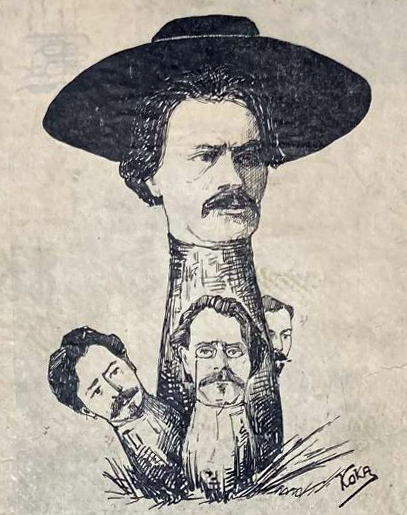
М. Горький и «подмаксимовики». Карикатура на М. Горького и его подражателей. Слева направо: Л. Андреев, С. Скиталец, И. Бунин

В этом разделе приведены отзывы о личности и творчестве Горького в порядке от отрицательных к положительным, не считая последних трёх; отзывы о личности писателя предшествуют отзывам о его творчестве. Последние три отзыва принадлежат современным литераторам.
Иван Бунин, выигравший у Горького конкуренцию за Нобелевскую премию по литературе, признавал «мастеровитость» Горького, но не видел в нём крупного таланта, и его мировую славу считал «беспримерной по незаслуженности». В письме к Алданову Бунин писал: «Я только что прочёл — впервые — „Мои университеты“ Горького. Это нечто совершенно чудовищное — не преувеличиваю! — по лживости, хвастовству и по такой гадкой похабности, которой нет равной во всей русской литературе!» Много раз в эмиграции он публично критиковал Горького за богемный образ жизни, долгое проживание в комфортных условиях на европейских курортах, наличие неумеренно большой для пролетарского писателя собственности в России, театральное поведение в обществе. В компаниях литераторов и других творческих деятелей Горький, по наблюдениям Бунина, держался нарочито угловато и неестественно, «ни на кого из публики не глядел, сидел в кружке двух-трёх избранных друзей из знаменитостей, свирепо хмурился, по-солдатски (нарочито по-солдатски) кашлял, курил папиросу за папиросой, тянул красное вино, — выпивал всегда полный стакан, не отрываясь, до дна, — громко изрекал иногда для общего пользования какую-нибудь сентенцию или политическое пророчество и опять, делая вид, что не замечает никого кругом, то хмурясь, то барабаня большими пальцами по столу, то с притворным безразличием поднимая вверх брови и складки лба, говорил только с друзьями, но и с ними как-то вскользь, — хотя и без умолку…» Упоминалось также о грандиозном банкете, который в декабре 1902 года в московском ресторане закатил Горький после премьеры в МХТ своей пьесы «На дне», посвящённой нищим, голодным и оборванным обитателям ночлежек.
Василий Розанов характеризовал зрелого Горького как «наглого мастерового», отмечая, что тот был таким не всегда — «он родился скромным, с душою и с некоторым талантом». Горького-писателя по убеждению Розанова погубило сотрудничество с оппозиционно настроенными литераторами и редакторами. Он считал Горького фигурой несамостоятельной, управляемой революционно настроенным окружением: «Сам Горький, человек совершенно необразованный, едва только грамотный, или ничего не думал, или очень мало думал: за него думали другие, „лысые старички“ и „неспособные радикалы“».
Юлий Айхенвальд в 1900-е годы упрекал Горького в пошлости, однообразии, резонёрстве, банальности, плоских афоризмах и притчах, к месту и не к месту изрекаемых персонажами. По мнению Айхенвальда, герои Горького не производят впечатления реальных людей; они сделаны по одному шаблону, не имеют индивидуального языка, говорят «одинаково складно и ладно, хитро, красно, с вывертами и каламбурами». Айхенвальд характеризует Горького как мелкого интеллигента, который, несмотря на богатый жизненный опыт, не смог преодолеть мертвящей книжности. «Колеблясь между природой и образованностью, он ушёл от стихийного невежества и не пришёл к истинному и спокойному знанию, и весь он представляет собою какой-то олицетворённый промежуток, и весь он поэтому, в общей совокупности своего литературного дела, рисуется нам как явление глубоко некультурное». Тогда же, в 1900-е годы, весьма схожие оценки давал Корней Чуковский.
В отсутствии культуры упрекала Горького Зинаида Гиппиус: «Меня же Горький и не ранит (я никогда его не любила) и не удивляет (я всегда видела его довольно ясно). Это человек прежде всего не только не культурный, но неспособный к культуре внутренне».
Владимир Набоков в своих лекциях по русской литературе писал, что художественный талант Горького не имеет большой ценности, но Горький не лишён интереса как яркое явление русской общественной жизни. Набоков считал, что от, по его мнению, посредственных произведений Горького «всего один шаг до так называемой советской литературы», однако оценка и развёрнутая характеристика произведений Горького Набоковым даны лишь на основе раннего рассказа «На плотах».
Дмитрий Мережковский: «Все лирические излияния автора, описания природы, любовные сцены — в лучшем случае посредственная, в худшем — совсем плохая литература. <…> Но те, кто за этою сомнительною поэзией не видит в Горьком знаменательного явления общественного, жизненного, — ошибаются ещё гораздо больше тех, кто видит в нём великого поэта». Он же давал и более положительную оценку: «В произведениях Горького нет искусства; но в них есть то, что едва ли менее ценно, чем самое высокое искусство: жизнь, правдивейший подлинник жизни, кусок, вырванный из жизни с кровью и телом <…> Он открыл новые неведомые страны, новый материк духовного мира».
Подобным же образом характеризовал Горького Борис Зайцев в 1932 году: «Невелик в искусстве, но значителен, как ранний Соловей-Разбойник». Зайцев отмечает плохое образование Горького, безвкусицу, несоответствие образа жизни заявленным ценностям.
Владислав Ходасевич, не склонный давать высокие оценки знакомым литераторам, высоко оценил Горького: «В отличие от очень многих, он не гонялся за славой и не томился заботой о её поддержании; он не пугался критики, так же как не испытывал радости от похвалы любого глупца или невежды; он не искал поводов удостовериться в своей известности, — может быть потому, что она была настоящая, а не дутая; он не страдал чванством и не разыгрывал, как многие знаменитости, избалованного ребёнка. Я не видел человека, который носил бы свою славу с большим умением и благородством, чем Горький.»
Георгий Адамович, один из наиболее известных критиков эмиграции, дал такую оценку: «Был ли это очень большой писатель? Наиболее требовательные и компетентные из сверстников Горького оспаривали такое утверждение, оспаривают его и до сих пор. Следующее поколение отнеслось к Горькому иначе. На расстоянии открылась самая значительная в нём черта: наличие исключительной натуры, самобытной и щедрой личности. <…> В Горьком важно то, что это — первоисточник творчества. За каждой его строкой чувствуется человек, с появлением которого что-то изменилось в мире…» «…Он всегда претендовал — и претендовал основательно — на авторитет не только узкохудожественный, но и моральный… он был у самой черты духовного величия — и потерпел под конец жизни ужасное крушение…»
Юрий Анненков, художник и литератор, близко знавший Горького, оставил такие воспоминания: «Горький-художник отличался полным отсутствием профессиональной ревности, весьма свойственной, к сожалению, художественной среде. Величайшей для него радостью бывало найти, поддержать и выдвинуть новое литературное дарование. <…> Поиски молодых талантов, забота о поддержке нового поколения писателей не покидали Горького до его последних дней, причём он никогда не пытался прививать им свои литературные вкусы и взгляды: он всегда стремился помочь им выявить их собственную индивидуальность. Больше, чем кто-либо другой, он сделал для группы „Серапионовых братьев“ (Лев Лунц, Константин Федин, Михаил Зощенко, Михаил Слонимский, Николай Никитин) и для других „попутчиков“: Бориса Пильняка, Всеволода Иванова, Исаака Бабеля. Очень любил Горький Евгения Замятина, Виктора Шкловского, Юрия Олешу и Валентина Катаева».
Лев Толстой в 1900 году писал Горькому: «Я очень, очень был рад узнать вас и рад, что полюбил вас. Аксаков говорил, что бывают люди лучше (он говорил — умнее) своей книги и бывают хуже. Мне ваше писанье понравилось, а вас я нашел лучше вашего писания». Однако уже в 1909 году он говорил Душану Маковицкому: «Перечитывал Горького. Он мне был тогда несимпатичен. Боялся, что я несправедлив. Нет, не изменилось моё мнение».
Александр Куприн, сотрудничавший со «Знанием», но разорвавший отношения с Горьким после революции, оставил о нём противоречивые отзывы: в одной статье он признаётся, что в прошлом считал Горького самым талантливым из современных ему русских писателей. В других называет его безвкусным, малограмотным, упрекает в «куцем мышлении».
Чехов во многих письмах с симпатией отзывался о Горьком, признавая его незаурядный талант. Из письма А. И. Сумбатову-Южину, 26 февраля 1903 г.:
«…о Горьком судить трудно, приходится разбираться в массе того, что пишется и говорится о нём. Пьесы его „На дне“ я не видел и плохо знаком с ней, но уж таких рассказов, как, например, „Мой спутник“ или „Челкаш“, для меня достаточно, чтобы считать его писателем далеко не маленьким. „Фому Гордеева“ и „Трое“ читать нельзя, это плохие вещи, и „Мещане“, по-моему, работа гимназическая, но ведь заслуга Горького не в том, что он понравился, а в том, что он первый в России и вообще в свете заговорил с презрением и отвращением о мещанстве, и заговорил именно как раз в то время, когда общество было подготовлено к протесту. И с христианской, и с экономической, и с какой хочешь точки зрения мещанство большое зло, оно, как плотина на реке, всегда служило только для застоя, и вот босяки, хотя и не изящны, хотя и пьяны, но все же надежное средство, по крайней мере оказалось таковым, и плотина, если и не прорвана, то дала сильную и опасную течь. Не знаю, понятно ли я выражаюсь. По-моему, будет время, когда произведения Горького забудут, но он сам едва ли будет забыт даже через тысячу лет. Так я думаю, или так мне кажется, и быть может, я и ошибаюсь».
 Бунин вспоминает, что Чехов и критически отзывался о Горьком: «Не понимаю, почему вы и вообще вся молодежь без ума от Горького? Вот вам всем нравится его „Буревестник“, „Песнь о соколе“… Но ведь это не литература, а только набор громких слов…»
Лев Троцкий писал в некрологе: «На самом деле Горький войдет в книгу русской литературы, как непререкаемо ясный и убедительный пример огромного литературного таланта, которого не коснулось, однако, дуновение гениальности».
Александр Блок в 1907 году, во время появления в критике (см. ниже) штампа «конец Горького», писал: «… если и есть реальное понятие „Россия“, или, лучше, — Русь, — помимо территории, государственной власти, государственной церкви, сословий и пр., то есть если есть это великое, необозримое, просторное, тоскливое и обетованное, что мы привыкли объединять под именем Руси, — то выразителем его приходится считать в громадной степени — Горького. <…> Но Горький больше того, чем он хочет быть и чем он хотел быть всегда, именно потому, что его „интуиция“ глубже его сознания: неисповедимо, по роковой силе своего таланта, по крови, по благородству стремлений, по „бесконечности идеала“ (слова В. В. Розанова) и по масштабу своей душевной муки, — Горький — русский писатель».
Евгений Замятин в 1918 году назвал Горького одним из крупнейших писателей русского реализма, но отметил, что он «стал реалистом, в сущности, только в последние годы. Жизнь, как она есть, в подлинности и реальности — дана у него только в последних рассказах — в „Ералаше“. Раньше — прикрашенные — может быть, и очень красивые — но не живые, не настоящие, а романтизированные босяки; раньше — тенденциозный период».
Гайто Газданов называл Горького «чрезвычайно талантливым писателем, умным и безупречно порядочным человеком», писал, «что он, в сущности, принадлежит весь к дореволюционному периоду и непосредственно связан с девятнадцатым веком», а стиль Горького считает уникальным. Сотрудничество с советской властью Газданов объясняет политической наивностью.
Андрей Синявский, писатель, литературовед и советский диссидент, давал следующую оценку в 1988 году: «По складу ума и таланта Горький — невероятно пытливый автор. Он движим желанием понять людей, постичь действительность. И потому он непросто изображает то, что видит вокруг, или то, что вспоминает, как это делали и делают средней руки беллетристы-реалисты, а докапывается и доискивается до правды, которую иногда находит, а иногда теряет. Когда он теряет правду, не понимает или перестает понимать действительность, или когда он делает вид, что её не понимает, он становится истинным художником».
Ромен Роллан в 1918 году писал Горькому: «Вы были словно высокая арка, переброшенная между двумя мирами — прошлым и будущим, а также между Россией и Западом».
По мнению Вячеслава Пьецуха, значимость Горького как писателя в советскую эпоху была гипертрофирована с идеологических позиций. «В сущности, Горький не был ни хитрецом, ни злодеем, ни ментором, впавшим в детство, а был он нормальный русский идеалист, склонный додумывать жизнь в радостном направлении, начиная с того момента, где она принимает нежелательные черты», отмечал Пьецух в эссе «Горький Горький». Дореволюционного Горького литературоведы называли «одним из лучших экспонатов в витрине музея молодого российского либерализма и демократии», вместе с тем в пророческом пафосе «Старухи Изергиль» усматривалось далеко не безобидное ницшеанство.
Дмитрий Быков, выпустивший биографию писателя, находит его человеком, «обделённым вкусом, неразборчивым в дружбах, тщеславным, склонным к самолюбованию при всём своём облике Буревестника и правдолюбца», но вместе с тем называет сильным, хотя и неровным, писателем, которого хочется читать и перечитывать на новом переломе русского исторического пути. В начале XXI века, отмечает Быков, когда общепринято как можно больше потреблять и как можно меньше при этом думать, вновь стали привлекательны и спасительны романтические идеалы Горького, мечтавшего о «новом типе человека, сочетающего силу и культуру, гуманность и решимость, волю и сострадание».
Литературовед Павел Басинский, выделяя мощный интеллект Горького и чрезвычайно быстро приобретённые им после босяцкого, необразованного детства фантастически широкие, энциклопедические познания, многолетнее служение Горького догматике социализма и «коллективного разума», называет самым ценным и трудно объяснимым в его мировоззрении гуманистическую идею Человека, а самого Горького — создателем новой, постмодернистской «религии Человека» (только в этом революционном смысле надо понимать парадокс «богостроительства» писателя). Искусство изучать в своих произведениях Человека и противоречивую людскую природу изнутри сделали писателя, по оценке Басинского, «духовным вождём своего времени», образ которого сам Горький создал в «Легенде о Данко».

## Творчество

### Оценки творчества и деление на периоды
Творчество Максима Горького вызвало множество неоднозначных оценок современников. Так, Антон Чехов писал: «По-моему, будет время, когда произведения Горького забудут, но он сам едва ли будет забыт даже через тысячу лет». Он же хвалил Горького за «какой-то невыдержанный, залихватский талант» и в то же время очень часто критиковал его произведения. Противоречивые отзывы оставил и известный критик Д. П. Святополк-Мирский, в начале 1920-х положительно о нём отзывавшийся только как об авторе «автобиографической трилогии» и «Заметок из дневника», однако после прочтения романа «Дело Артамоновых» резко изменивший мнение на очень положительное и вернувшийся с ним в Россию. Противоречивые оценки о Горьком оставил и Лев Толстой.
Иногда противоречивые отзывы могли быть вызваны не только уровнем творчества Горького, но и его политическими взглядами и положением «главного советского писателя». Например Александр Куприн, положительно отзывавшийся о Горьком до революции, крайне резко о нём отзывается после неё. Отрицательно отзывался о его творчестве Владимир Набоков, видевший в нём не только посредственного писателя, но и основателя «так называемой советской литературы». Противоречивая репутация у творчества Горького сохраняется и сейчас, главным образом из-за его политической биографии и идеализации в эпоху сталинизма как к «основателю соцреализма» и становления к нему отношения как к «официальному писателю», обслуживающему государство и правящую партию, хотя, как считает Армин Книгге, такое отношение несправедливо, и что, в частности, «сталинистом он никогда не был». Главным образом это касается Запада, где, однако, в последнее время его произведения постепенно переиздаются и возвращаются на сцену. Примером современных негативных отзывов о Горьком можно назвать статьи Бориса Парамонова «Плебей на пути к культуре» и «Насилие и ложь» (см. другие оценки выше), опубликованных «Радио Свобода» в 2013 и 2018 годах. Взгляды Парамонова на Горького и на соцреализм критиковались и до выхода этих статей.
Борис Куприянов считает, что репутация Горького пострадала главным образом из-за «вульгарных идеологических трактовок, убивающих и выхолащивающих смысл» его произведений и «из-за насаждения образа Горького как простого, прямого старика с тростью, в пальто, с ницшеанскими усами, автора обязательной, но неинтересной школьной литературы».
Нужно заметить, что и благосклонные критики, включая Д. Быкова и Д. Мирского, отмечают «неровность» Горького и склонны делить его творчество на периоды. Так, Мирский делит Горького на период ранних рассказов (последним рассказом «хорошего Горького» он считал «Двадцать шесть и одна»), «средний» период, автобиографический и послереволюционный. В каждом из периодов он прослеживает радикальные изменения в творчестве Горького. В частности, в цикле «Рассказы 1922—1924 годов» и рассказах 1920-х годов он замечает «очень несвоевременный интерес к человеческой психологии». Эти изменения отмечал в своих письмах и сам Горький, часто сам оценивавший свои произведения.
Эту особенность творчества Горького проследили и современники (такие как А. Воронский, К. Чуковский, Д. Философов и др.) в своих рецензиях на его произведения.

### Ранний период. «Очерки и рассказы» (1890-е годы)
В 1890-е годы Горький обретает славу как автор связанных с ницшеанством романтических рассказов, чаще всего о «босяках». Часть из них Горький никогда не переиздавал, а часть рассказов составили первую книгу Горького «Очерки и рассказы». В книгу вошли самые известные рассказы Горького 1890-х годов, такие как «Макар Чудра», «Старуха Изергиль», «Челкаш», «Мой спутник», «Однажды осенью», «Супруги Орловы», «Бывшие люди». По мнению Мирского, начиная с рассказа «Челкаш» Горький «отказывается от традиционного набора форм своих рассказов о цыганах и
разбойниках» и переходит к сочетанию реализма и романтизма, а начиная с «Бывших людей» (1897) в произведениях доминируют реализм и «философские» разговоры персонажей, которые, как он пишет, в дальнейшем лишили его мастерства композиции. «Двадцать шесть и одна» (1899), по мнению Мирского, завершил ранний период и стал ранним шедевром Горького: «Рассказ жестоко реалистичен, но он пересекается таким мощным потоком поэзии, такой убежденной верой в красоту, свободу, естественное благородство человека; повествование ведется с такой точностью, с такой достоверностью, что сомнений не остается: это шедевр. Шедевр, который ставит… молодого Горького, среди подлинных классиков нашей литературы. Но по своей совершенной красоте рассказ… остается единственным, и это последний рассказ хорошего раннего Горького, — последующие четырнадцать лет Горький скитался по скучным и бесплодным лабиринтам».

### 1899—1905. «Фома Гордеев», «На дне»
В 1899 году Горький выпустил свой первый роман «Фома Гордеев», затем выпустил роман «Трое». Тогда же вышла первая пьеса Горького «Мещане». Хотя первый роман Горького высоко оценил Джек Лондон, в критике он был встречен главным образом негативно. Некоторые критики писали, что Горький повторяет Островского; М. Чуносов писал, что Горький в ущерб художественной составляющей пытается убедить читателя в несостоятельных и внутренне противоречивых идеях, которые он пытается противопоставить «мещанству», от чего, в частности, сильно страдает образ главного героя (похожую оценку он дал и пьесе «Мещане»); Корней Чуковский писал, что в романе «все, даже ростовщики и пьяные девки, непременно говорят афоризмами»; Мирский писал о характерном для всех дореволюционных романов Горького «полном исчезновении композиционного мастерства» и неумеренном многословии в разговорах о «смысле жизни». В одном из своих писем Чехов писал: «„Фома Гордеев“ написан однотонно, как диссертация. Все действующие лица говорят одинаково; и способ мыслить у них одинаковый. Все говорят не просто, а нарочно; у всех какая-то задняя мысль; что-то не договаривают, как будто что-то знают; на самом деле они ничего не знают, а это у них такой façon de parler — говорить и не договаривать. Места в „Фоме“ есть чудесные…»; «„Фому Гордеева“ и „Трое“ читать нельзя, это плохие вещи, и „Мещане“, по-моему, работа гимназическая».
Пьесы этих лет, в том числе «Мещане», «На дне» и «Дети солнца», стали самыми известными пьесами Горького и ставятся и сейчас. «На дне» прочно входит в мировой репертуар и имеет мировое признание.

### «Конец Горького» и богостроительство. «Мать»
С началом революции 1905 года творчество Горького в большей степени политизируется; Горький постепенно уходит от прежних идеалов, ориентируясь на рабочий класс, а не на босячество, стремясь поддержать его в борьбе за демократическую революцию в России, а в более долгой перспективе надеясь увидеть его силой, преображающей человечество; содержание определяют потребность в ведении политической пропаганды и богостроительские идеи. Знаковыми произведениями этого периода стали «Человек» и ставший очень известным роман «Мать» (1906), повествующий о преображении матери из забитой женщины в антиправительственного активиста под влиянием сына — рабочего-революционера; последний как идеальный герой должен был стать центральным персонажем в ненаписанном произведении «Сын». В литературной среде роман оценил только Л. Андреев, Ленин назвал «своевременным», хвалебный отзыв прислал Каутский. После «Матери» Горький выпустил связанные между собой повести «Жизнь ненужного человека» и «Исповедь». В «Исповеди» наиболее ярко отразились идеи богостроительства, за что Горького резко критиковал Ленин; в этом произведении частично воплотился замысел «Сына». Роман «Мать» сам Горький считал одним из наименее удачных произведений, и с этим была согласна и литературная критика, писавшая о «конце Горького». «Жизнь ненужного человека» и «Исповедь» получили более положительные оценки, однако Горького продолжил критиковать Корней Чуковский за схематичность персонажей и стремление свести их к какой-то одной произносимой ими идее и за желание подчинить произведение идеологии в ущерб художественной составляющей.
Роман «Мать» был «канонизирован» в СССР как «первое произведение соцреализма». Хотя о нём негативно высказывались и современные критики, в то же время выделяя и положительные его качества, он остаётся одним из самых известных произведений Горького, а в 2016 году его положительно оценил журнал The Spectator. Павел Басинский называет его «попыткой написать новое Евангелие» и «произведением спорным, но интересным».

### 1910-е годы. «Городок Окуров», «Детство. В людях. Мои университеты», «По Руси»
Крупные произведения Горького, написанные до 1910 года, часто критикуют за неспособность создать подробный психологический портрет персонажа, показать развитие персонажей и излишнюю тенденциозность. Однако начиная с повести «Городок Окуров», Горький строит крупные произведения не как «центростремительные» романы, а как хроники с множеством лиц. Уменьшается и дидактизм произведений: после выхода «Городка Окурова» часть критиков говорила об отказе Горького от «партийной тенденции». Некоторые считали возможными даже перерождение из Горького-«эсдека» в «Горького-буржуа» и поворот к национализму. Как писал М. С. Королицкий о романе «Жизнь Матвея Кожемякина», хотя мировоззрение Горького не изменилось, вместо «социал-демократических увлечений» и «доктринёрства» появляется «чувство известной как бы умиротворённости, в противоположность к тому острому протестующему чувству, какое звучало в произведениях первого периода…» Корней Чуковский писал, что начиная с «Окурова» Горький исправляет в себе прежние художественные недостатки, в том числе что «там почти не говорят афоризмами». Что касается сменившегося пафоса, то это Чуковский объясняет окончательной сменой индивидуалистических позиций 1890-х годов на коллективистские. Новые произведения он тесно связывает с выходом статьи «Разрушение личности»: по его мнению, в образе Бурмистрова Горький критикует ранее воспетые им идеалы в образах «босяков» и Соколов как «нигилистически-индивидуалистические». Помимо того, Чуковский пишет, что Горький критикует «не народную, а хулигано-мещанскую» русскую революцию, а причины её провала он видит в том самом индивидуализме и в том, «что что иною революция и быть не могла среди этих обглоданных нуждою, забитых и побитых людей». Луначарский тогда же писал, что ницшеанские позиции Горький сменил на марксистские. Святополк-Мирский, однако, продолжает критиковать Горького за перегруженность диалогами и недостаток действия.
Возрастает автобиографизм произведений. В 1913—1917 годы он пишет автобиографические повести «Детство» и «В людях» и цикл рассказов «По Руси», написанный по воспоминаниям Горького о путешествиях по России в молодости. Критики, говоря о «По Руси», отмечали преодоление Горьким «эсдековской схематичности», выделяли сочетание социального протеста и описания тяжёлых картин русской жизни вместе с жизнеутверждающим оптимистичным пафосом, что что «герои рассказов не спорят, не размышляют о жизни, а живут». По мнению Евгения Замятина, только после «По Руси» Горький стал «великим реалистом».
Говоря о пафосе «Детства», Чуковский пишет: «Словом, все мировоззрение Горького зиждется на этом единственном догмате: человек есть существо изъязвленное, и нужно уврачевать его язвы, ибо в мире нет ничего драгоценнее, чем этот стонущий и плачущий калека… До какой чеховской евангельской тихости дошел этот бурнейший поэт! Если он отрекся от прежнего бунта, то именно — ради борьбы, ради творческой, веселой работы… Работой спасется мир…». Святополк-Мирский пишет об автобиографии: «В этих произведениях Горький — реалист, великий реалист, наконец освободившийся от накипи романтики, тенденциозности и догмы. Он наконец-то стал объективным писателем… Автобиографическая серия Горького представляет мир уродливым, но не безнадежным, — просвещение, красота и сострадание являются теми целительными моментами, которые могут и должны спасти человечество».
В 1907—1916 годы Горький изменяется и как драматург: в это время он пишет пьесы с пытается создать «мелодраму нового типа». Л. А. Спиридонова пишет, что «в 1907—1916 годах вместо общественно-политической драмы Горький пытался создать новую драматическую форму, которая отличалась от мелодрамы серьёзностью поднимаемых в ней философских и мировоззренческих вопросов: о человеке и смысле его жизни, о вере и неверии, истине и лжи, подлинных и мнимых ценностях, гуманизме и насилии, пассивности и активности жизненной позиции человека». Она же считает, что «человек во всей сложности его личности» был важнее общественно-политических процессов для Горького-драматурга 1910-х годов.
Редакторы сайта «Полка» считают пьесу «Старик» выдающимся произведением Горького.

### После 1917. «Рассказы 1922—1924 годов», «Дело Артамоновых», «Жизнь Клима Самгина»
После Октябрьской революции Горький проникается пессимизмом и уезжает за границу. В это время он считает нужным поменять манеру письма: «я слишком увлекаюсь их внешней необычностью, и это делает меня рассказчиком, а не исследователем… тайн человеческой души, загадок жизнии». В это время он сближается с модернистским направлением: в произведениях послереволюционного периода отмечают приёмы, близкие модернизму и авангарду, отмечают влияние Достоевского и растущий интерес к человеческой психологии. Одним из наиболее экспериментальных произведений Горького становится неоконченная повесть «Сон».
Одним из первых результатов творческих поисков Горького становится цикл рассказов «Рассказы 1922—1924 годов». Нина Берберова считала цикл плодом «лучшего» периода «во всей творческой истории Горького», называя цикл «рассказами-снами, рассказами-видениями, рассказами-безумствами». Ядром цикла, как пишет Быков, являются первый и последний рассказы в цикле, «Рассказ о необыкновенном» и «Отшельник», где Горький единственный раз в своём творчестве обратился к теме Гражданской войны в России. Октябрьская революция и последующая Гражданская война предстают в книге событиями всеобщей плоской рационализации и деградации, метафорами низведения явлений необыкновенного и гуманного — к примитивному и жестокому. Подобные взгляды отразились в вышедшем в 1923 году цикле автобиографических рассказов «Заметки из дневника», который Святополк-Мирский поставил в число лучших произведений Горького. Как отмечает Наум Лейдерман, одной из важнейших тем этого произведения, помимо осмысления произошедшего, становится «русский народ и национальный характер»; как отмечалось, в этих двух циклах рассказов Горький стремился показать героев во многом вне зависимости от политических убеждений и социального положения, либо как носителей национального менталитета, либо в личностном своеобразии, стремясь «понять смыслы, заключенные в самом феномене человеческого существования». Следующим образом Лейдерман характеризует форму произведения: «Писатель, последовательно и принципиально опровергавший модернистскую концепцию мира как xаоса, буквально вываливает на свои страницы дикую мешанину житейского сора, рисует массу разнообразных характеров, которые ни в какую мозаику не встраиваются, а существуют буквально как „гремучая смесь“, разве что имеющая крайние формы — от полного духовного распада до высокого парения духа. Вместе с тем в этом „соре“ наличествует некий порядок».
В 1925 году выходит роман «Дело Артамоновых», получивший различные оценки, после прочтения которого Святополк-Мирский изменил мнение о Горьком на очень положительное и вернулся с ним в Россию, поставив роман в один ряд с «Обломовым» и «Господами Головлёвыми». Вместе с тем, роман критиковали за «беспросветность» и (в советской критике РАПП) за «недостаточно революционную» позицию автора. Одним из высоко оценивших роман современников был Борис Пастернак. Куприянов считает роман «одним из величайших произведений русской литературы» и отмечает психологическую проработанность и проводимый в романе «психоанализ», также оценивая «язык, степень работы с характерами, внимание к деталям, ритм, способы построения сюжета».
В течение последних 11 лет жизни (1925 — 1936 годы) Горький пишет своё самое крупное, итоговое произведение, роман «Жизнь Клима Самгина» — описание русской интеллигенции в переломную эпоху. Роман остался не дописан до финала, тем не менее воспринимается литературоведами как цельное произведение, необходимое, по мнению Дмитрия Быкова, для прочтения любым человеком, кто хочет постигнуть и понять русский XX век. Роман в 1988 году был экранизирован Виктором Титовым, стал литературной основой для спектаклей в театрах СССР. В «Жизни Клима Самгина» выделяют экспериментальные приёмы, иногда его прямо определяют как модернистское произведение.

## Горький и шахматы
|   | a | b | c | d | e | f | g | h |   |
| - | --- | --- | --- | --- | --- | --- | --- | --- | - |
| 8 | g8 чёрный король · a7 чёрная пешка · b7 чёрная пешка · d7 чёрный конь · g7 чёрная пешка · h7 чёрная пешка · d6 чёрный слон · e6 белый конь · d5 белая пешка · f5 чёрная пешка · b4 белая пешка · c4 белая пешка · e3 чёрная ладья · f3 белый слон · g3 чёрный ферзь · h3 чёрная ладья · a2 белая пешка · d2 белый ферзь · g2 белая пешка · f1 белая ладья · g1 белый король | g8 чёрный король · a7 чёрная пешка · b7 чёрная пешка · d7 чёрный конь · g7 чёрная пешка · h7 чёрная пешка · d6 чёрный слон · e6 белый конь · d5 белая пешка · f5 чёрная пешка · b4 белая пешка · c4 белая пешка · e3 чёрная ладья · f3 белый слон · g3 чёрный ферзь · h3 чёрная ладья · a2 белая пешка · d2 белый ферзь · g2 белая пешка · f1 белая ладья · g1 белый король | g8 чёрный король · a7 чёрная пешка · b7 чёрная пешка · d7 чёрный конь · g7 чёрная пешка · h7 чёрная пешка · d6 чёрный слон · e6 белый конь · d5 белая пешка · f5 чёрная пешка · b4 белая пешка · c4 белая пешка · e3 чёрная ладья · f3 белый слон · g3 чёрный ферзь · h3 чёрная ладья · a2 белая пешка · d2 белый ферзь · g2 белая пешка · f1 белая ладья · g1 белый король | g8 чёрный король · a7 чёрная пешка · b7 чёрная пешка · d7 чёрный конь · g7 чёрная пешка · h7 чёрная пешка · d6 чёрный слон · e6 белый конь · d5 белая пешка · f5 чёрная пешка · b4 белая пешка · c4 белая пешка · e3 чёрная ладья · f3 белый слон · g3 чёрный ферзь · h3 чёрная ладья · a2 белая пешка · d2 белый ферзь · g2 белая пешка · f1 белая ладья · g1 белый король | g8 чёрный король · a7 чёрная пешка · b7 чёрная пешка · d7 чёрный конь · g7 чёрная пешка · h7 чёрная пешка · d6 чёрный слон · e6 белый конь · d5 белая пешка · f5 чёрная пешка · b4 белая пешка · c4 белая пешка · e3 чёрная ладья · f3 белый слон · g3 чёрный ферзь · h3 чёрная ладья · a2 белая пешка · d2 белый ферзь · g2 белая пешка · f1 белая ладья · g1 белый король | g8 чёрный король · a7 чёрная пешка · b7 чёрная пешка · d7 чёрный конь · g7 чёрная пешка · h7 чёрная пешка · d6 чёрный слон · e6 белый конь · d5 белая пешка · f5 чёрная пешка · b4 белая пешка · c4 белая пешка · e3 чёрная ладья · f3 белый слон · g3 чёрный ферзь · h3 чёрная ладья · a2 белая пешка · d2 белый ферзь · g2 белая пешка · f1 белая ладья · g1 белый король | g8 чёрный король · a7 чёрная пешка · b7 чёрная пешка · d7 чёрный конь · g7 чёрная пешка · h7 чёрная пешка · d6 чёрный слон · e6 белый конь · d5 белая пешка · f5 чёрная пешка · b4 белая пешка · c4 белая пешка · e3 чёрная ладья · f3 белый слон · g3 чёрный ферзь · h3 чёрная ладья · a2 белая пешка · d2 белый ферзь · g2 белая пешка · f1 белая ладья · g1 белый король | g8 чёрный король · a7 чёрная пешка · b7 чёрная пешка · d7 чёрный конь · g7 чёрная пешка · h7 чёрная пешка · d6 чёрный слон · e6 белый конь · d5 белая пешка · f5 чёрная пешка · b4 белая пешка · c4 белая пешка · e3 чёрная ладья · f3 белый слон · g3 чёрный ферзь · h3 чёрная ладья · a2 белая пешка · d2 белый ферзь · g2 белая пешка · f1 белая ладья · g1 белый король | 8 |
| 7 | g8 чёрный король · a7 чёрная пешка · b7 чёрная пешка · d7 чёрный конь · g7 чёрная пешка · h7 чёрная пешка · d6 чёрный слон · e6 белый конь · d5 белая пешка · f5 чёрная пешка · b4 белая пешка · c4 белая пешка · e3 чёрная ладья · f3 белый слон · g3 чёрный ферзь · h3 чёрная ладья · a2 белая пешка · d2 белый ферзь · g2 белая пешка · f1 белая ладья · g1 белый король | g8 чёрный король · a7 чёрная пешка · b7 чёрная пешка · d7 чёрный конь · g7 чёрная пешка · h7 чёрная пешка · d6 чёрный слон · e6 белый конь · d5 белая пешка · f5 чёрная пешка · b4 белая пешка · c4 белая пешка · e3 чёрная ладья · f3 белый слон · g3 чёрный ферзь · h3 чёрная ладья · a2 белая пешка · d2 белый ферзь · g2 белая пешка · f1 белая ладья · g1 белый король | g8 чёрный король · a7 чёрная пешка · b7 чёрная пешка · d7 чёрный конь · g7 чёрная пешка · h7 чёрная пешка · d6 чёрный слон · e6 белый конь · d5 белая пешка · f5 чёрная пешка · b4 белая пешка · c4 белая пешка · e3 чёрная ладья · f3 белый слон · g3 чёрный ферзь · h3 чёрная ладья · a2 белая пешка · d2 белый ферзь · g2 белая пешка · f1 белая ладья · g1 белый король | g8 чёрный король · a7 чёрная пешка · b7 чёрная пешка · d7 чёрный конь · g7 чёрная пешка · h7 чёрная пешка · d6 чёрный слон · e6 белый конь · d5 белая пешка · f5 чёрная пешка · b4 белая пешка · c4 белая пешка · e3 чёрная ладья · f3 белый слон · g3 чёрный ферзь · h3 чёрная ладья · a2 белая пешка · d2 белый ферзь · g2 белая пешка · f1 белая ладья · g1 белый король | g8 чёрный король · a7 чёрная пешка · b7 чёрная пешка · d7 чёрный конь · g7 чёрная пешка · h7 чёрная пешка · d6 чёрный слон · e6 белый конь · d5 белая пешка · f5 чёрная пешка · b4 белая пешка · c4 белая пешка · e3 чёрная ладья · f3 белый слон · g3 чёрный ферзь · h3 чёрная ладья · a2 белая пешка · d2 белый ферзь · g2 белая пешка · f1 белая ладья · g1 белый король | g8 чёрный король · a7 чёрная пешка · b7 чёрная пешка · d7 чёрный конь · g7 чёрная пешка · h7 чёрная пешка · d6 чёрный слон · e6 белый конь · d5 белая пешка · f5 чёрная пешка · b4 белая пешка · c4 белая пешка · e3 чёрная ладья · f3 белый слон · g3 чёрный ферзь · h3 чёрная ладья · a2 белая пешка · d2 белый ферзь · g2 белая пешка · f1 белая ладья · g1 белый король | g8 чёрный король · a7 чёрная пешка · b7 чёрная пешка · d7 чёрный конь · g7 чёрная пешка · h7 чёрная пешка · d6 чёрный слон · e6 белый конь · d5 белая пешка · f5 чёрная пешка · b4 белая пешка · c4 белая пешка · e3 чёрная ладья · f3 белый слон · g3 чёрный ферзь · h3 чёрная ладья · a2 белая пешка · d2 белый ферзь · g2 белая пешка · f1 белая ладья · g1 белый король | g8 чёрный король · a7 чёрная пешка · b7 чёрная пешка · d7 чёрный конь · g7 чёрная пешка · h7 чёрная пешка · d6 чёрный слон · e6 белый конь · d5 белая пешка · f5 чёрная пешка · b4 белая пешка · c4 белая пешка · e3 чёрная ладья · f3 белый слон · g3 чёрный ферзь · h3 чёрная ладья · a2 белая пешка · d2 белый ферзь · g2 белая пешка · f1 белая ладья · g1 белый король | 7 |
| 6 | g8 чёрный король · a7 чёрная пешка · b7 чёрная пешка · d7 чёрный конь · g7 чёрная пешка · h7 чёрная пешка · d6 чёрный слон · e6 белый конь · d5 белая пешка · f5 чёрная пешка · b4 белая пешка · c4 белая пешка · e3 чёрная ладья · f3 белый слон · g3 чёрный ферзь · h3 чёрная ладья · a2 белая пешка · d2 белый ферзь · g2 белая пешка · f1 белая ладья · g1 белый король | g8 чёрный король · a7 чёрная пешка · b7 чёрная пешка · d7 чёрный конь · g7 чёрная пешка · h7 чёрная пешка · d6 чёрный слон · e6 белый конь · d5 белая пешка · f5 чёрная пешка · b4 белая пешка · c4 белая пешка · e3 чёрная ладья · f3 белый слон · g3 чёрный ферзь · h3 чёрная ладья · a2 белая пешка · d2 белый ферзь · g2 белая пешка · f1 белая ладья · g1 белый король | g8 чёрный король · a7 чёрная пешка · b7 чёрная пешка · d7 чёрный конь · g7 чёрная пешка · h7 чёрная пешка · d6 чёрный слон · e6 белый конь · d5 белая пешка · f5 чёрная пешка · b4 белая пешка · c4 белая пешка · e3 чёрная ладья · f3 белый слон · g3 чёрный ферзь · h3 чёрная ладья · a2 белая пешка · d2 белый ферзь · g2 белая пешка · f1 белая ладья · g1 белый король | g8 чёрный король · a7 чёрная пешка · b7 чёрная пешка · d7 чёрный конь · g7 чёрная пешка · h7 чёрная пешка · d6 чёрный слон · e6 белый конь · d5 белая пешка · f5 чёрная пешка · b4 белая пешка · c4 белая пешка · e3 чёрная ладья · f3 белый слон · g3 чёрный ферзь · h3 чёрная ладья · a2 белая пешка · d2 белый ферзь · g2 белая пешка · f1 белая ладья · g1 белый король | g8 чёрный король · a7 чёрная пешка · b7 чёрная пешка · d7 чёрный конь · g7 чёрная пешка · h7 чёрная пешка · d6 чёрный слон · e6 белый конь · d5 белая пешка · f5 чёрная пешка · b4 белая пешка · c4 белая пешка · e3 чёрная ладья · f3 белый слон · g3 чёрный ферзь · h3 чёрная ладья · a2 белая пешка · d2 белый ферзь · g2 белая пешка · f1 белая ладья · g1 белый король | g8 чёрный король · a7 чёрная пешка · b7 чёрная пешка · d7 чёрный конь · g7 чёрная пешка · h7 чёрная пешка · d6 чёрный слон · e6 белый конь · d5 белая пешка · f5 чёрная пешка · b4 белая пешка · c4 белая пешка · e3 чёрная ладья · f3 белый слон · g3 чёрный ферзь · h3 чёрная ладья · a2 белая пешка · d2 белый ферзь · g2 белая пешка · f1 белая ладья · g1 белый король | g8 чёрный король · a7 чёрная пешка · b7 чёрная пешка · d7 чёрный конь · g7 чёрная пешка · h7 чёрная пешка · d6 чёрный слон · e6 белый конь · d5 белая пешка · f5 чёрная пешка · b4 белая пешка · c4 белая пешка · e3 чёрная ладья · f3 белый слон · g3 чёрный ферзь · h3 чёрная ладья · a2 белая пешка · d2 белый ферзь · g2 белая пешка · f1 белая ладья · g1 белый король | g8 чёрный король · a7 чёрная пешка · b7 чёрная пешка · d7 чёрный конь · g7 чёрная пешка · h7 чёрная пешка · d6 чёрный слон · e6 белый конь · d5 белая пешка · f5 чёрная пешка · b4 белая пешка · c4 белая пешка · e3 чёрная ладья · f3 белый слон · g3 чёрный ферзь · h3 чёрная ладья · a2 белая пешка · d2 белый ферзь · g2 белая пешка · f1 белая ладья · g1 белый король | 6 |
| 5 | g8 чёрный король · a7 чёрная пешка · b7 чёрная пешка · d7 чёрный конь · g7 чёрная пешка · h7 чёрная пешка · d6 чёрный слон · e6 белый конь · d5 белая пешка · f5 чёрная пешка · b4 белая пешка · c4 белая пешка · e3 чёрная ладья · f3 белый слон · g3 чёрный ферзь · h3 чёрная ладья · a2 белая пешка · d2 белый ферзь · g2 белая пешка · f1 белая ладья · g1 белый король | g8 чёрный король · a7 чёрная пешка · b7 чёрная пешка · d7 чёрный конь · g7 чёрная пешка · h7 чёрная пешка · d6 чёрный слон · e6 белый конь · d5 белая пешка · f5 чёрная пешка · b4 белая пешка · c4 белая пешка · e3 чёрная ладья · f3 белый слон · g3 чёрный ферзь · h3 чёрная ладья · a2 белая пешка · d2 белый ферзь · g2 белая пешка · f1 белая ладья · g1 белый король | g8 чёрный король · a7 чёрная пешка · b7 чёрная пешка · d7 чёрный конь · g7 чёрная пешка · h7 чёрная пешка · d6 чёрный слон · e6 белый конь · d5 белая пешка · f5 чёрная пешка · b4 белая пешка · c4 белая пешка · e3 чёрная ладья · f3 белый слон · g3 чёрный ферзь · h3 чёрная ладья · a2 белая пешка · d2 белый ферзь · g2 белая пешка · f1 белая ладья · g1 белый король | g8 чёрный король · a7 чёрная пешка · b7 чёрная пешка · d7 чёрный конь · g7 чёрная пешка · h7 чёрная пешка · d6 чёрный слон · e6 белый конь · d5 белая пешка · f5 чёрная пешка · b4 белая пешка · c4 белая пешка · e3 чёрная ладья · f3 белый слон · g3 чёрный ферзь · h3 чёрная ладья · a2 белая пешка · d2 белый ферзь · g2 белая пешка · f1 белая ладья · g1 белый король | g8 чёрный король · a7 чёрная пешка · b7 чёрная пешка · d7 чёрный конь · g7 чёрная пешка · h7 чёрная пешка · d6 чёрный слон · e6 белый конь · d5 белая пешка · f5 чёрная пешка · b4 белая пешка · c4 белая пешка · e3 чёрная ладья · f3 белый слон · g3 чёрный ферзь · h3 чёрная ладья · a2 белая пешка · d2 белый ферзь · g2 белая пешка · f1 белая ладья · g1 белый король | g8 чёрный король · a7 чёрная пешка · b7 чёрная пешка · d7 чёрный конь · g7 чёрная пешка · h7 чёрная пешка · d6 чёрный слон · e6 белый конь · d5 белая пешка · f5 чёрная пешка · b4 белая пешка · c4 белая пешка · e3 чёрная ладья · f3 белый слон · g3 чёрный ферзь · h3 чёрная ладья · a2 белая пешка · d2 белый ферзь · g2 белая пешка · f1 белая ладья · g1 белый король | g8 чёрный король · a7 чёрная пешка · b7 чёрная пешка · d7 чёрный конь · g7 чёрная пешка · h7 чёрная пешка · d6 чёрный слон · e6 белый конь · d5 белая пешка · f5 чёрная пешка · b4 белая пешка · c4 белая пешка · e3 чёрная ладья · f3 белый слон · g3 чёрный ферзь · h3 чёрная ладья · a2 белая пешка · d2 белый ферзь · g2 белая пешка · f1 белая ладья · g1 белый король | g8 чёрный король · a7 чёрная пешка · b7 чёрная пешка · d7 чёрный конь · g7 чёрная пешка · h7 чёрная пешка · d6 чёрный слон · e6 белый конь · d5 белая пешка · f5 чёрная пешка · b4 белая пешка · c4 белая пешка · e3 чёрная ладья · f3 белый слон · g3 чёрный ферзь · h3 чёрная ладья · a2 белая пешка · d2 белый ферзь · g2 белая пешка · f1 белая ладья · g1 белый король | 5 |
| 4 | g8 чёрный король · a7 чёрная пешка · b7 чёрная пешка · d7 чёрный конь · g7 чёрная пешка · h7 чёрная пешка · d6 чёрный слон · e6 белый конь · d5 белая пешка · f5 чёрная пешка · b4 белая пешка · c4 белая пешка · e3 чёрная ладья · f3 белый слон · g3 чёрный ферзь · h3 чёрная ладья · a2 белая пешка · d2 белый ферзь · g2 белая пешка · f1 белая ладья · g1 белый король | g8 чёрный король · a7 чёрная пешка · b7 чёрная пешка · d7 чёрный конь · g7 чёрная пешка · h7 чёрная пешка · d6 чёрный слон · e6 белый конь · d5 белая пешка · f5 чёрная пешка · b4 белая пешка · c4 белая пешка · e3 чёрная ладья · f3 белый слон · g3 чёрный ферзь · h3 чёрная ладья · a2 белая пешка · d2 белый ферзь · g2 белая пешка · f1 белая ладья · g1 белый король | g8 чёрный король · a7 чёрная пешка · b7 чёрная пешка · d7 чёрный конь · g7 чёрная пешка · h7 чёрная пешка · d6 чёрный слон · e6 белый конь · d5 белая пешка · f5 чёрная пешка · b4 белая пешка · c4 белая пешка · e3 чёрная ладья · f3 белый слон · g3 чёрный ферзь · h3 чёрная ладья · a2 белая пешка · d2 белый ферзь · g2 белая пешка · f1 белая ладья · g1 белый король | g8 чёрный король · a7 чёрная пешка · b7 чёрная пешка · d7 чёрный конь · g7 чёрная пешка · h7 чёрная пешка · d6 чёрный слон · e6 белый конь · d5 белая пешка · f5 чёрная пешка · b4 белая пешка · c4 белая пешка · e3 чёрная ладья · f3 белый слон · g3 чёрный ферзь · h3 чёрная ладья · a2 белая пешка · d2 белый ферзь · g2 белая пешка · f1 белая ладья · g1 белый король | g8 чёрный король · a7 чёрная пешка · b7 чёрная пешка · d7 чёрный конь · g7 чёрная пешка · h7 чёрная пешка · d6 чёрный слон · e6 белый конь · d5 белая пешка · f5 чёрная пешка · b4 белая пешка · c4 белая пешка · e3 чёрная ладья · f3 белый слон · g3 чёрный ферзь · h3 чёрная ладья · a2 белая пешка · d2 белый ферзь · g2 белая пешка · f1 белая ладья · g1 белый король | g8 чёрный король · a7 чёрная пешка · b7 чёрная пешка · d7 чёрный конь · g7 чёрная пешка · h7 чёрная пешка · d6 чёрный слон · e6 белый конь · d5 белая пешка · f5 чёрная пешка · b4 белая пешка · c4 белая пешка · e3 чёрная ладья · f3 белый слон · g3 чёрный ферзь · h3 чёрная ладья · a2 белая пешка · d2 белый ферзь · g2 белая пешка · f1 белая ладья · g1 белый король | g8 чёрный король · a7 чёрная пешка · b7 чёрная пешка · d7 чёрный конь · g7 чёрная пешка · h7 чёрная пешка · d6 чёрный слон · e6 белый конь · d5 белая пешка · f5 чёрная пешка · b4 белая пешка · c4 белая пешка · e3 чёрная ладья · f3 белый слон · g3 чёрный ферзь · h3 чёрная ладья · a2 белая пешка · d2 белый ферзь · g2 белая пешка · f1 белая ладья · g1 белый король | g8 чёрный король · a7 чёрная пешка · b7 чёрная пешка · d7 чёрный конь · g7 чёрная пешка · h7 чёрная пешка · d6 чёрный слон · e6 белый конь · d5 белая пешка · f5 чёрная пешка · b4 белая пешка · c4 белая пешка · e3 чёрная ладья · f3 белый слон · g3 чёрный ферзь · h3 чёрная ладья · a2 белая пешка · d2 белый ферзь · g2 белая пешка · f1 белая ладья · g1 белый король | 4 |
| 3 | g8 чёрный король · a7 чёрная пешка · b7 чёрная пешка · d7 чёрный конь · g7 чёрная пешка · h7 чёрная пешка · d6 чёрный слон · e6 белый конь · d5 белая пешка · f5 чёрная пешка · b4 белая пешка · c4 белая пешка · e3 чёрная ладья · f3 белый слон · g3 чёрный ферзь · h3 чёрная ладья · a2 белая пешка · d2 белый ферзь · g2 белая пешка · f1 белая ладья · g1 белый король | g8 чёрный король · a7 чёрная пешка · b7 чёрная пешка · d7 чёрный конь · g7 чёрная пешка · h7 чёрная пешка · d6 чёрный слон · e6 белый конь · d5 белая пешка · f5 чёрная пешка · b4 белая пешка · c4 белая пешка · e3 чёрная ладья · f3 белый слон · g3 чёрный ферзь · h3 чёрная ладья · a2 белая пешка · d2 белый ферзь · g2 белая пешка · f1 белая ладья · g1 белый король | g8 чёрный король · a7 чёрная пешка · b7 чёрная пешка · d7 чёрный конь · g7 чёрная пешка · h7 чёрная пешка · d6 чёрный слон · e6 белый конь · d5 белая пешка · f5 чёрная пешка · b4 белая пешка · c4 белая пешка · e3 чёрная ладья · f3 белый слон · g3 чёрный ферзь · h3 чёрная ладья · a2 белая пешка · d2 белый ферзь · g2 белая пешка · f1 белая ладья · g1 белый король | g8 чёрный король · a7 чёрная пешка · b7 чёрная пешка · d7 чёрный конь · g7 чёрная пешка · h7 чёрная пешка · d6 чёрный слон · e6 белый конь · d5 белая пешка · f5 чёрная пешка · b4 белая пешка · c4 белая пешка · e3 чёрная ладья · f3 белый слон · g3 чёрный ферзь · h3 чёрная ладья · a2 белая пешка · d2 белый ферзь · g2 белая пешка · f1 белая ладья · g1 белый король | g8 чёрный король · a7 чёрная пешка · b7 чёрная пешка · d7 чёрный конь · g7 чёрная пешка · h7 чёрная пешка · d6 чёрный слон · e6 белый конь · d5 белая пешка · f5 чёрная пешка · b4 белая пешка · c4 белая пешка · e3 чёрная ладья · f3 белый слон · g3 чёрный ферзь · h3 чёрная ладья · a2 белая пешка · d2 белый ферзь · g2 белая пешка · f1 белая ладья · g1 белый король | g8 чёрный король · a7 чёрная пешка · b7 чёрная пешка · d7 чёрный конь · g7 чёрная пешка · h7 чёрная пешка · d6 чёрный слон · e6 белый конь · d5 белая пешка · f5 чёрная пешка · b4 белая пешка · c4 белая пешка · e3 чёрная ладья · f3 белый слон · g3 чёрный ферзь · h3 чёрная ладья · a2 белая пешка · d2 белый ферзь · g2 белая пешка · f1 белая ладья · g1 белый король | g8 чёрный король · a7 чёрная пешка · b7 чёрная пешка · d7 чёрный конь · g7 чёрная пешка · h7 чёрная пешка · d6 чёрный слон · e6 белый конь · d5 белая пешка · f5 чёрная пешка · b4 белая пешка · c4 белая пешка · e3 чёрная ладья · f3 белый слон · g3 чёрный ферзь · h3 чёрная ладья · a2 белая пешка · d2 белый ферзь · g2 белая пешка · f1 белая ладья · g1 белый король | g8 чёрный король · a7 чёрная пешка · b7 чёрная пешка · d7 чёрный конь · g7 чёрная пешка · h7 чёрная пешка · d6 чёрный слон · e6 белый конь · d5 белая пешка · f5 чёрная пешка · b4 белая пешка · c4 белая пешка · e3 чёрная ладья · f3 белый слон · g3 чёрный ферзь · h3 чёрная ладья · a2 белая пешка · d2 белый ферзь · g2 белая пешка · f1 белая ладья · g1 белый король | 3 |
| 2 | g8 чёрный король · a7 чёрная пешка · b7 чёрная пешка · d7 чёрный конь · g7 чёрная пешка · h7 чёрная пешка · d6 чёрный слон · e6 белый конь · d5 белая пешка · f5 чёрная пешка · b4 белая пешка · c4 белая пешка · e3 чёрная ладья · f3 белый слон · g3 чёрный ферзь · h3 чёрная ладья · a2 белая пешка · d2 белый ферзь · g2 белая пешка · f1 белая ладья · g1 белый король | g8 чёрный король · a7 чёрная пешка · b7 чёрная пешка · d7 чёрный конь · g7 чёрная пешка · h7 чёрная пешка · d6 чёрный слон · e6 белый конь · d5 белая пешка · f5 чёрная пешка · b4 белая пешка · c4 белая пешка · e3 чёрная ладья · f3 белый слон · g3 чёрный ферзь · h3 чёрная ладья · a2 белая пешка · d2 белый ферзь · g2 белая пешка · f1 белая ладья · g1 белый король | g8 чёрный король · a7 чёрная пешка · b7 чёрная пешка · d7 чёрный конь · g7 чёрная пешка · h7 чёрная пешка · d6 чёрный слон · e6 белый конь · d5 белая пешка · f5 чёрная пешка · b4 белая пешка · c4 белая пешка · e3 чёрная ладья · f3 белый слон · g3 чёрный ферзь · h3 чёрная ладья · a2 белая пешка · d2 белый ферзь · g2 белая пешка · f1 белая ладья · g1 белый король | g8 чёрный король · a7 чёрная пешка · b7 чёрная пешка · d7 чёрный конь · g7 чёрная пешка · h7 чёрная пешка · d6 чёрный слон · e6 белый конь · d5 белая пешка · f5 чёрная пешка · b4 белая пешка · c4 белая пешка · e3 чёрная ладья · f3 белый слон · g3 чёрный ферзь · h3 чёрная ладья · a2 белая пешка · d2 белый ферзь · g2 белая пешка · f1 белая ладья · g1 белый король | g8 чёрный король · a7 чёрная пешка · b7 чёрная пешка · d7 чёрный конь · g7 чёрная пешка · h7 чёрная пешка · d6 чёрный слон · e6 белый конь · d5 белая пешка · f5 чёрная пешка · b4 белая пешка · c4 белая пешка · e3 чёрная ладья · f3 белый слон · g3 чёрный ферзь · h3 чёрная ладья · a2 белая пешка · d2 белый ферзь · g2 белая пешка · f1 белая ладья · g1 белый король | g8 чёрный король · a7 чёрная пешка · b7 чёрная пешка · d7 чёрный конь · g7 чёрная пешка · h7 чёрная пешка · d6 чёрный слон · e6 белый конь · d5 белая пешка · f5 чёрная пешка · b4 белая пешка · c4 белая пешка · e3 чёрная ладья · f3 белый слон · g3 чёрный ферзь · h3 чёрная ладья · a2 белая пешка · d2 белый ферзь · g2 белая пешка · f1 белая ладья · g1 белый король | g8 чёрный король · a7 чёрная пешка · b7 чёрная пешка · d7 чёрный конь · g7 чёрная пешка · h7 чёрная пешка · d6 чёрный слон · e6 белый конь · d5 белая пешка · f5 чёрная пешка · b4 белая пешка · c4 белая пешка · e3 чёрная ладья · f3 белый слон · g3 чёрный ферзь · h3 чёрная ладья · a2 белая пешка · d2 белый ферзь · g2 белая пешка · f1 белая ладья · g1 белый король | g8 чёрный король · a7 чёрная пешка · b7 чёрная пешка · d7 чёрный конь · g7 чёрная пешка · h7 чёрная пешка · d6 чёрный слон · e6 белый конь · d5 белая пешка · f5 чёрная пешка · b4 белая пешка · c4 белая пешка · e3 чёрная ладья · f3 белый слон · g3 чёрный ферзь · h3 чёрная ладья · a2 белая пешка · d2 белый ферзь · g2 белая пешка · f1 белая ладья · g1 белый король | 2 |
| 1 | g8 чёрный король · a7 чёрная пешка · b7 чёрная пешка · d7 чёрный конь · g7 чёрная пешка · h7 чёрная пешка · d6 чёрный слон · e6 белый конь · d5 белая пешка · f5 чёрная пешка · b4 белая пешка · c4 белая пешка · e3 чёрная ладья · f3 белый слон · g3 чёрный ферзь · h3 чёрная ладья · a2 белая пешка · d2 белый ферзь · g2 белая пешка · f1 белая ладья · g1 белый король | g8 чёрный король · a7 чёрная пешка · b7 чёрная пешка · d7 чёрный конь · g7 чёрная пешка · h7 чёрная пешка · d6 чёрный слон · e6 белый конь · d5 белая пешка · f5 чёрная пешка · b4 белая пешка · c4 белая пешка · e3 чёрная ладья · f3 белый слон · g3 чёрный ферзь · h3 чёрная ладья · a2 белая пешка · d2 белый ферзь · g2 белая пешка · f1 белая ладья · g1 белый король | g8 чёрный король · a7 чёрная пешка · b7 чёрная пешка · d7 чёрный конь · g7 чёрная пешка · h7 чёрная пешка · d6 чёрный слон · e6 белый конь · d5 белая пешка · f5 чёрная пешка · b4 белая пешка · c4 белая пешка · e3 чёрная ладья · f3 белый слон · g3 чёрный ферзь · h3 чёрная ладья · a2 белая пешка · d2 белый ферзь · g2 белая пешка · f1 белая ладья · g1 белый король | g8 чёрный король · a7 чёрная пешка · b7 чёрная пешка · d7 чёрный конь · g7 чёрная пешка · h7 чёрная пешка · d6 чёрный слон · e6 белый конь · d5 белая пешка · f5 чёрная пешка · b4 белая пешка · c4 белая пешка · e3 чёрная ладья · f3 белый слон · g3 чёрный ферзь · h3 чёрная ладья · a2 белая пешка · d2 белый ферзь · g2 белая пешка · f1 белая ладья · g1 белый король | g8 чёрный король · a7 чёрная пешка · b7 чёрная пешка · d7 чёрный конь · g7 чёрная пешка · h7 чёрная пешка · d6 чёрный слон · e6 белый конь · d5 белая пешка · f5 чёрная пешка · b4 белая пешка · c4 белая пешка · e3 чёрная ладья · f3 белый слон · g3 чёрный ферзь · h3 чёрная ладья · a2 белая пешка · d2 белый ферзь · g2 белая пешка · f1 белая ладья · g1 белый король | g8 чёрный король · a7 чёрная пешка · b7 чёрная пешка · d7 чёрный конь · g7 чёрная пешка · h7 чёрная пешка · d6 чёрный слон · e6 белый конь · d5 белая пешка · f5 чёрная пешка · b4 белая пешка · c4 белая пешка · e3 чёрная ладья · f3 белый слон · g3 чёрный ферзь · h3 чёрная ладья · a2 белая пешка · d2 белый ферзь · g2 белая пешка · f1 белая ладья · g1 белый король | g8 чёрный король · a7 чёрная пешка · b7 чёрная пешка · d7 чёрный конь · g7 чёрная пешка · h7 чёрная пешка · d6 чёрный слон · e6 белый конь · d5 белая пешка · f5 чёрная пешка · b4 белая пешка · c4 белая пешка · e3 чёрная ладья · f3 белый слон · g3 чёрный ферзь · h3 чёрная ладья · a2 белая пешка · d2 белый ферзь · g2 белая пешка · f1 белая ладья · g1 белый король | g8 чёрный король · a7 чёрная пешка · b7 чёрная пешка · d7 чёрный конь · g7 чёрная пешка · h7 чёрная пешка · d6 чёрный слон · e6 белый конь · d5 белая пешка · f5 чёрная пешка · b4 белая пешка · c4 белая пешка · e3 чёрная ладья · f3 белый слон · g3 чёрный ферзь · h3 чёрная ладья · a2 белая пешка · d2 белый ферзь · g2 белая пешка · f1 белая ладья · g1 белый король | 1 |
|   | a | b | c | d | e | f | g | h |   |

Горький был умелым игроком в шахматы, известны также шахматные партии среди его гостей. Ему принадлежат несколько ценных замечаний по шахматной теме, в том числе в некрологе Ленина, написанном в 1924 году. Если в первоначальной редакции этого некролога шахматы бегло упоминаются только один раз, то в окончательную редакцию Горький вставил рассказ о партиях Ленина против Богданова на итальянском острове Капри. Сохранилась серия любительских фотографий, сделанных на Капри в 1908 году (между 10 (23) и 17 (30) апреля), когда Ленин находился в гостях у Горького. Фотографии сняты с различных ракурсов и запечатлели Ленина играющим с Горьким и Богдановым — известным революционером-марксистом, врачом и философом. Автором всех этих фотографий (или по крайней мере двух из них) был Юрий Желябужский, сын Марии Андреевой и пасынок Горького (в будущем — крупный советский кинооператор, режиссёр и сценарист), в то время — двадцатилетний юноша.
М. Горький во многие произведения вводил игру в шахматы как элемент сюжета. В пьесе «Сомов и другие» в начале 2-го акта читаем ремарку автора: «На террасе играют в шахматы Китаев и Семиков». Ремаркой автора — «В углу налево Богомолов и Верочка играют в шахматы»— начинается 3-е действие пьесы «Яков Богомолов». В 4-м акте пьесы «Дачники» Горький пишет: «Его звали Дормидонт Лукич, он носил на правой руке большой золотой перстень, а играя с хозяином в шахматы, громко сопел». В романе «Жизнь Клима Самгина» Дронов говорит: «Есть у меня знакомый телеграфист, учит меня в шахматы играть…» (часть 1-я), а в 4 -й части этой пьесы «Самгин, покуривая, ходил, сидел, лежал и, точно играя в шахматы, расставлял фигуры знакомых людей…». В фельетоне «Факты» (1928) Самотёков рассказывает: «…Зашёл, знаете, в гастрономический магазин, главный приказчик… — глухонемой, помощники его в шахматы играют, а на улице — длиннейшая очередь голодного народа…». А в очерке «В. И. Ленин» Горький вспоминает: «Затем он [Ленин] азартно играл с Богдановым в шахматы и, проигрывая, сердился, даже унывал, как-то по-детски».

## Адреса проживания

### В Нижнем Новгороде
- Место рождения — предположительно до весны 1871 года — усадьба Кашириных — Ковалихинская улица, 33;
- 1871—1872 — домик Каширина — Почтовый съезд, 21;
- в 1872—1876 годах — дом В. В. Каширина — улица Короленко, 42;
- 1877—1878 — слободское Кунавинское начальное училище — улица Коммунистическая, 77;
- с 1878 до весны 1880 года — дом Л. М. Порхунова — улица Максима Горького, 74;
- в 1880—1882 годах — квартира В. С. Сергеева в доме Гогина — улица Звездинка, 11;
- 2 сентября 1896 — январь 1897 года — дом А. Ф. Гузеевой — Нижегородская улица, 12;
- с 16 марта по 7 мая 1898 года — дом Большаковой — Ильинская улица, 68-б;
- 1898 год — дом Карташева — Тихий переулок, 3;
- с конца 1898 года по март 1900 года — дом Курепина — улица Максима Горького, 82;
- 1900—1901 — флигель усадьбы В. М. Лемке — улица Короленко, 11;
- 1902—1904 — дом Н. Ф. Киршбаума — улица Семашко, 19.
- В Германии:
- Горький хаус Бад Сааров

### В Самаре
- Май — декабрь 1895 — дом Д. С. Кишкина — Степана Разина улица,126
- Декабрь 1895 — Май 1896 — квартира А. У. Лялиной — Куйбышева улица, 91

### В Санкт-Петербурге — Петрограде — Ленинграде
- сентябрь 1899 года — квартира В. А. Поссе в доме Трофимова — Надеждинская улица, 11;
- февраль — весна 1901 года — квартира В. А. Поссе в доме Трофимова — Надеждинская улица, 11;
- ноябрь 1902 года — квартира К. П. Пятницкого в доходном доме — Николаевская улица, 4;
- 1903 — осень 1904 года — квартира К. П. Пятницкого в доходном доме — Николаевская улица, 4;
- осень 1904—1906 — квартира К. П. Пятницкого в доходном доме — Знаменская улица, 20, кв. 29;
- начало марта 1914 — осень 1921 года — доходный дом Е. К. Барсовой — Кронверкский проспект, 23;
- 30.08—07.09.1928 г., 18.06—11.07.1929 г., конец сентября 1931 г. — гостиница «Европейская» — улица Ракова, 7.

### На Капри
- Отель Quisisana[англ.] — со 2 ноября 1906 года;
- Вилла Блезус (Сеттани) — с конца ноября 1906 года по конец февраля 1909 года. Ленин приезжал на Капри в апреле 1908 году и гостил у Горького неделю на этой вилле. Под ней в 1970 году установлен памятник Ленину. Сейчас виллу занимает отель «Villa Krupp».
- Вилла Спинола (Беринг) — с марта 1909 года Горький жил на вилле Спинола (Piazzetta Cesare Battisti, 4). Вилла принадлежала немецкому врачу Эмилю Берингу. Вилла красного цвета, в три этажа, в ней размещалась Каприйская школа;
- Вилла Серафина (Пьерина) — с февраля 1911 года по декабрь 1913 года. Вилла находится на южном берегу Капри, на via Mulo.

### В Сорренто
- Сант-Аньелло под Сорренто — с апреля 1924 года;
- Вилла Сорито (il Sorito) — с ноября 1924 года — на окраине Сорренто.

### Собрания сочинений

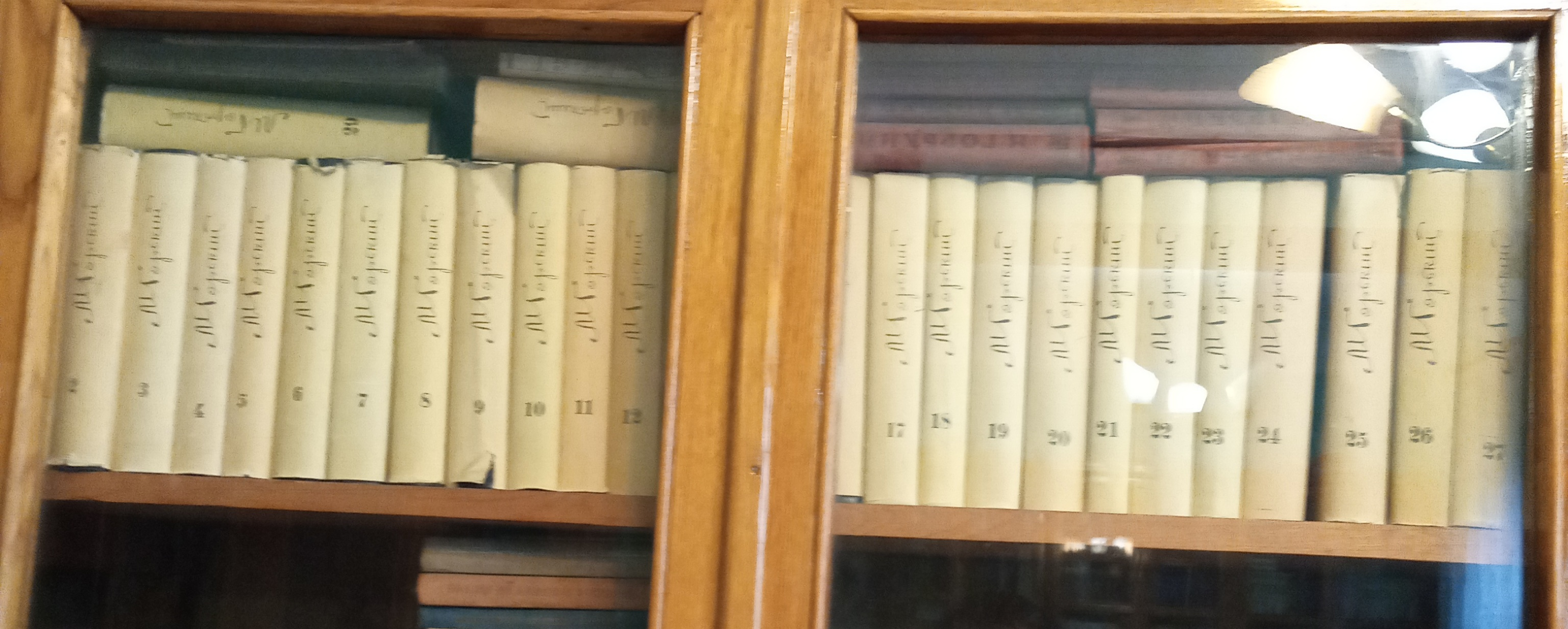
Максим Горький. Собрание сочинений в 30 томах. Москва, Государственное издательство художественной литературы, 1949—1956 гг.

- Сочинения: В 3 т. — Санкт-Петербург: Знание, 1900
- Горький М. Очерки и рассказы. — Изд. 1-е. — Санкт-Петербург,. «С. Дороватовского и А. Чарушникова», два тома, 1898.
- Горький М. Очерки и рассказы. — Санкт-Петербург, «С. Дороватовского и А. Чарушникова», 1-й том, испр. и 2-й том испр. и доп.- 2-м изд, 3-й том — 1-м изд., 1899
- Собрание сочинений: В 22 т. — [Москва; Петроград]: Гос. изд-во, [1924—1929] (Пг.: тип. Печатный двор)
- Максим Горький. Собрание сочинений в двадцати четырёх томах. — М.: ОГИЗ, 1928—1930.
- Максим Горький. Собрание сочинений : в 30 т. — М.: Государственное издательство художественной литературы, 1949—1956.
- Максим Горький. Полное собрание сочинений и писем. — М.: «Наука», 1968—наст время.
  - Художественные произведения в двадцати пяти томах. — М.: «Наука», 1968—1976.
  - Варианты к художественным произведениям в десяти томах. — М.: «Наука», 1974—1982.
  - Литературно-критические и публицистические статьи в ? томах. — М.: «Наука», не начато.
  - Письма в двадцати четырёх томах. — М.: «Наука», 1998—наст. время.[310]

### Романы
- 1899 — Фома Гордеев
- 1906 — Мать (вторая редакция — 1907). Роман в 2-х частях
- 1925 — Дело Артамоновых
- 1925—1936— Жизнь Клима Самгина

### Повести
- 1894 — Горемыка Павел
- 1900 — Мужик (осталась неоконченной, третья глава при жизни автора не печаталась)
- 1900—1901 — Трое
- 1908 — Жизнь ненужного человека
- 1908 — Исповедь[англ.]
- 1909 — Лето
- 1909—1911 — Окуровский цикл (Городок Окуров[фр.] и Жизнь Матвея Кожемякина)
- 1912 — Хозяин
- 1913—1914 — Детство
- 1915—1916 — В людях
- 1923 — Мои университеты

### Рассказы, очерки
- 1892 — Девушка и Смерть (поэма-сказка, опубликована в июле 1917 в газете «Новая жизнь»)
- 1892 — Макар Чудра
- 1893 — Емельян Пиляй, Дед Архип и Лёнька
- 1894 — Старуха Изергиль, Челкаш, Однажды осенью, Мой спутник
- 1895 — Ошибка, Вывод, Песня о Соколе (поэма в прозе)
- 1896 — Тоска. Впервые напечатан в журнале «Новое слово», № 9 и № 10, июнь—июль под заглавием «Тоска (Страничка из жизни одного мельника)»; Разбойники на Кавказе — очерк впервые опубликован в газете «Нижегородский листок», № 327, 1896 год
- 1897 — «Бывшие люди», «Супруги Орловы», «Мальва», «Коновалов», «Озорник», «Скуки ради»
- 1898 — «Варенька Олесова», «Проходимец»
- 1899 — «Двадцать шесть и одна», сборник «Очерки и рассказы»
- 1901 — «Песня о Буревестнике» (поэма в прозе)
- 1903 — Человек (поэма в прозе)
- 1906 — «Товарищ!», «Мудрец»
- 1908 — «Солдаты»[311]
- 1911 — «Сказки об Италии»[312]
- 1912—1917 — «По Руси» (цикл рассказов)
- 1922—1925 — «Рассказы 1922—1924 годов» (цикл рассказов)
- 1924 — «Заметки из дневника» (цикл рассказов)
- 1929 — «Соловки» (очерк)

### Пьесы
- 1901 — «Мещане»
- 1902 — На дне
- 1904 — «Дачники»
- 1905 — Дети солнца. Драма в 4-х действиях
- 1905 — «Варвары[англ.]». Написана летом 1905 года на даче в Куоккале, под Петербургом. Впервые напечатана в «Сборнике товарищества „Знание“» за 1906 год, книга девятая, Спб, 1906 год и издана отдельной книгой в издательстве Дитца. Впервые поставлена в 1906 году на сценах провинциальных театров России (Екатериновлаве, Курске, Луганске и др.) и в Берлине. В 1907 году поставлена в Петербурге в «Современном театре» и «Новом Васильеостровском».
- 1906 — «Враги»
- 1908 — «Последние»
- 1910 — Чудаки: Сцены
- 1910 — «Встреча[англ.]» («Дети»)
- 1910 — «Васса Железнова» (2-я редакция — 1933; 3-я редакция — 1935)
- 1913 или 1914 — «Зыковы»
- 1913 — «Фальшивая монета». Первая редакция пьесы — 1913 год. Впервые напечатана отдельной книгой в издательстве «Книга» в 1927 году. Повторно была отредакторована Горьким в 1926 году перед отправкой в Берлин И. П. Ладыжникову для издания.
- 1915 — «Старик» (поставлена 1 января 1919 г. на сцене Государственного Академического Малого театра; опубликована в Берлине)
- 1916 — «Яков Богомолов» (неокончена, опубликована в 1941 г. после смерти автора, по ней А. Роом поставил фильм «Преждевременный человек»)
- 1920 — «Работяга Словотеков»
- 1930—1931 — «Сомов и другие»
- 1931 — «Егор Булычов и другие»
- 1932 — «Достигаев и другие»

### Публицистика
- 1906 — «Мои интервью», «В Америке» (памфлеты)
- 1912 — Фельетон. Начало рассказа // Сибирская торговая газета. № 77. 7 апреля 1912 года. Тюмень (перепечатка с газеты «Мысль» (Киев)).
- 1917—1918 — цикл статей «Несвоевременные мысли» в газете «Новая жизнь» (в 1918 вышел отдельным изданием[313])
- 1919 — Воспоминания о Льве Николаевиче Толстом
- 1922 — О русском крестьянстве, статья

Инициировал создание серии книг «История фабрик и заводов» (ИФЗ), в 1933 г. выступил с инициативой возрождения дореволюционной серии «Жизнь замечательных людей», первой в Европе универсальной библиографической коллекции, в 1890—1915 годах выпускавшейся издательством одного из крупнейших в России издателя Ф. Ф. Павленкова.

### Педагогика
А. М. Горький был также редактором следующих книг о передовом педагогическом опыте, возникшем в те годы:
- Погребинский М. С. Фабрика людей. М., 1929 г. — о деятельности знаменитой в те годы Болшевской трудовой коммуны, о которой был снят фильм Путёвка в жизнь, завоевавший первую премию на I межд. кинофестивале в Венеции (1932 г.)[314].
- Макаренко А. С. Педагогическая поэма. М., 1934 г[315].

Выпуск и успех последней во многом определил возможность дальнейшего обнародования иных произведений А. С. Макаренко, его широкой известности и признания первоначально в Советском Союзе, а затем и во всём мире.
К педагогическим начинаниям Горького можно отнести дружеское внимание и разнообразную (прежде всего, моральную и творческую) поддержку, которую он оказывал многим обращавшимся к нему по разным поводам современникам, в том числе молодым писателям. Среди последних — не только Макаренко, но и В. Т. Юрезанский.

## Признание и память, образ в искусстве
В 1902 году Горький был избран в почётные академики по разряду изящной словесности. В советское время избран почётным профессором Нижегородского университета. Горький 5 раз номинировался на Нобелевскую премию по литературе: в 1918, 1923, два раза — в 1928, 1933 гг.
В 1932 году, ещё при жизни писателя, его родной Нижний Новгород был переименован в Горький и носил это название до 1990 года.
Практически в каждом крупном населённом пункте государств бывшего СССР была или есть улица Горького. В 2013 году имя Горького носили 2110 улиц, проспектов и переулков в России, а ещё 395 носят имя Максима Горького.
В честь Максима Горького названы гора Горьковская на острове Сахалин и хребет в Антарктиде (хребет Горького, Земля Королевы Мод, 71°35′ ю. ш., 11°40′ в. д., хребет открыт и нанесён на карту в 1961 г. Советской Антарктической экспедицией, название присвоено не позже 1965 г.).